# Alcamo
Alcamo (Àrcamu in siciliano) è un comune italiano di 44 663 abitanti del libero consorzio comunale di Trapani in Sicilia.
Sorge ai piedi del Monte Bonifato e fa parte dei comuni del Golfo di Castellammare.

## Geografia fisica

### Territorio
Alcamo si trova al centro del Golfo di Castellammare, a 258 metri s.l.m. ed è situata alle pendici del Monte Bonifato, complesso calcareo che raggiunge gli 829 metri s.l.m., e che dai 514 metri s.l.m. ospita la riserva naturale Bosco di Alcamo e il santuario di Maria Santissima dell'Alto.
All'interno del territorio alcamese si trova anche la frazione di Alcamo Marina, maggiormente frequentata nel periodo estivo come zona di villeggiatura.

### Clima
Il clima ad Alcamo è mediterraneo, ventilato quindi poco umido, tranne giornate piovose invernali, con inverni molto piovosi rispetto al periodo estivo.
La temperatura media annuale è di 18 °C, essendo agosto il mese con temperature più alte (25,8 °C) e febbraio il mese con temperature più basse (11,2 °C).
La piovosità media annuale è di 558 mm. In particolare le piogge sono più scarse nel mese di luglio (4 mm) e più abbondanti nel mese di dicembre (83 mm).
| [ 4 ]               | Mesi | Mesi | Mesi | Mesi | Mesi | Mesi | Mesi | Mesi | Mesi | Mesi | Mesi | Mesi | Stagioni | Stagioni | Stagioni | Stagioni | Anno |
| [ 4 ]               | Gen  | Feb  | Mar  | Apr  | Mag  | Giu  | Lug  | Ago  | Set  | Ott  | Nov  | Dic  | Inv      | Pri      | Est      | Aut      | Anno |
| ------------------- | ---- | ---- | ---- | ---- | ---- | ---- | ---- | ---- | ---- | ---- | ---- | ---- | -------- | -------- | -------- | -------- | ---- |
| T. max. media (°C)  | 13,1 | 13,2 | 14,8 | 17,5 | 21,5 | 25,4 | 28,5 | 28,7 | 25,9 | 21,7 | 17,7 | 14,4 | 13,6     | 17,9     | 27,5     | 21,8     | 20,2 |
| T. min. media (°C)  | 7,7  | 7,5  | 8,6  | 10,4 | 13,8 | 17,5 | 20,5 | 21,0 | 18,9 | 15,5 | 12,0 | 9,2  | 8,1      | 10,9     | 19,7     | 15,5     | 13,6 |
| Precipitazioni (mm) | 72   | 60   | 52   | 48   | 21   | 9    | 4    | 14   | 37   | 78   | 80   | 83   | 215      | 121      | 27       | 195      | 558  |

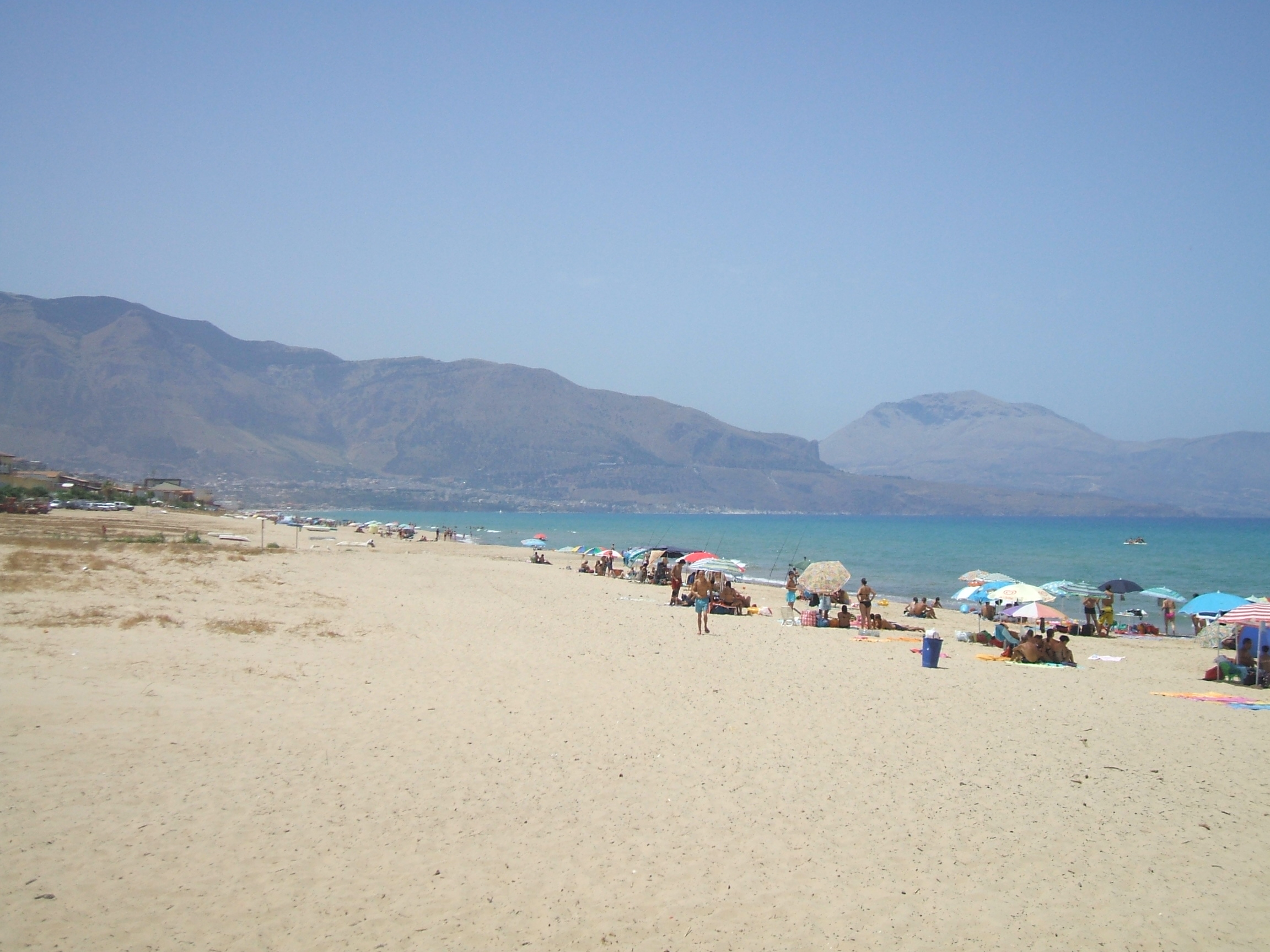
Un tratto di Alcamo Marina durante il periodo estivo
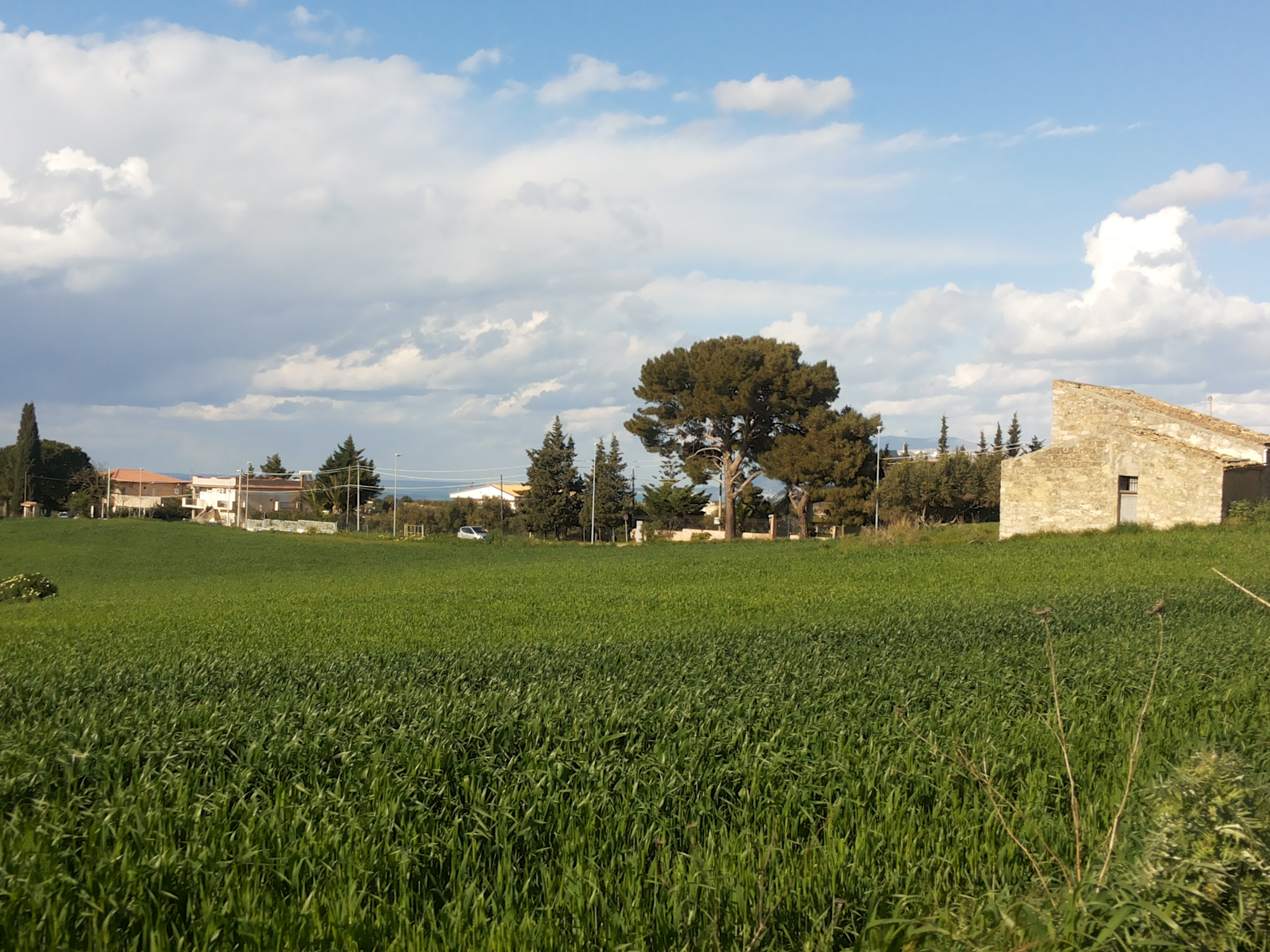
Campagna nei dintorni di Alcamo durante il periodo primaverile
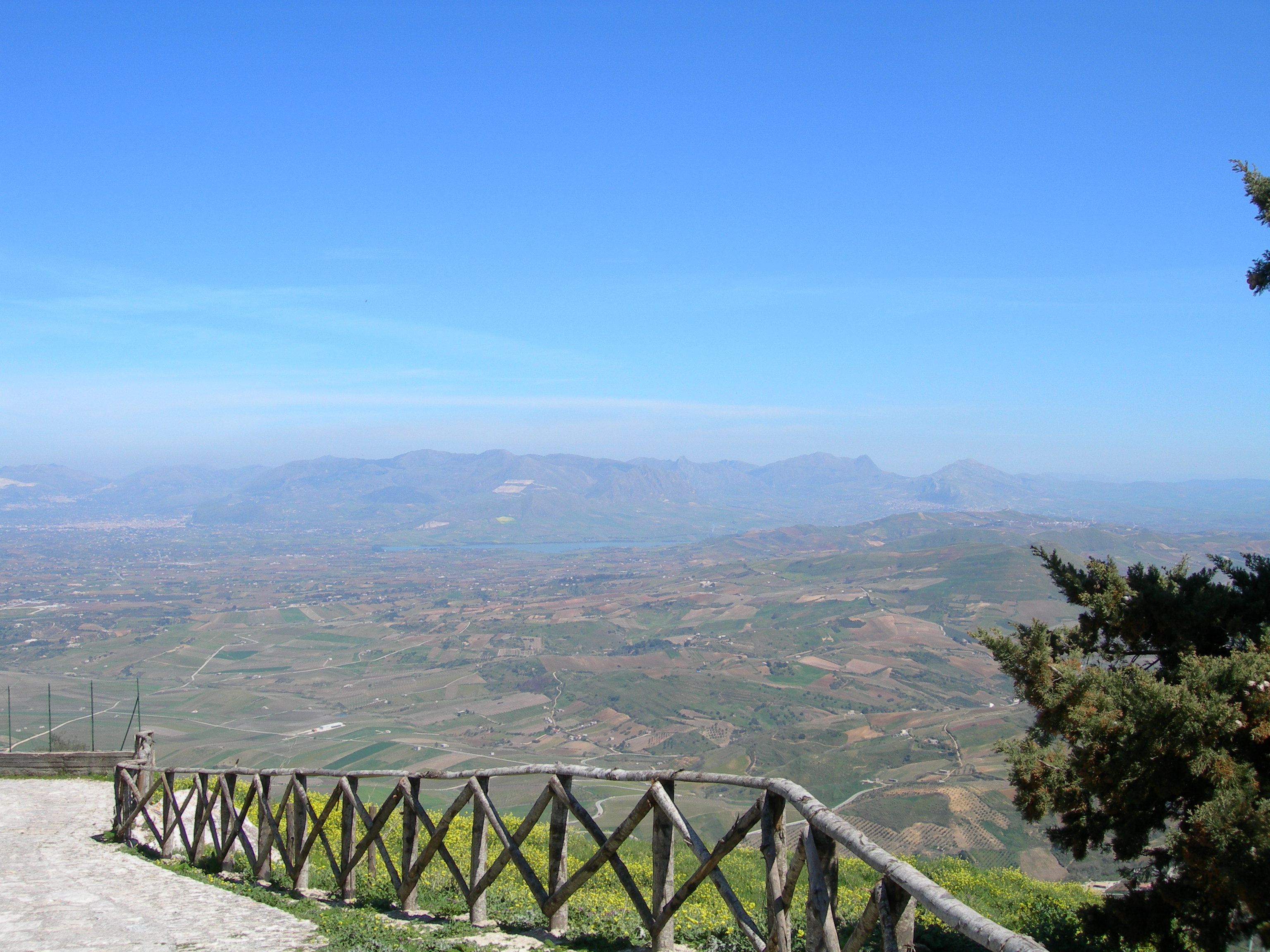
Veduta dalla cima del Monte Bonifato delle campagne attorno al territorio alcamese

- Classificazione sismica: zona 2 (sismicità medio-alta),[5] Ordinanza PCM 3274 del 20/03/2003
- Classificazione climatica: zona C, 1140 GR/G[6]
- Classificazione dei climi di Köppen: CSa[4]
- Diffusività atmosferica: bassa, Ibimet CNR 2002

## Origini del nome
Vi sono discordanze riguardo all'etimologia del toponimo "Alcamo". Un'ipotesi collega il nome alla parola araba al-qamah, che significherebbe "terra fangosa" o "terra fertile".

Un'altra ipotesi lo farebbe derivare dal nome del condottiero musulmano che avrebbe fondato la cittadina nell'828 e che si sarebbe chiamato al-Qāmūq (in arabo القاموق‎?). Tale ipotesi secondo alcuni sarebbe un'invenzione di Leone l'Africano, che avrebbe raccontato tale vicenda senza consultare alcun documento in proposito.
Inoltre, secondo altri studiosi, il nome della città di Alcamo deriverebbe da "caccamu", un termine dialettale che indica la pianta Citrullus colocynthis.
Un'altra ipotesi invece lega l'origine del suo nome alla città leggendaria Camico, sede di Cocalo re dei sicani, che si troverebbe in cima al Monte Bonifato, dove esiste un insediamento molto antico ed ancora non identificato del tutto. Per cui il nome con cui i saraceni chiamarono il luogo, menzil al-Qamah, così come descritto nella Tabula Rogeriana, non sarebbe altro che un adattamento arabo per "casale di Camico".

## Storia

### Preistoria
Sebbene si abbiano poche informazioni al riguardo, esistono prove che il territorio alcamese fosse popolato anche in tempi preistorici; in particolare in uno dei siti più antichi del territorio alcamese, presso la contrada Mulinello, sono stati trovati reperti risalenti al Mesolitico, approssimativamente intorno al 9.000-6.000 a.C.
Durante le ricerche archeologiche presso il Fiume Freddo svolte dall'archeologo Paolo Orsi (1899) e dal marchese Antonio De Gregorio (1917), sono stati ritrovati inoltre reperti risalenti al Neolitico, tra cui un'ascia del Neolitico conservata al Museo Paolo Orsi di Siracusa.

### Longuro e Longarico

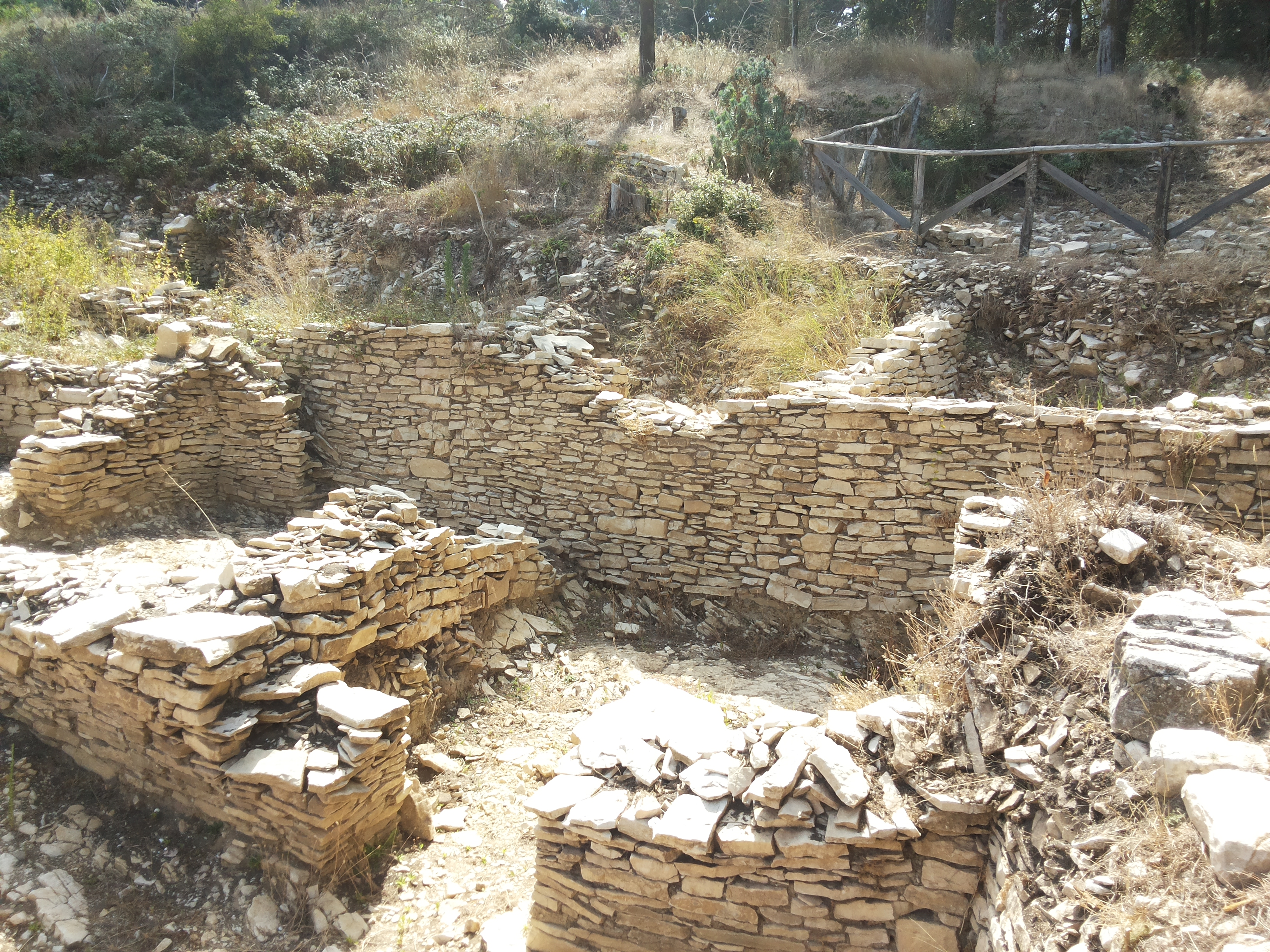
Resti di un insediamento sul Monte Bonifato, abitato tra il VII-VI secolo a.C. e il XIII secolo d.C.

Dalle citazioni di Licofrone, si sa che anticamente sul Monte Bonifato era presente un centro abitato chiamato "Longuro". Secondo un antico racconto, tale insediamento fu fondato da una colonia di greci che sfuggirono alla distruzione della città di Troia.
Durante il periodo romano, gli abitanti di Longuro si trasferirono ai piedi del monte per praticare l'agricoltura nei terreni circostanti. Il centro abitato che nacque ai piedi fu chiamato Longarico (o Longaricum); tale nome compare nell'Itinerario di Antonino Pio (III secolo d.C.) e corrisponderebbe al nome latino di Longuro.
Secondo un'ipotesi, le due collinette che compaiono nello stendardo di Alcamo rappresenterebbero rispettivamente i centri abitati di Longaricum e Longuro.

### Nascita di Alcamo
La prima testimonianza sull'esistenza di Alcamo risale al 1154 grazie ad un passo del Libro di Ruggero II, scritto dal geografo arabo Idrisi per ordine del re normanno al fine di ottenere una raccolta di carte geografiche. Lo scrittore descrive, da più di un miglio arabo di distanza, la posizione di Alcamo dal castello di Calatubo (tutt'oggi visibile all'interno del territorio comunale) e la definisce "manzil (ovvero: "casale o gruppo di case") con terre fertili e un fiorente mercato". In tale periodo, tale casale veniva chiamato dagli arabi "Alqamah". Un diario del 1185 dal pellegrino Ibn Jubayr conferma l'origine araba della cittadina; quest'ultimo, in viaggio da Palermo a Trapani, si fermò ad Alcamo, che definì un paese (beleda) con moschee e un mercato, i cui abitanti erano tutti di religione musulmana.

### Età medievale

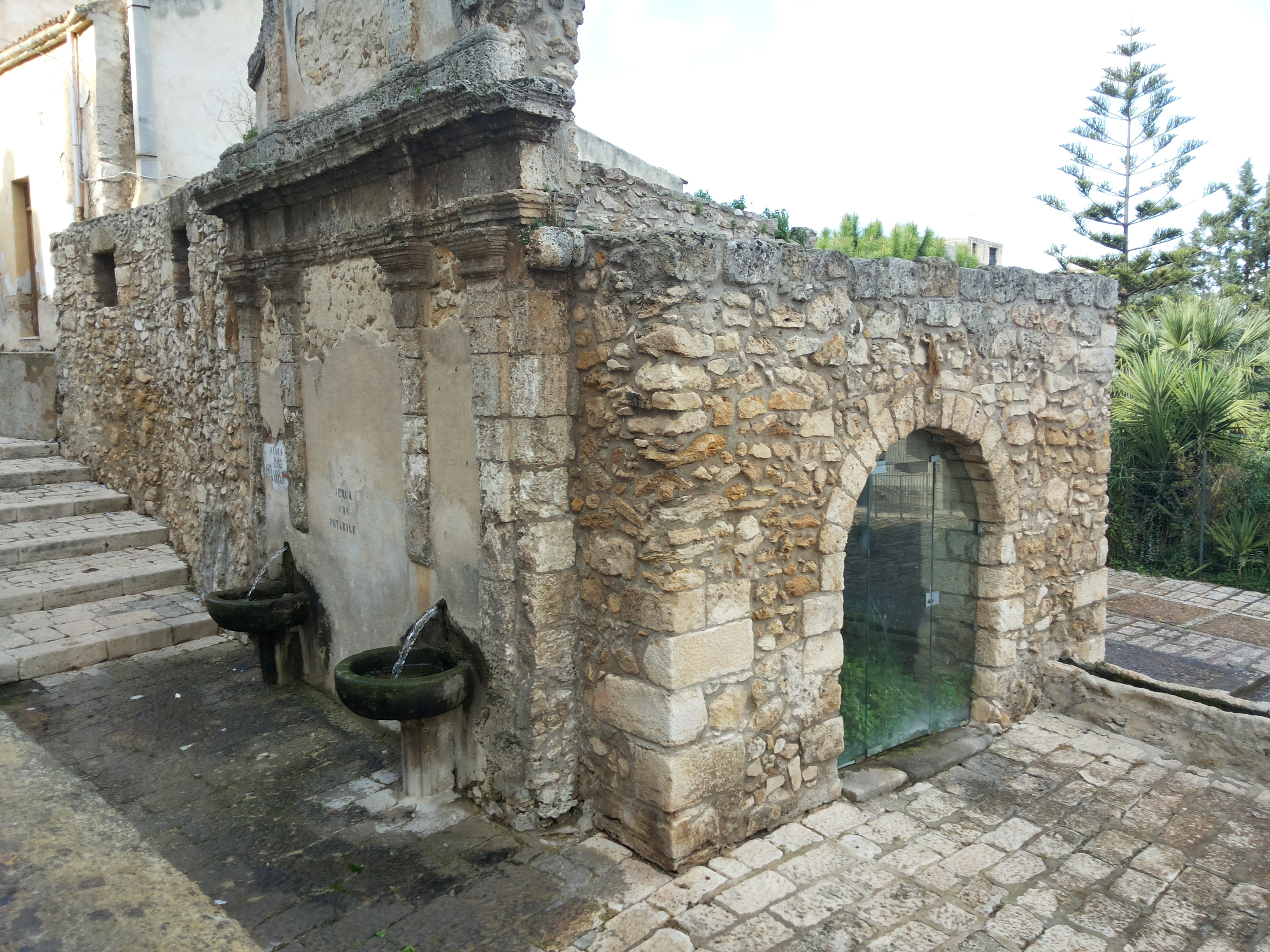
Fontana araba (detta anche "Fontana di San Vito").

Nel medioevo la città ha subito il succedersi di diverse dominazioni, tra cui: vandali, ostrogoti, bizantini, musulmani, normanni e svevi. In questo periodo l'attuale centro storico era abitato da musulmani e diviso nei quattro casali di San Vito, San Leonardo, Sant'Ippolito e San Nicolò del Vauso (che in seguito divennero borghi feudali). Una serie di rivolte dei saraceni tra il 1221 e il 1243 indusse l'imperatore Federico II di Svevia a deportare la popolazione araba da Alcamo e i casali divennero gradualmente cristiani. In particolare in seguito alla rivolta del 1243 i saraceni vennero deportati verso Nocera Inferiore e Lucera, nei pressi di Foggia.
La città passò quindi nelle mani di diversi feudatari, dapprima i Ventimiglia (di cui rimangono i resti dell'omonimo castello sulla cima del Monte Bonifato), poi i Conti di Modica (il cui castello è stato restaurato in tempi recenti). Durante il dominio dei Ventimiglia gli abitanti della città di Bonifato, posizionata sul monte omonimo, si trasferirono ad Alcamo, che si allargò verso la parte nord-est in prossimità del Castello di Alcamo, che venne circondata da mura.
Tra il 1334 e il 1340 il borgo medievale di Alcamo fu proprietà del demanio. Nel 1340 l'ammiraglio Raimondo Peralta acquisì il feudo e la baronia di Alcamo da Pietro II d'Aragona, assieme al Castello di Bonifato e al Castello di Calatubo. In seguito alla morte di Raimondo Peralta (avvenuta nel 1348), la baronia di Alcamo passò al figlio Guglielmo Peralta Sclafani, detto "Guglielmone", che venne ucciso nello stesso anno. Successivamente la proprietà del feudo passò alla famiglia Chiaramonte, ai quali è attribuita la costruzione del Castello dei Conti di Modica.
Nel 1360 la signoria di Alcamo venne consegnata a Francesco II di Ventimiglia, conte di Geraci. Nel 1378 la città di Alcamo, che per ragioni ignote era piena di rovine, venne riedificata rapidamente per opera degli immigrati di quel tempo, chiamati "habitatores". Alcamo rimase in mano ai Ventimiglia fino al 1397.
In questo periodo la città di Alcamo passò nuovamente in uno stato di decadenza a causa di lotte associate ad interessi di natura economica, giustificati dal ruolo di "Caricatore del Vallone" (cioè centro di accumulo e smistamento del frumento) della città di Alcamo.
Durante il periodo demaniale (1398-1407) la città venne nuovamente ricostruita. Verso la fine del XIV secolo la città di Alcamo, mentre passava dal grado di "casale" a quello di "terra", contava circa diverse migliaia di abitanti e centinaia di essi erano immigrati da altre zone della Sicilia e dell'Italia (tra cui: Pisa, Amalfi, Bologna, Calabria, Liguria), nonché dalla Spagna.
Nel 1407 Giaimo de Prades acquisì la signoria di Alcamo e Calatafimi. A lui succedette la famiglia dei Cabrera, che dominò la città di Alcamo per tutto il XV secolo. In questo periodo, Antonello da Messina si trasferì ad Alcamo per la durata di 3 anni (intorno al 1438-1441) al fine di apprendere l'arte delle pelli dal maestro conciatore Guglielmo Adragna di Alcamo. A quel tempo Alcamo era infatti un'importante città dal punto di vista del commercio e dell'artigianato. In particolare, era intenso lo scambio di frumento e vino con le città vicine, mentre dal punto di vista dell'artigianato era piuttosto fiorente l'attività di panettieri, fabbri ferrai, conciatori di pelle e tessitori. Nello stesso periodo si sviluppa ad Alcamo una scuola scrittoria, alla quale appartengono Giacomo Adragna (che trascrisse i "Commentarii in Persium") e Pietro d'Alcamo (che trascrisse varie opere della biblioteca di San Martino).

### Età moderna

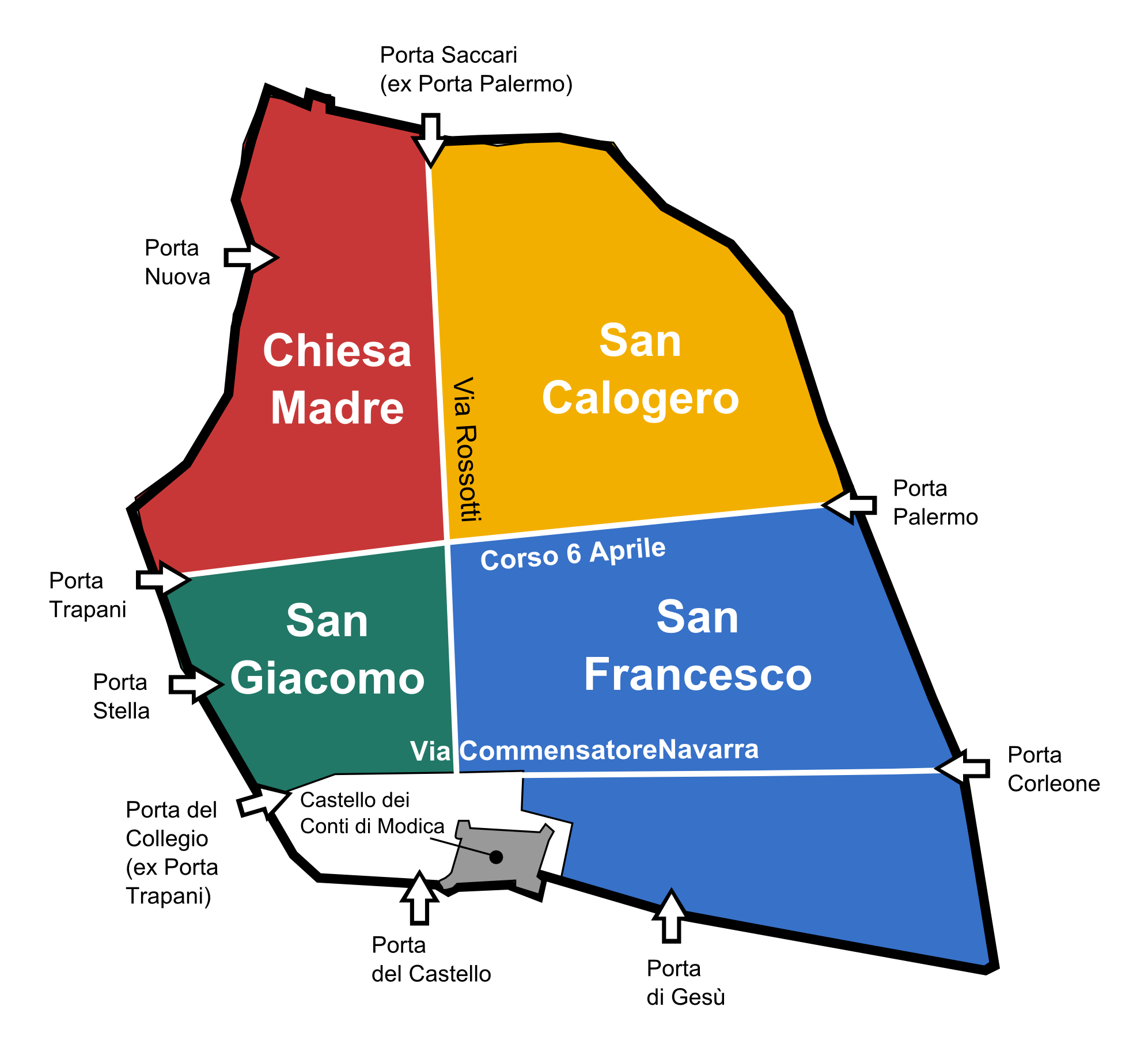
Ricostruzione della mappa del centro storico di Alcamo intorno al secondo quarto del XVIII secolo (i nomi delle vie sono quelli attuali).

Intorno al 1500, per un periodo la città si trovò sotto la giurisdizione del capitano di giustizia Ferdinando Vega, che combatté le incursioni dei pirati turchi. Il centro abitato viene cinto da mura difensive merlate che comunicavano con l'esterno attraverso quattro porte:
- Porta Palermo (successivamente chiamata Porta Saccari), alla fine dell'attuale via Rossotti;
- Porta Corleone, alla fine dell'attuale via Commendatore Navarra;
- Porta di Gesù, posta di fronte alla chiesa Santa Maria di Gesù attigua al convento dei Francescani;
- Porta Trapani (detta poi Porta del Collegio), posta all'inizio di via Commendatore Navarra.

Durante tale periodo, la città fu divisa in quattro quartieri, che erano associati alle principali chiese della zona:
- San Giacomo de Spada
- San Calogero
- San Francesco d'Assisi (o "Terra nuova"[28])
- Maggiore Chiesa.

La città era divisa nei quartieri attraverso l'incrocio delle due arterie principali della città che erano l'attuale corso VI Aprile e via Rossotti assieme alla sua continuazione via dei Baroni Emanuele di San Giuseppe (chiamata erroneamente "Via Barone di San Giuseppe").

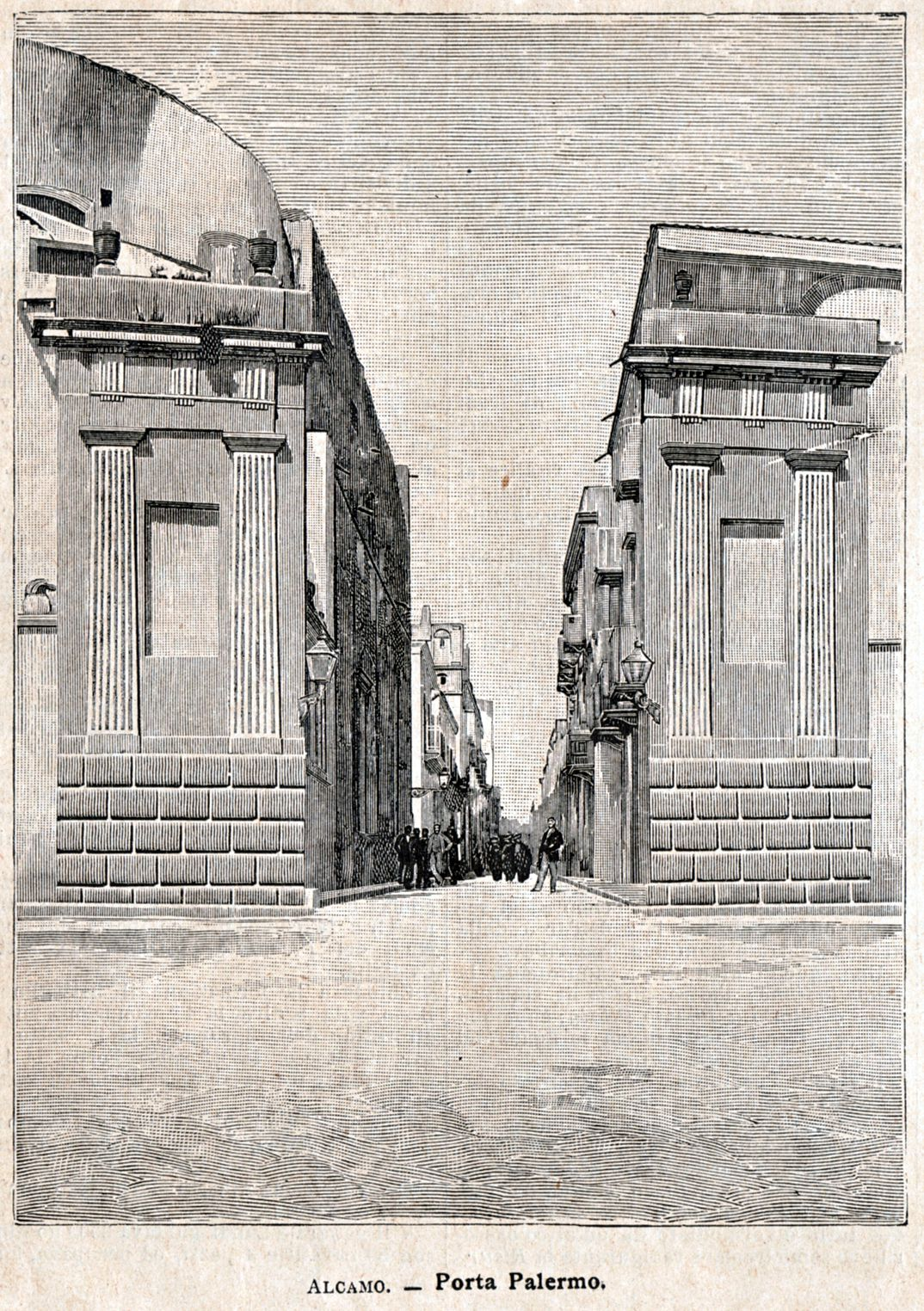
La nuova Porta Palermo in una stampa del 1900.

Nel 1535, in onore dell'imperatore Carlo V di passaggio per Alcamo, di ritorno dalla Tunisia, fu chiusa la vecchia Porta Trapani e ne furono aperte altre quattro:
- la nuova Porta Palermo, posta all'ingresso dell'attuale corso VI Aprile (che venne chiamato Corso Imperiale);
- la nuova Porta Trapani (inizialmente chiamata Porta San Francesco), posta alla fine dell'attuale corso VI Aprile;
- Porta Stella, all'angolo tra la via Stella e piazza Ciullo; era chiamata così per via della Chiesa della Madonna della Stella, costruita lì vicino;
- Porta Nuova, tra l'attuale discesa al Santuario e piazza della Libertà.

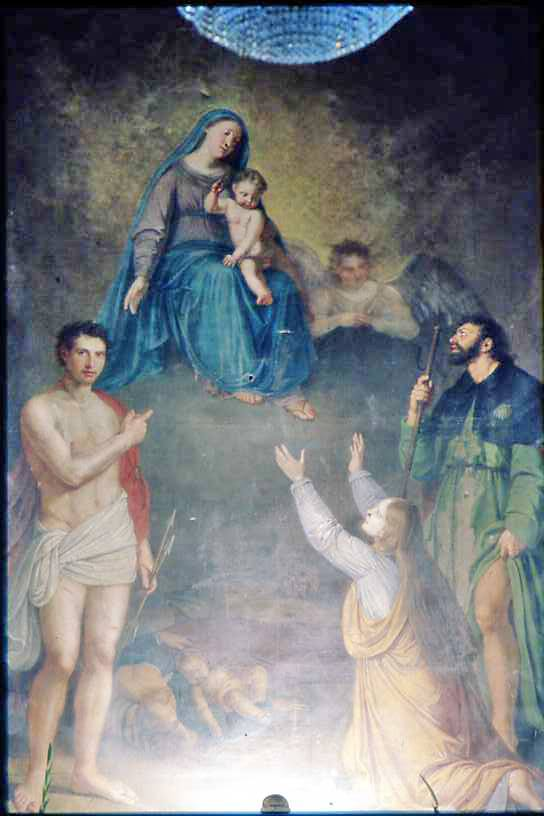
La Madonna dei miracoli accoglie le preghiere per la cessazione della peste del 1575 (dipinto di Giuseppe Patania del 1828).

Nel XVI secolo Alcamo passò in mano alla famiglia Enriquez. In questo periodo continua la costruzione di edifici religiosi che aveva già contrassegnato il XV secolo, per cui si ha un'elevata concentrazione di chiese in tutto l'abitato, tranne nel quartiere di San Calogero, a causa della presenza di 400 ebrei che avevano lì edificato una sinagoga in corrispondenza di via Giacomo Matteotti, che fino al 1941 si chiamò appunto "Via della Sinagoga". Tali ebrei che si trovavano ad Alcamo vennero espulsi per ordine di re Ferdinando II e il governo spagnolo ne sequestrò inoltre le abitazioni.
Nello stesso secolo si ha una svolta in senso culturale per la città di Alcamo, la quale ebbe alcune scuole e dei dotti insegnanti, tra cui il poeta ed erudito Sebastiano Bagolino (1562-1604). In questo periodo avvenne anche l'apparizione della Madonna ad alcune popolane e il ritrovamento dell'immagine della Madonna Fons Misericordiae, poi venerata col titolo di Maria Santissima dei Miracoli (1547). Tra il 1574 e il 1575, mentre fiorivano l'architettura e la scultura, la popolazione alcamese venne decimata dalla peste. I cadaveri degli appestati furono sepolti nel cimitero di Sant'Ippolito.
Nel 1618 la città di Alcamo passò a Pietro Balsamo. Nel 1631 venne elevata dal grado di "terra" a quello di "città" dal viceré  Francesco de la Cueva. Inoltre nel 1667 Mariano Ballo fece costruire un teatro, il teatro Ferrigno, in seguito demolito e ricostruito negli anni '60 e ribattezzato prima Cine-teatro Euro, e dopo i recenti restauri, Teatro Comunale "Cielo d'Alcamo".
Nel XVIII secolo il dominio di Alcamo passa dalla famiglia Enriquez al regio fisco (per la durata di sedici anni), quindi di nuovo alla famiglia Enriquez e infine alla famiglia De Silva, passando sotto il dominio di Giuseppe Alvarez nel 1777.
Tale secolo per Alcamo fu ancora contrassegnato da pestilenze e moti popolari. Però questo fu un periodo d'oro per le arti, con la costruzione della Chiesa Madre (1699), su progetto degli architetti Angelo Italia e Giuseppe Diamante, il cui interno fu decorato anche con 38 splendidi affreschi del pittore fiammingo Guglielmo Borremans risalenti al 1736-1737. Di quel periodo furono anche la ristrutturazione della chiesa di Sant'Oliva, la ricostruzione della chiesa dei Santi Paolo e Bartolomeo (1689), il completamento della chiesa di San Francesco di Paola (1699) e della monumentale chiesa del Collegio (1767).

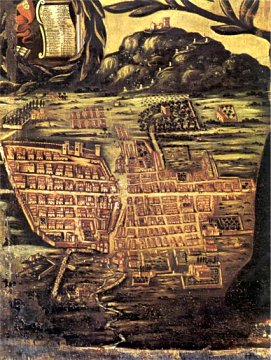
Mappa della città di Alcamo in un dipinto del 1725.

La città, dopo le epidemie ebbe un ripopolamento solo nel XVIII secolo. Viene descritta in maniera positiva negli appunti di viaggio di Goethe (1787) e nel 1798 la popolazione era già di 13.000 abitanti.
Tra il 1789 e il 1792 Giuseppe Vella, con la collaborazione di Alfonso Airoldi, inizia a scrivere il Codice diplomatico di Sicilia sotto il governo degli Arabi, che riferisce essere una traduzione di antichi testi arabi, dove è raccontato che gli arabi si siano accampati sul monte di Bonifato (chiamato dell'autore "Monte di Bunifasah") e qui abbiano costruito un meraviglioso castello nominandolo con il nome del comandante della spedizione (Aadelkum el Chbir), e che attorno al castello si sia sviluppata negli anni una città chiamata inizialmente "Halcama", dal nome dello stesso comandante. Più tardi, si scoprì che il testo di Vella fosse in realtà un falso, e ciò costò al suo autore una condanna di quindici anni di carcere nel castello di Palermo (poi mutati, a causa di motivi salutari, in un confino presso una sua abitazione privata).

### Età contemporanea
Con l'avvento del XIX secolo (1812) Alcamo cessò di essere feudo e diventò demanio regio, e in rappresentanza della città furono membri del parlamento siciliano gli arcipreti Stefano Triolo Galifi e Giuseppe Virgilio e il barone Felice Pastore. Nel 1820 una rivolta diede luogo ad assassinî e saccheggi, alla liberazione di delinquenti dal carcere e all'incendio degli archivi comunali. Nel 1829 l'ennesima epidemia, questa volta di colera, decimò buona parte della popolazione. Nel 1843 venne iniziata la costruzione dell'attuale palazzo comunale, su un terreno che apparteneva al barone Felice Pastore.
Durante il Risorgimento i fratelli Stefano e Giuseppe Triolo, baroni di Sant'Anna, e Giuseppe Coppola di Monte San Giuliano assoldarono molti cittadini alcamesi che combatterono nel 1860 assieme ai garibaldini.
Il 1812, il 1820, il 1848 e il 1860 sono gli anni nei quali Alcamo, insieme alle altre città siciliane più patriottiche, porta avanti gli ideali dell'Italia unita, guidata dalle famiglie Colonna, Romano, Fazio e Triolo di Sant'Anna. Stefano e Giuseppe Triolo il 6 aprile 1860 fanno sventolare la bandiera tricolore sul palazzo del Comune, costituendo delle squadre di volontari che si recheranno in aiuto a Garibaldi nella battaglia di Calatafimi, il quale poi emanerà ad Alcamo alcuni decreti dittatoriali per conto di Vittorio Emanuele II. Sarà Francesco Crispi, poco tempo dopo, a preparare la costituzione per le terre liberate. In seguito a tali eventi, il Corso Imperiale prese il nome di Corso 6 Aprile.

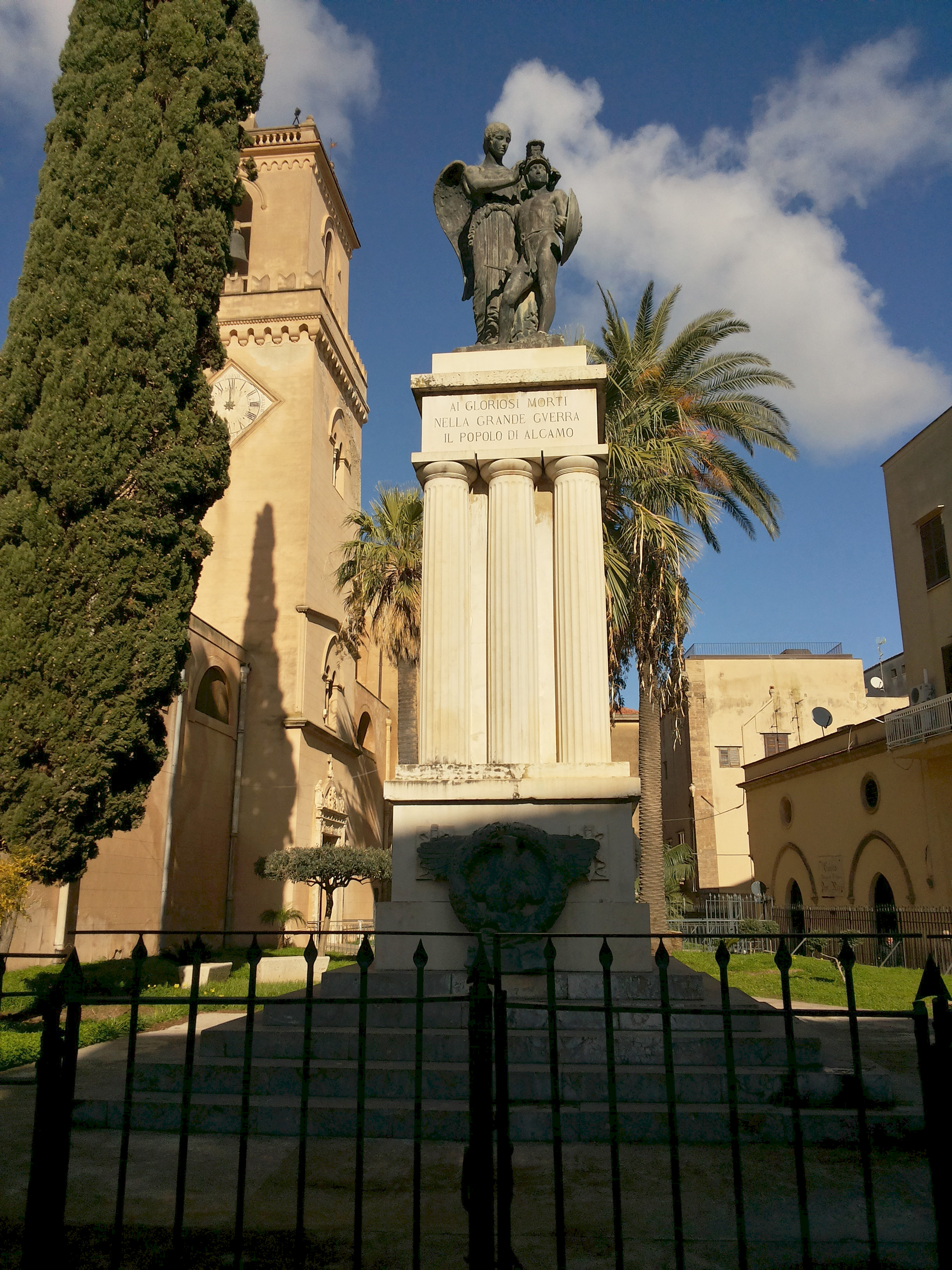
Monumento ai Caduti nella Grande Guerra (1915-1918), inaugurato nel 1929.

Alla fine del secolo, nel 1897, venne inaugurata l'illuminazione pubblica in corrispondenza della tradizionale festa in onore alla Madonna dei Miracoli. Tra le figure cittadine più importanti di questo periodo va ricordato il sacerdote Giuseppe Rizzo, fondatore dell'oratorio educativo "San Francesco di Sales" (1886) e della Cassa Rurale e Artigiana Don Rizzo (1902).
In corrispondenza dell'inizio del XX secolo (1901-1911) si constatò un brusco calo della popolazione alcamese, giustificato in parte dal flusso migratorio che si ebbe in questo periodo dalla Sicilia all'estero e in particolare alle Americhe, che interessò 36.718 siciliani in totale. Si pensa inoltre che i dati raccolti dal censimento in questi anni e negli anni precedenti fossero non attendibili in quanto durante il censimento non erano stati seguiti determinati criteri. Nello stesso periodo le coltivazioni del territorio alcamese furono colpite dalla fillossera e si assistette al fallimento delle due banche la "Cooperativa" e la "Segestana", con conseguenti difficoltà economiche da parte dei cittadini alcamesi. A ciò si aggiungono diversi eventi legati alla mafia, tra cui l'omicidio del carrettiere Gaspare Cottone (1899) e la morte del diciannovenne Benedetto Guastella durante un conflitto a fuoco con i carabinieri (1900). Avendo la mafia assunto il potere nei circondari di Trapani e Alcamo, il commissario Cesare Mori intervenne dapprima con una serie di arresti e denunce contro gli esecutori materiali di fatti criminosi avvenuti in zona e in secondo luogo con l'arresto dei fratelli Vincenzo e Michele Tedesco e Baldassare Adragna, ritenuti i capifamiglia delle cosche del trapanese.
Negli anni successivi, durante la prima guerra mondiale, morirono quattrocento cittadini alcamesi e il periodo seguente fu caratterizzato da miserie e stenti causati dall'inflazione monetaria e dal brigantaggio. Nel 1918 l'epidemia influenzale chiamata "spagnola" causò la morte di circa cinquecento persone.

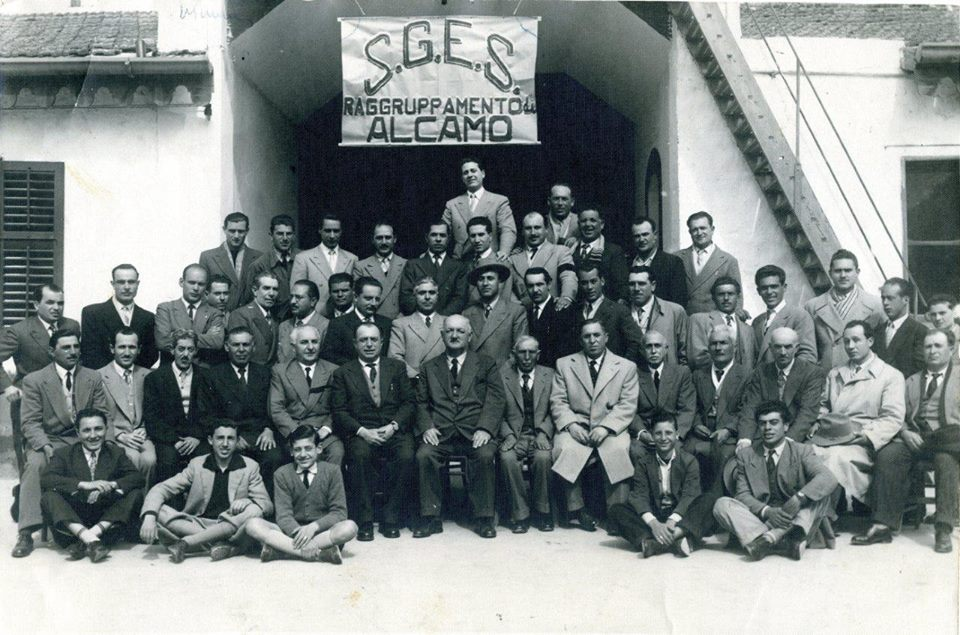
L'ingresso della Società Generale Elettrica della Sicilia (SGES) ad Alcamo (anni '40).

Agli anni '20 risale la fondazione della Società Elettrotecnica Palermitana, che nel 1928 cambiò nome in Società Generale Elettrica della Sicilia (SGES), insediando ad Alcamo un'importante officina elettrica nel quartiere di Sant'Agostino.
I posti di lavoro in tale azienda erano molto ambiti, essendo l'unica azienda in provincia di Trapani ad avere una Cassa Malattie e a prevedere un periodo di ferie lavorative.
L'officina elettrica rimase operativa fino al 1963, anno in cui si ebbe l'acquisizione della SGES da parte dell'ENEL e la demolizione dell'officina. Durante gli anni in cui la SGES fu attiva, si assistette ad un miglioramento dei servizi elettrici nel territorio alcamese, grazie anche alla realizzazione di numerosi laghi artificiali.

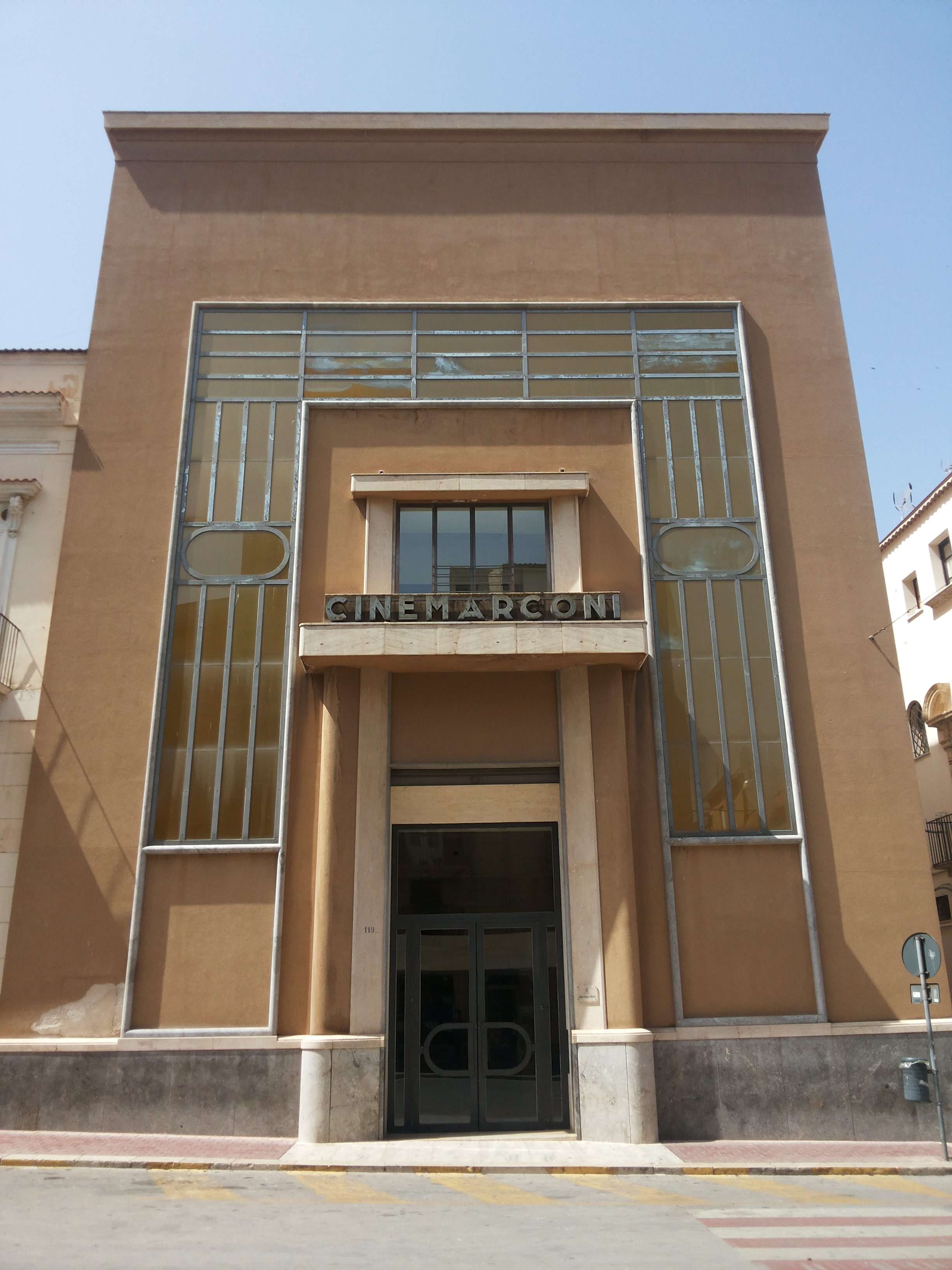
Facciata del cine-teatro Marconi.

Con il fascismo, i cittadini chiesero allo stato l'elezione della città a capoluogo di provincia (1930), ma la richiesta venne rigettata. In questo periodo furono costruiti: la Stazione di Alcamo Diramazione, il cine-teatro Marconi, l'acquedotto tra Alcamo e Castellammare del Golfo (1922-1925) e in particolare il serbatoio comunale ai piedi del Monte Bonifato (detto il "bottino"), il Dispensario profilattico antitubercolare, la Caserma dei Carabinieri e l'edificio che ospita l'attuale liceo classico "Cielo d'Alcamo".

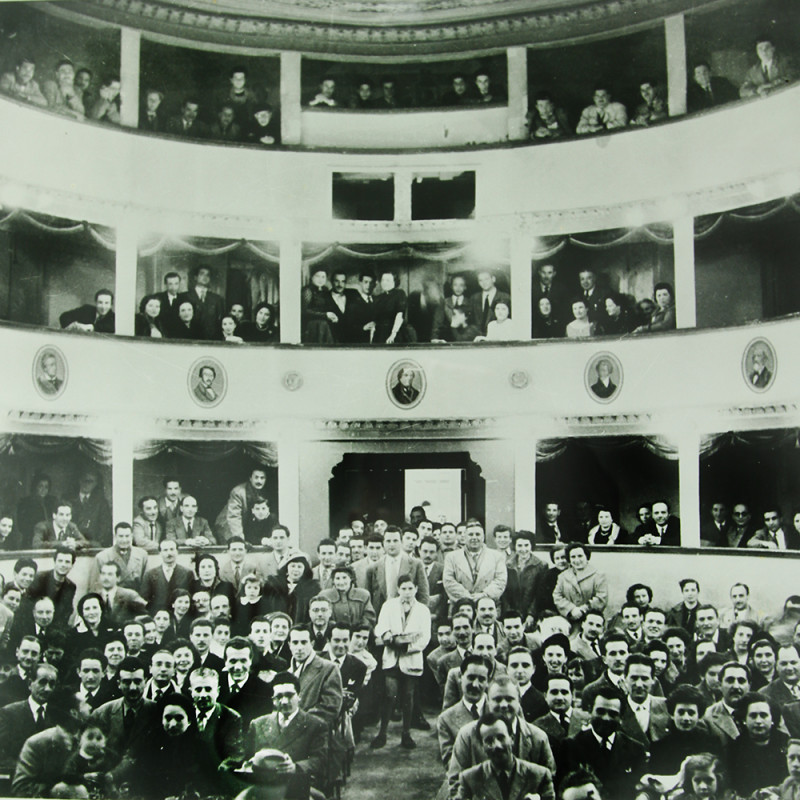
Il teatro Ferrigno ad Alcamo (prima metà del '900)

Il 19 agosto 1937 la città di Alcamo ricevette la visita del duce Benito Mussolini, che attraversò il corso VI Aprile su un'auto scoperta, sfilando tra la folla dei suoi sostenitori. La visita di Mussolini aveva come scopo l'inaugurazione del tronco ferroviario tra Trapani e Alcamo, realizzato nello stesso anno. Alla visita di Mussolini seguì dopo qualche settimana la visita del principe Umberto.
Il 21 luglio 1943 gli americani entrarono ad Alcamo senza incontrare resistenza. Il 18 dicembre 1944 il disagio economico e sociale portò la popolazione ad insorgere occupando il palazzo comunale e incendiandone gli archivi.
Durante la seconda guerra mondiale gli alcamesi morti o dispersi in battaglia furono 213.
A partire dagli anni sessanta il tessuto urbanistico si è notevolmente ampliato, in particolare ai piedi del monte Bonifato con la costruzione del viale Europa, una delle principali arterie della città di oggi.
Alcamo è stata teatro di una sanguinosa guerra di mafia tra la fine degli anni ottanta e gli inizi dei Novanta. Il conflitto vide contrapposti il clan dei Greco (legato alla storica famiglia Rimi) e la mafia emergente dei corleonesi, il cui referente per il mandamento alcamese (uno dei quattro della provincia di Trapani) era il boss Vincenzo Milazzo. Il piano di Totò Riina era quello di eliminare gli esponenti della vecchia mafia e mettere al comando solo suoi uomini fidati. Proprio per questo la famiglia Greco rappresentava un ostacolo.
La causa che scatenò il conflitto fu un avvicinamento di alcuni membri di Cosa Nostra al rivale clan Greco. La guerra insanguinò la città per circa un quinquennio e provocò decine di vittime. La nuova mafia dei corleonesi prevalse, ma il costo da pagare fu altissimo, poiché perirono tantissimi affiliati di quest'ultima.
Durante lo stesso periodo in cui si svolsero gli scontri armati tra le famiglie mafiose, viene scoperta ad Alcamo, in contrada Virgini, la più grande raffineria di eroina fino ad allora funzionante in Europa (1985).

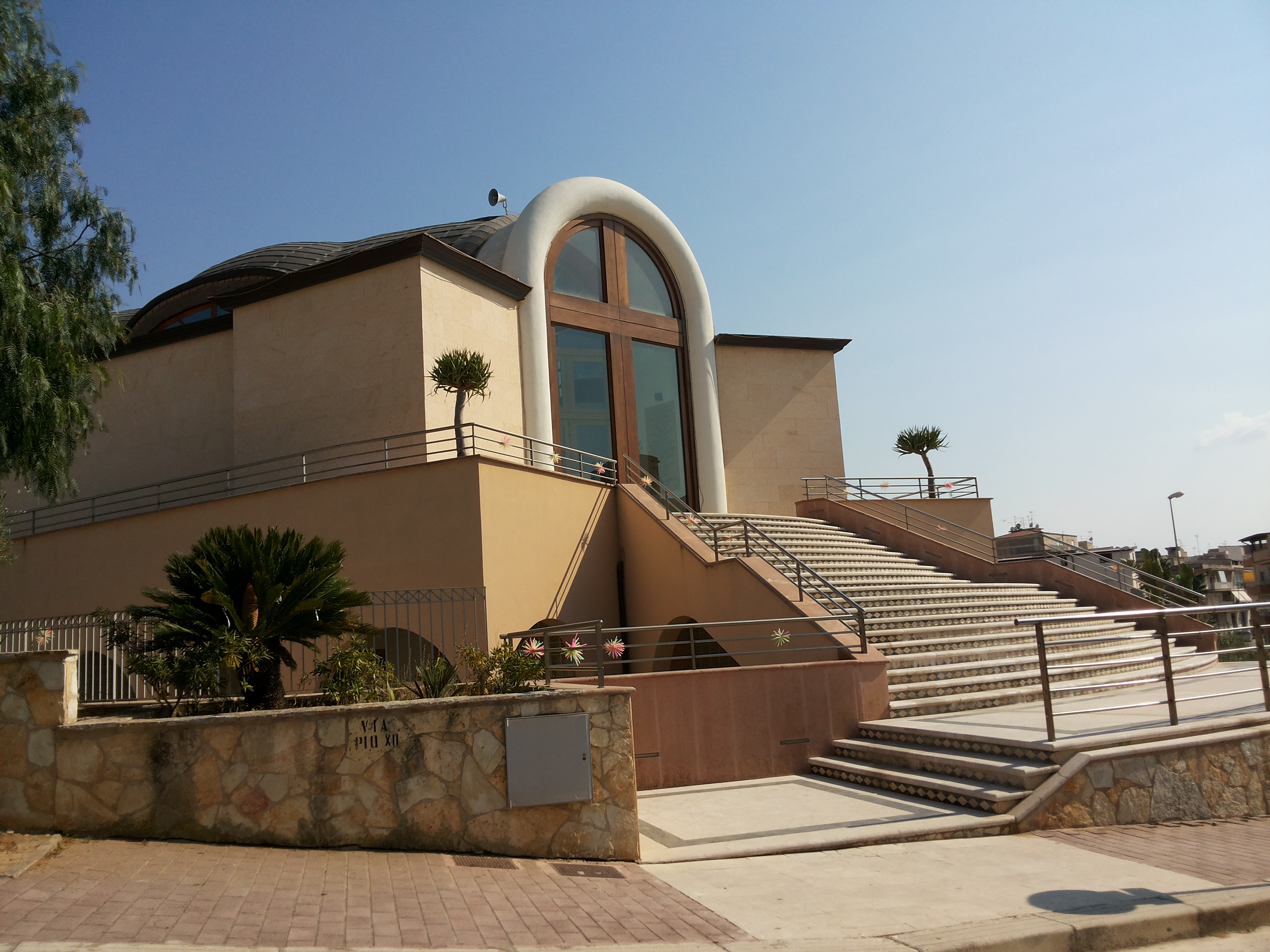
Ingresso della chiesa Gesù Cristo Redentore

Mentre continuavano i delitti mafiosi e le scomparse di decine di vittime per "lupara bianca", nella città di Alcamo si assisteva ad un risveglio religioso, che portò all'insediarsi di diverse associazioni cattoliche, quali il Rinnovamento nello Spirito Santo, il Cammino neocatecumenale e il movimento di Comunione e Liberazione. Da quest'ultima ebbe origine la comunità parrocchiale di Gesù Cristo Redentore, che si sviluppò fino all'edificazione della chiesa Gesù Cristo Redentore nel quartiere di Sant'Anna (2006). Tale risveglio religioso si accompagnò ad un ritrovato interesse per le antiche tradizioni alcamesi, che vengono ricordate nelle opere degli storici alcamesi Roberto Calia e Carlo Cataldo. Lo stesso Carlo Cataldo è stato più volte premiato, oltre che per i suoi scritti storici, per le sue poesie dialettali, che raccontano il folklore alcamese.

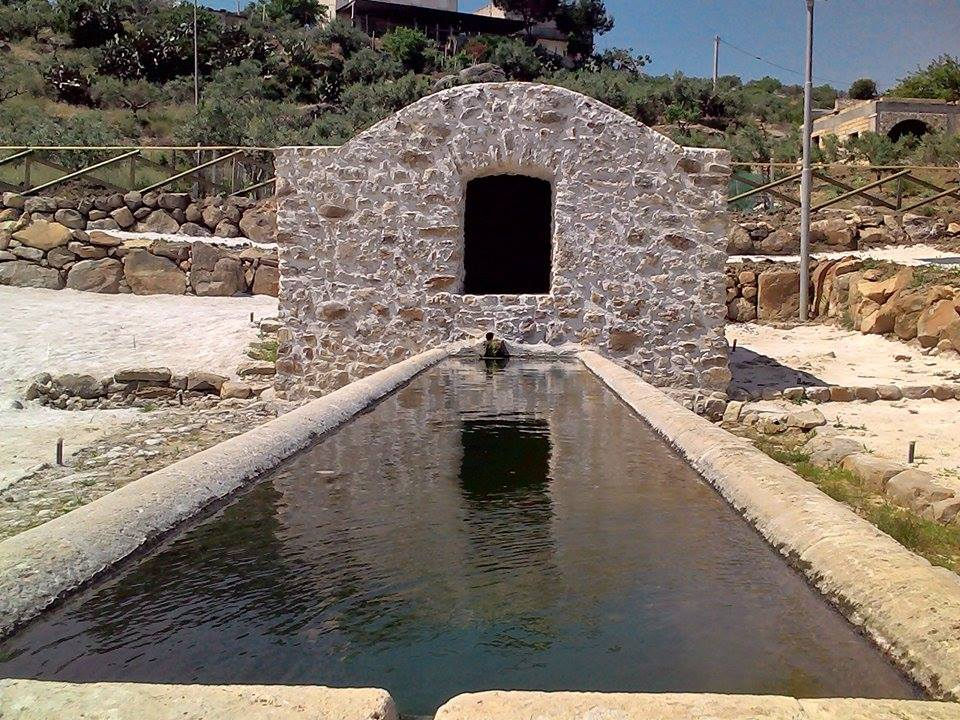
La Cuba delle Rose restaurata

Nel XXI secolo si è assistito, con le amministrazioni di Massimo Ferrara prima e di Giacomo Scala dopo, ad un rinnovamento del contesto architettonico alcamese grazie al restauro di importanti edifici storici, quali il castello dei conti di Modica, il Teatro, il Cine-Teatro Marconi, l'ex collegio dei Gesuiti, la Cuba delle Rose (2013), la chiesa del Collegio (2014), la facciata della Badia Nuova (2014) e l'antica fontana araba (2016). Si prevede inoltre, grazie all'intervento del Fondo Ambiente Italiano, il restauro del Castello di Calatubo; la cappella e il sentiero che conduce al castello sono già stati ripuliti dall'associazione di volontari "Salviamo il Castello di Calatubo" (2015).

Tra le opere di rivalutazione degli spazi urbanistici si inseriscono inoltre la ristrutturazione di Piazza Ciullo ad opera dell'architetto Gae Aulenti (1996) e la creazione del parcheggio sotterraneo in Piazza Bagolino con la creazione del vicino parco suburbano.

A tale interesse per il territorio, si associa anche un interesse per l'ambiente. Infatti, dopo avere aderito all'iniziativa "Rifiuti Zero", il comune di Alcamo è stato considerato un esempio da seguire per quanto riguarda i risultati ottenuti tra il 2010 e il 2013 nell'ambito della raccolta differenziata.. Nel 2016 il Movimento 5 Stelle vince le elezioni comunali, dopo più di vent'anni di governo di centro-sinistra. Cinque anni più tardi, nel 2021, il Movimento 5 Stelle rivince le elezioni, riconfermando Domenico Surdi come sindaco alla guida della città.

### Simboli
Lo stemma di Alcamo usato dai tempi di re Federico II è un'aquila nera volante coronata di oro in campo di argento, con tre monti al di sotto, e due querce d'oro.
Federico II scelse l'aquila in quanto era presente nell'arma della sua famiglia. Le due querce rappresentano le due città che originariamente si trovavano nel territorio di Alcamo (una sul monte Bonifato e l'altra nei pressi dell'odierno centro abitato).
Lo storico stemma è stato ufficialmente riconosciuto con decreto del capo del governo del 7 luglio 1932.
Una rappresentazione scultorea dello stemma di Alcamo è presente su un muro laterale della chiesa di San Francesco d'Assisi, nei pressi di Porta Palermo.

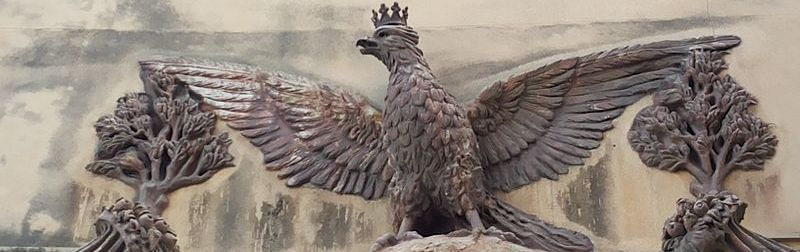
Rappresentazione in stucco dello stemma di Alcamo vicino a Porta Palermo (1750).

 In questa scultura le ali dell'aquila sono spiegate, mentre originariamente lo stemma di Alcamo riportava un'aquila con ali semichiuse.
Si trovano altre rappresentazioni dello stemma sul tetto della chiesa madre, sulla facciata del santuario della Madonna dei Miracoli, sulla facciata del Castello dei Conti di Modica e nel Palazzo Comunale. Tali rappresentazioni si differenziano principalmente per la presenza della corona e la posizione delle ali.
Il gonfalone attuale è un drappo di bianco riccamente ornato di ricami d'oro e caricato dello stemma civico con l'iscrizione centrata (cioè convessa verso l'alto) in oro: Città di Alcamo, concesso con DPR del 19 dicembre 1988.

## Monumenti e luoghi d'interesse

### Architetture civili

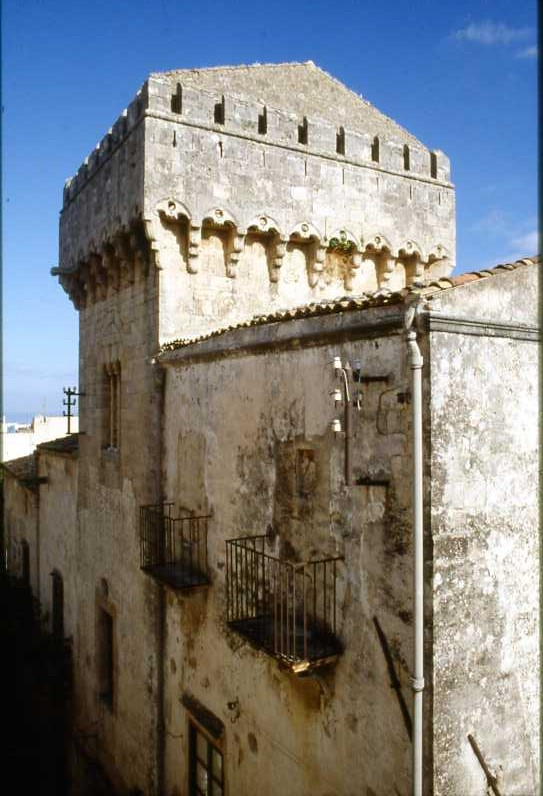
Torre del palazzo De Ballis.

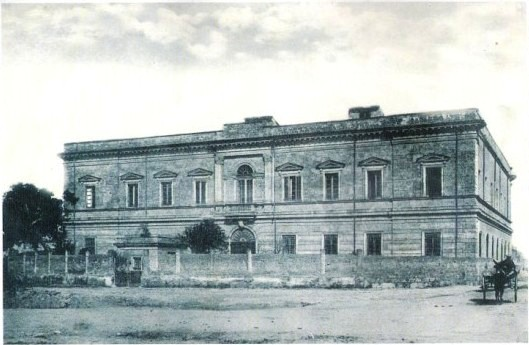
Pia Opera Pastore intorno agli anni '60-'80.

Tra gli edifici civili di interesse storico, si annoverano:
- Casa di Ciullo d'Alcamo (nella Piazzetta Leopardi n. 3, vicino alla Chiesa di san Francesco d'Assisi)
- Ex Loggia Comunale (1500): costruita su progetto dell'architetto Domenico Vitale, ha una base in travertino e la parte superiore in calcarenite. Fu utilizzato come loggia comunale dal 1525 al 1767; si trova all'angolo fra il Corso 6 Aprile e la via Barone di San Giuseppe.
- Palazzo Aversa (in via Porta Stella n. 48): presenta balconi in pietra intagliata e lo stemma con un leone rosso che guarda una cometa rossa.
- Palazzo Comunale (piazza Ciullo): in stile neoclassico, costruito tra il 1843 e il 1860,[61][62] ultimato nel 1950.[62]
- Palazzo D'Angelo (tra corso 6 Aprile e via Fratelli sant'Anna) costruito nel 1768
- Palazzo D'Angelo (Piazza Ciullo n. 12): del XIX secolo
- Palazzo De Ballis (via Mariano de Ballis): con torre quadrata merlata di origine cinquecentesca, adornata con un arco a tutto sesto che contiene al suo interno due finestre, una bifora e una trifora;[61] fu probabilmente progettata nel 1490 dai fratelli Tommaso e Pietro Oddo;[28]
- Palazzo De Stefani (via Commendatore Navarra, di fronte alla Badia Nuova): in stile Liberty, fu costruito nel XIX secolo.
- Palazzo Diana (o Termine): si trova all'angolo fra via Ignazio de Blasi e il Corso 6 aprile; ci sono due piccole colonne all'angolo, una bifora murata nella via De Blasi con lo stemma della famiglia Diana e una cornice simil-gotico sull'ingresso
- Palazzo Di Gregorio (in via Dante, angolo via Arco Itria): costruito intorno al XVII secolo in stile neoclassico, è stato restaurato nel 1994[61]
- Palazzo Ferrando-Mistretta (fra la via Diaz e via Sant'Oliva)
- Palazzo Ferrara (angolo via Francesco Crispi e via Ruggero Settimo): in stile classicheggiante, costruito nel 1909;[61]
- Palazzo Fraccia (via 11 Febbraio): in stile barocco, costruito nel 1700 dal barone Agostino Fraccia;[61][63]
- Palazzo Guarrasi in via 15 Maggio n. 15; risalente al XVII secolo
- Palazzo Mistretta-Galati, prima palazzo Fraccia (fra Piazza Bagolino e il corso 6 Aprile); in stile Liberty
- Palazzo Morfino (via Giuseppe Fazio n. 17) del secolo 18°
- Palazzo Palmerini (angolo fra via Madonna dell'Alto e via Buonarroti); con una torre quadrata e cornice dentellate, sagome gotiche sostenute da mensolette e una cornice del '500. Fino al 1840 era dei Palmerini, anteriormente forse delle famiglie Mastrandrea e Colonna Romano.[64]
- Palazzo Pastore (Alcamo) (corso 6 Aprile n. 113, vicino a Piazza Ciullo): in stile neoclassico, costruito alla fine del XVIII secolo;[61] Alcuni elementi della facciata sono simili a quelli della Basilica e del Palazzo Di Gregorio in via Dante
- Palazzo Patti (in Piazza Ciullo n. 24): costruito nel XVIII secolo;[61]
- Palazzo Peria (corso 6 Aprile n. 102, di fronte al Centro Congressi Marconi): costruito nel 1700, è un palazzo a 2 piani, restaurato col sistema Livigny; nel 1806 fu sede dell'amministrazione comunale[61]
- Palazzo Pia Opera Pastore, eretto dall'architetto Giovan Battista Palazzotto nel 1872;
- Palazzo Polizzi (angolo corso 6 Aprile con via Don Rizzo)
- Palazzo Quattrocchi: del 1700, in via 15 Maggio al n. 47
- Palazzo Rocca (corso VI Aprile): costruito nel 1629, è uno dei palazzi più pregevoli. All'interno c'è uno splendido giardino.[61]
- Palazzo Rossotti-Chiarelli (in via Rossotti): costruito in stile barocco nel XVIII secolo, presenta un artistico portone d'ingresso e dei magnifici balconi con ringhiere di ferro.[61]
- Palazzo Speciale (nel corso 6 Aprile n. 51, angolo via Mariano de Ballis): fine '700; i balconi hanno le ringhiere in ferro battuto
- Palazzo Triolo (fra Corso 6 Aprile e via Fratelli Sant'Anna): costruito a fine '700 e appartenente ai baroni di Sant'Anna
- Palazzo Velez (in via Buonarroti, dietro la Chiesa madre): costruito fra la fine del 1600 e gli inizi del 1700, ha un cortile interno con uno splendido giardino.
- Palazzo Virgilio (tra Corso 6 Aprile e via Stefano Polizzi): costruito a fine '700
- Villa Luisa (ad angolo tra via Madonna Alto Mare, via Rossotti e via Federico II): costruita nel 1903 in stile Liberty con tendenza moresca, su progetto dell'architetto Francesco Naselli.[61]

### Architetture religiose

#### XIV secolo
- chiesa di Santa Maria della Stella, adesso abbandonata, fu la prima chiesa madre di Alcamo a partire dal 1313;[65] ubicata nell'antico rione di San Vito,[66] questa antica chiesa conteneva al suo interno un dipinto su tela della Madonna del Miele del 1300 (successivamente trasferito all'interno della chiesa dei Santi Paolo e Bartolomeo[67]), che si ritiene sia il più antico dipinto esistente ad Alcamo.[68][69]
- ex chiesa di San Giacomo de Spada (anteriore al 1379,[70] ingrandita nel 1625-36[71]), sede della Biblioteca multimediale del comune di Alcamo dal 1998.[70] Al suo interno si trovava un unico altare dove era collocato un dipinto dedicato al santo titolare in cui era rappresentato il cammino dei pellegrini verso il santuario di Santiago di Compostela.[72] Nel 1866, a seguito dell'eversione dell'asse ecclesiastico, la chiesa venne concessa al comune e divenne sede della Biblioteca civica nel 1874.[72] Nel 1968 venne danneggiata dal terremoto del Belice.[72] Successivamente fu restaurata e adibita a Biblioteca Multimediale a partire dal 1998.[72] Nel 2019 è diventata la sede del Museo degli strumenti musicali multietnici "Fausto Cannone".

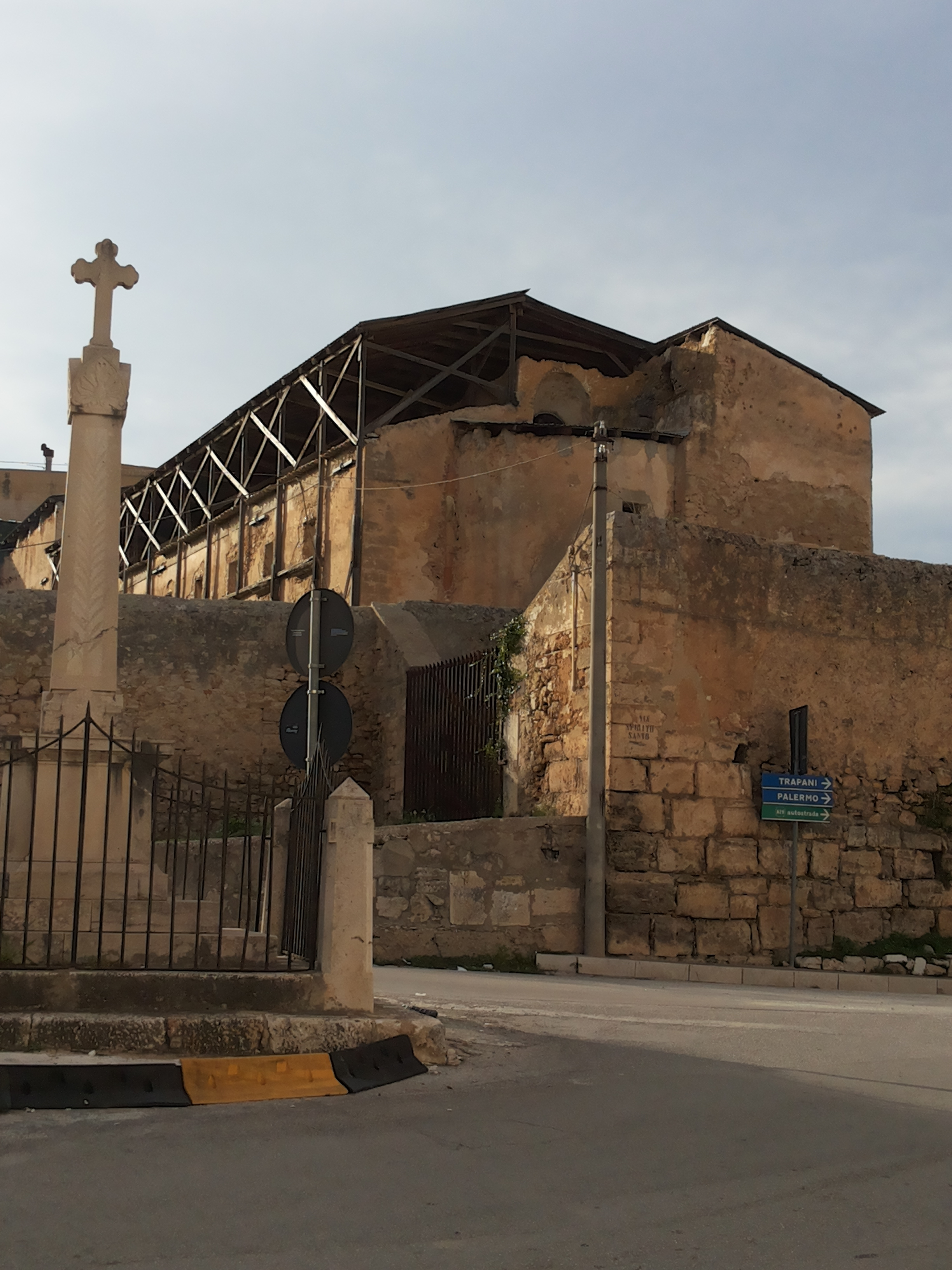
Chiesa di Santa Maria della Stella
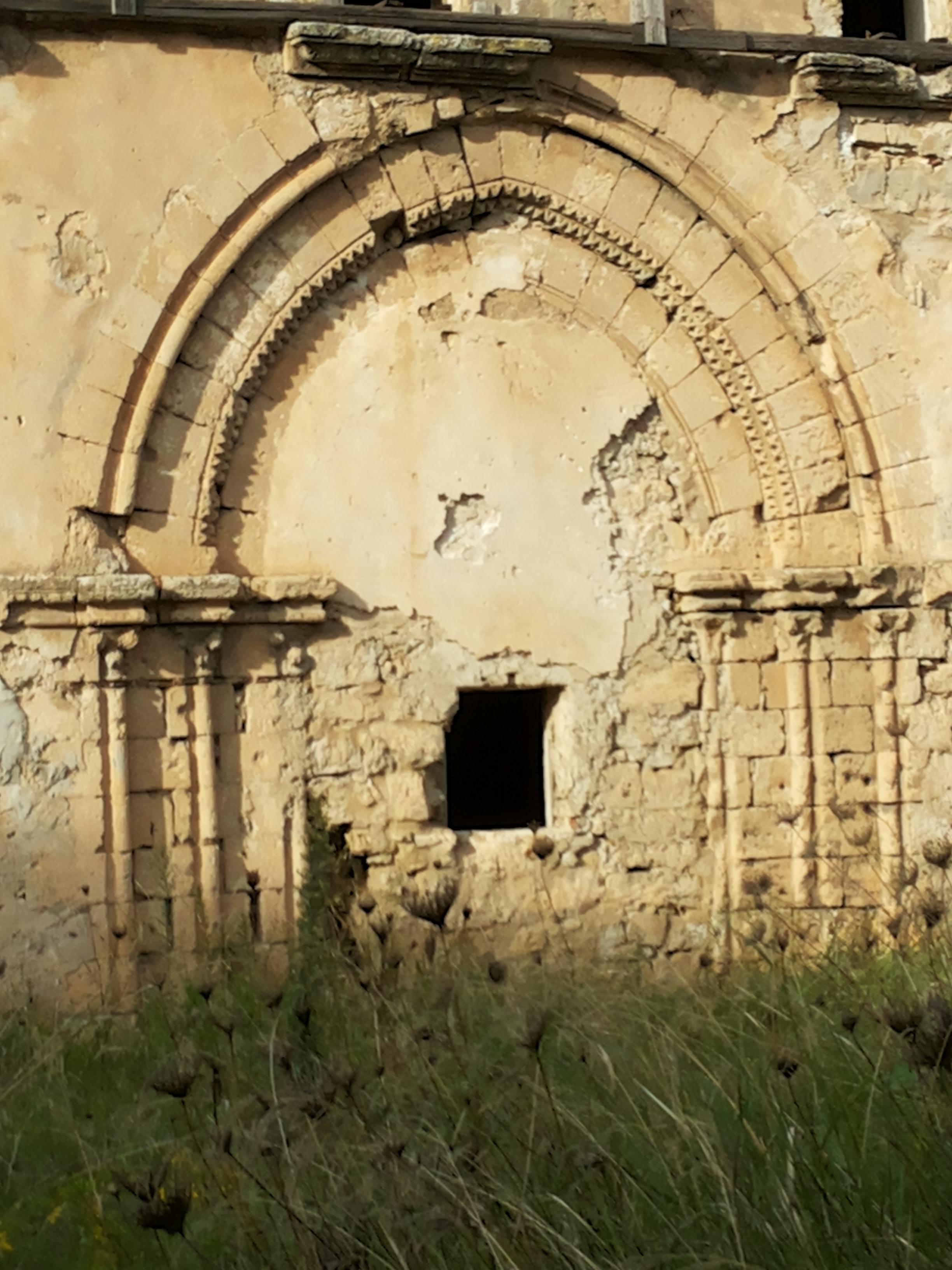
Portale della chiesa di Santa Maria della Stella
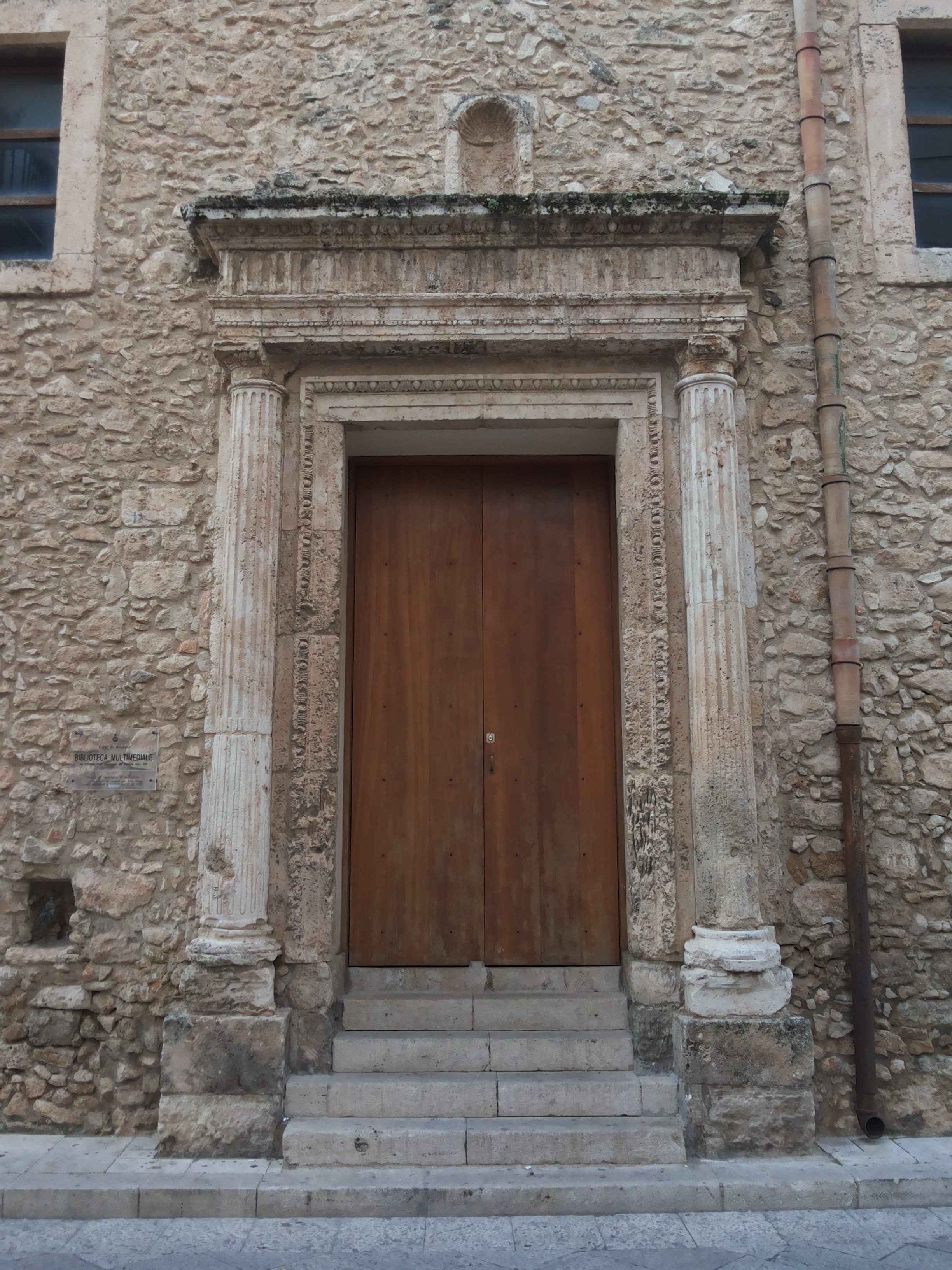
Portale dell'ex chiesa di San Giacomo della Spada

#### XV secolo
- chiesa di San Tommaso (data di costruzione incerta, probabilmente nella prima metà del XV secolo[73][74]) nobilitata da un grande portale con decorazioni geometriche in stile gotico-catalano.[63] A partire dal 1984, è la sede del Rotary Club di Alcamo.[75]
- chiesa di Santa Maria di Gesù (XV secolo, allargata nel 1762[76]), ospita al suo interno le spoglie del beato Arcangelo Piacentini da Calatafimi, suo fondatore. Contiene inoltre un dipinto della Madonna delle Grazie del XV secolo attribuito al pittore palermitano Pietro Ruzzolone, mentre il portale della chiesa, in marmo di Carrara, è attribuito allo scultore Bartolomeo Berrettaro.
- L'ex chiesa di Santa Maria del Soccorso (XV secolo[77]); al suo interno sono custodite due tele dipinte dal sacerdote Francesco Alesi, che raffigurano la Santissima Trinità[78] e Sant'Onofrio;[79] e una tela di San Filippo Neri, dipinta nel 1637 da Francesco Minutilla.[80]
- Chiesetta di San Vito: diede il nome all'antico quartiere di San Vito e alla via in cui si trova (via San Vituzzo). Era già esistente nel 1492 e, secondo lo storico alcamese Ignazio de Blasi, fu fondata da un membro della Confraternita dell'Annunziata, con un ospedale per ammalati poveri accanto ad essa.[81] Fu restaurata una prima volta nel 1922 e qualche decennio fa; all'interno non esiste niente di antico e oggi è utilizzata dai cristiani ortodossi.
- Chiesa dello Spirito Santo (Alcamo): citata in un atto del 1491, come riporta lo storico Ignazio De Blasi.[82] Si trova accanto al primo cimitero, sul lato nord.

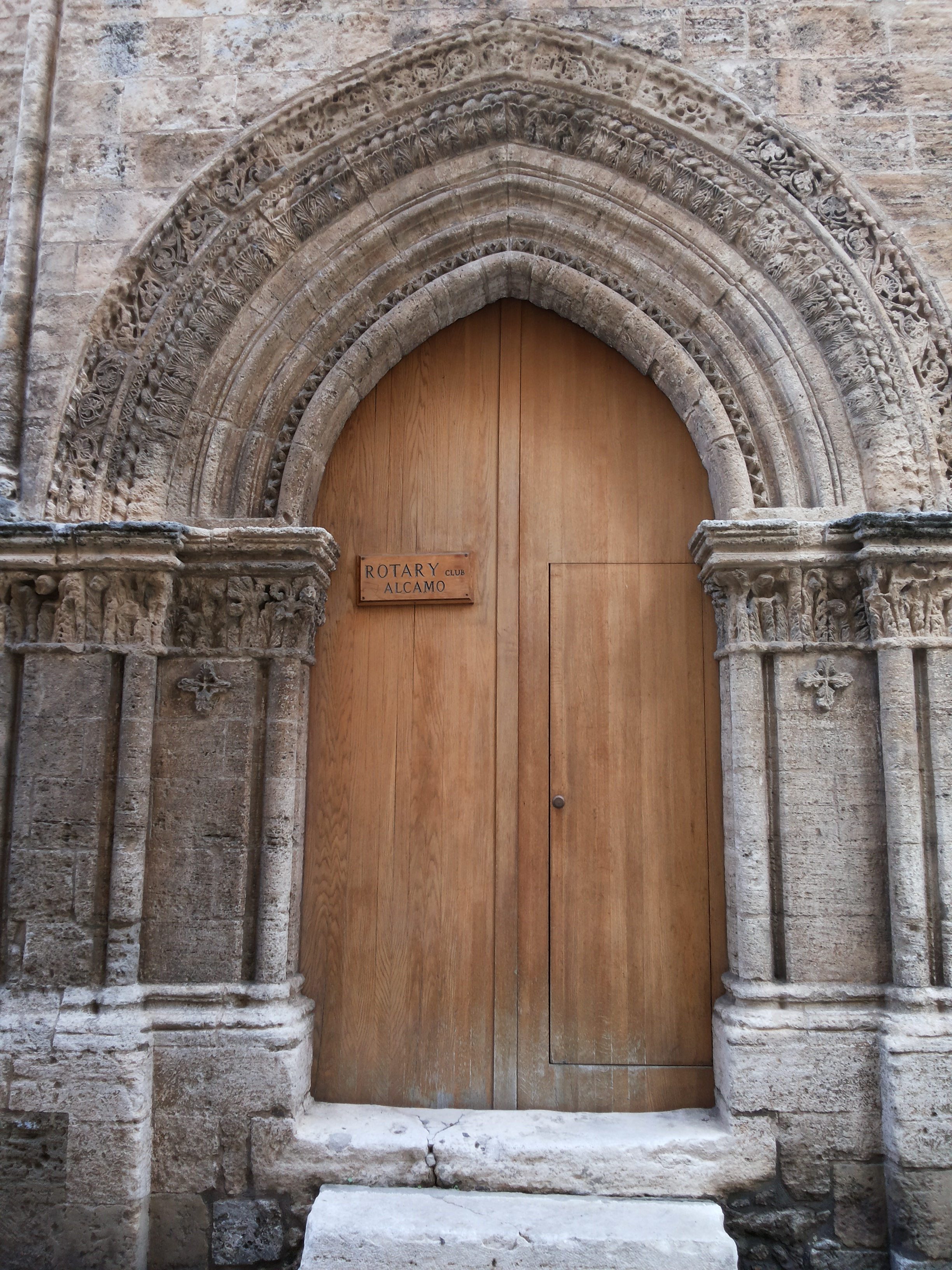
Portale di San Tommaso
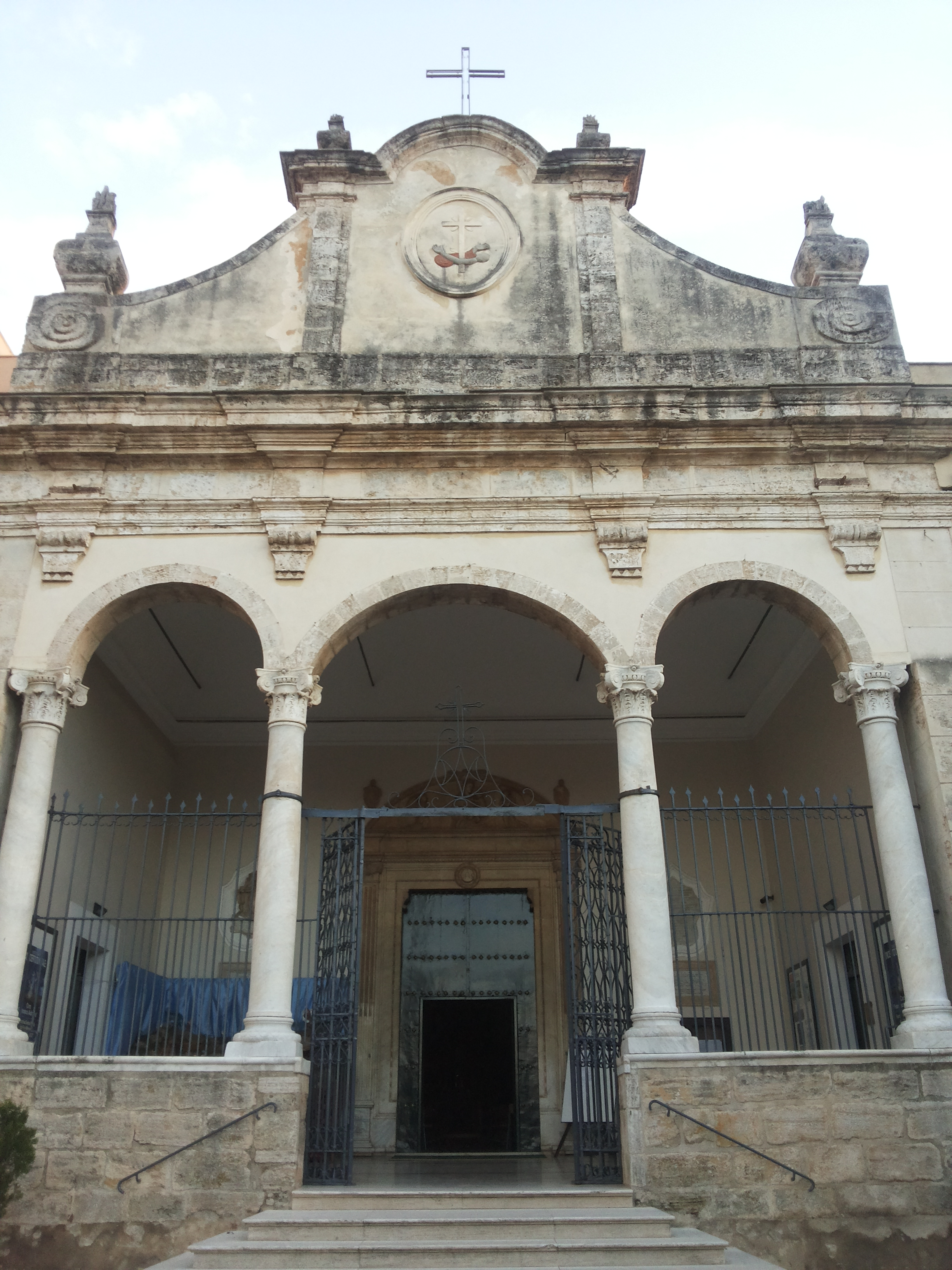
Facciata della chiesa di Santa Maria di Gesù
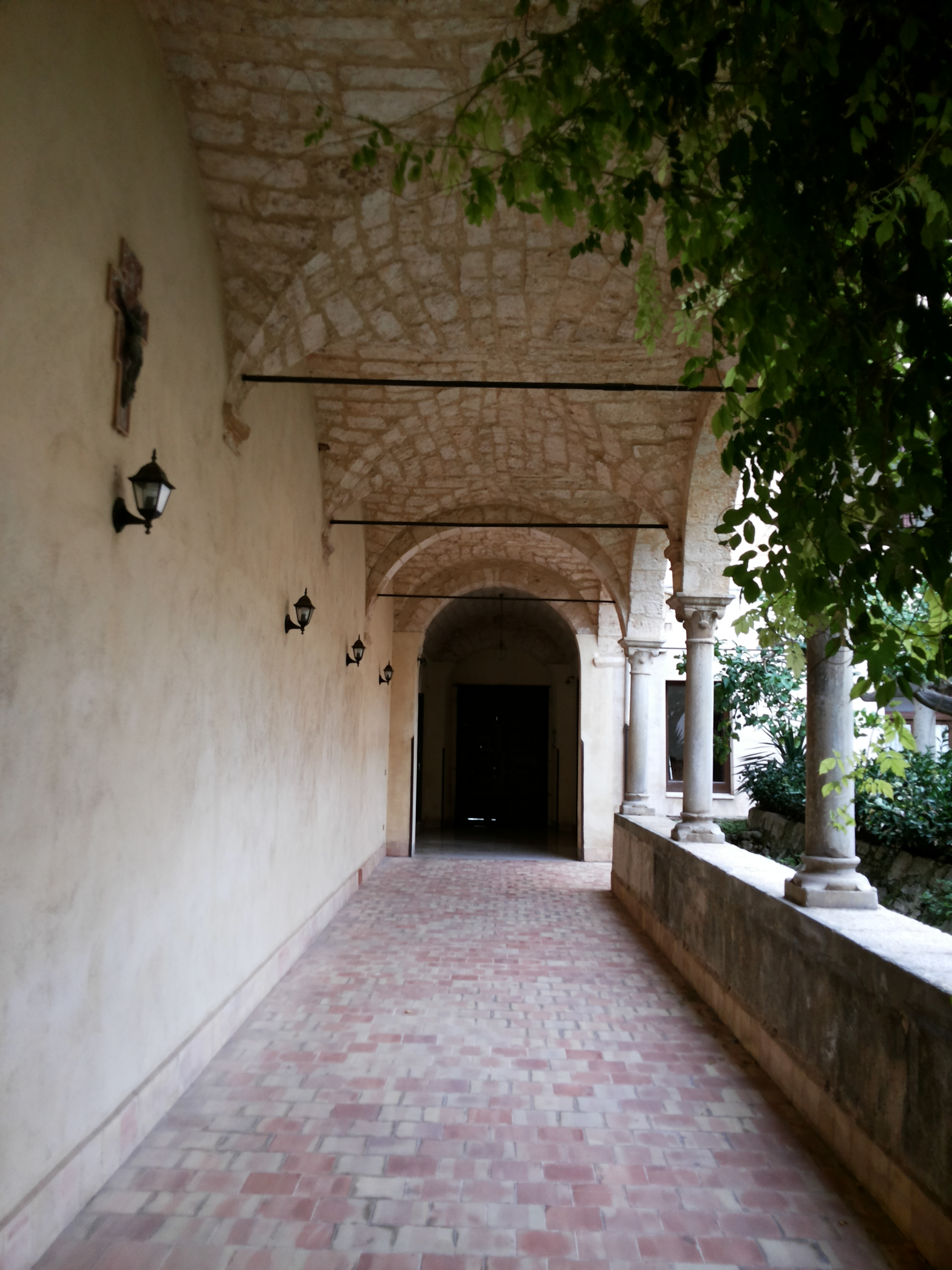
Chiostro della chiesa di Santa Maria di Gesù
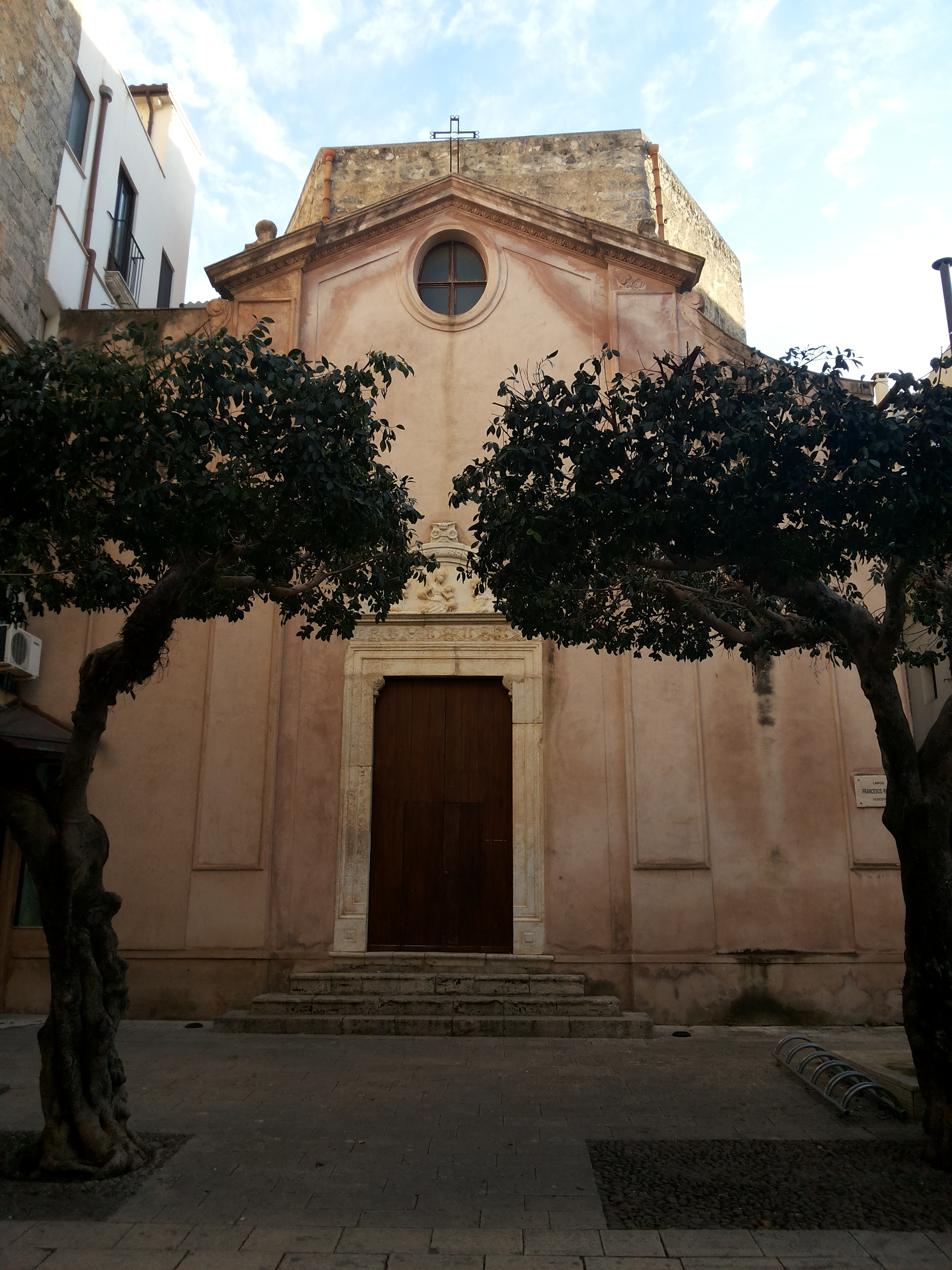
Facciata dell'ex chiesa di Santa Maria del Soccorso

#### XVI secolo
- chiesa del Santissimo Salvatore, di rilevanza artistica, è una chiesa barocca della prima metà XIV secolo, riedificata a metà del '500 e negli anni 1690-97.[83] Al suo interno conserva dipinti del Novelli risalenti alla prima metà del XVII secolo.
- chiesa di Sant'Oliva (1533, riedificata nel 1724[84][85]) custodisce una pittura di Pietro Novelli ("Le Anime del Purgatorio liberate per il sacrificio della messa" del 1639, nell'altare maggiore)[16] e lavori dei Gagini (tra cui la statua in marmo del 1511 dedicata a Sant'Oliva,[86] il gruppo marmoreo dell'Annunciazione,[87] le statue di San Luca[87] e Sant'Angelo[87]).
- santuario di Maria Santissima dei Miracoli (1547[88][89]), in stile barocco-rinascimentale,[90] contiene al suo interno il quadro di autore ignoto del XIII secolo della Madonna dei Miracoli, che venne rinvenuto dalle rovine di un vecchio edificio nel 1547, in seguito ad un evento miracoloso.[91]
- chiesa del santissimo Crocifisso (o di San Francesco di Paola) (1550[92]); sull'altare maggiore è collocato il Santissimo Crocifisso, creato dal trapanese Francesco Marino (XIX secolo)[93] e una tela, probabilmente del '600, intitolata "I Santi Cosimo e Damiano, con la Trinità e i Santi Rosalia e Francesco di Sales."[94]
- chiesa dell'Annunziata o del Carmine (secolo XIV, riedificata nel XVI e XVII secolo; crollata nel 1866[95][96]): in stile gotico-catalano; della struttura originaria sono andate distrutte le coperture, mentre rimangono alcune cappelle e un ordine di colonne.[63]
- L'ex chiesa di San Nicolò di Bari (1430, demolita e riedificata nel 1558[97])
- chiesa di Sant'Agostino (1589)

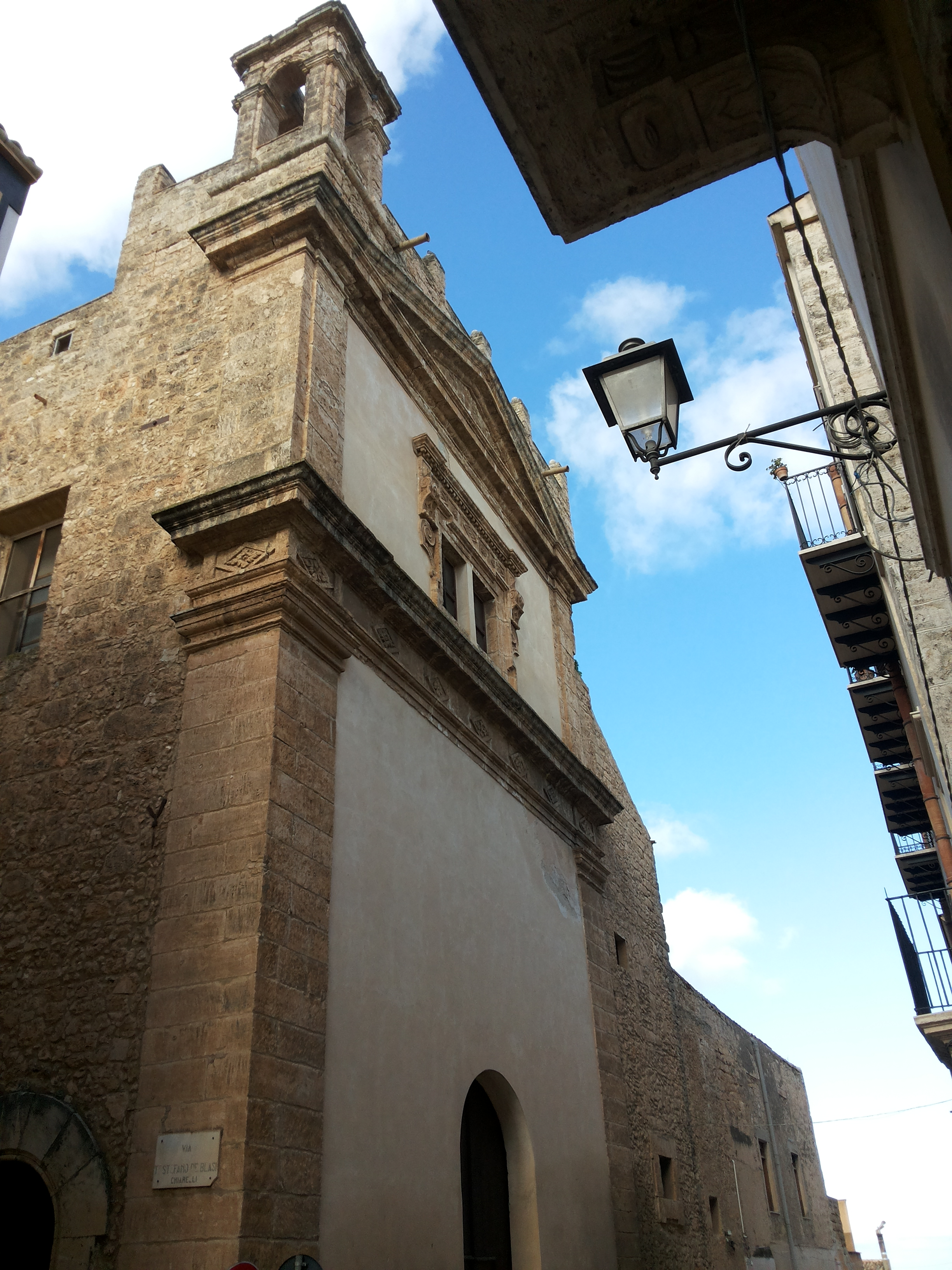
Facciata della chiesa del Santissimo Salvatore
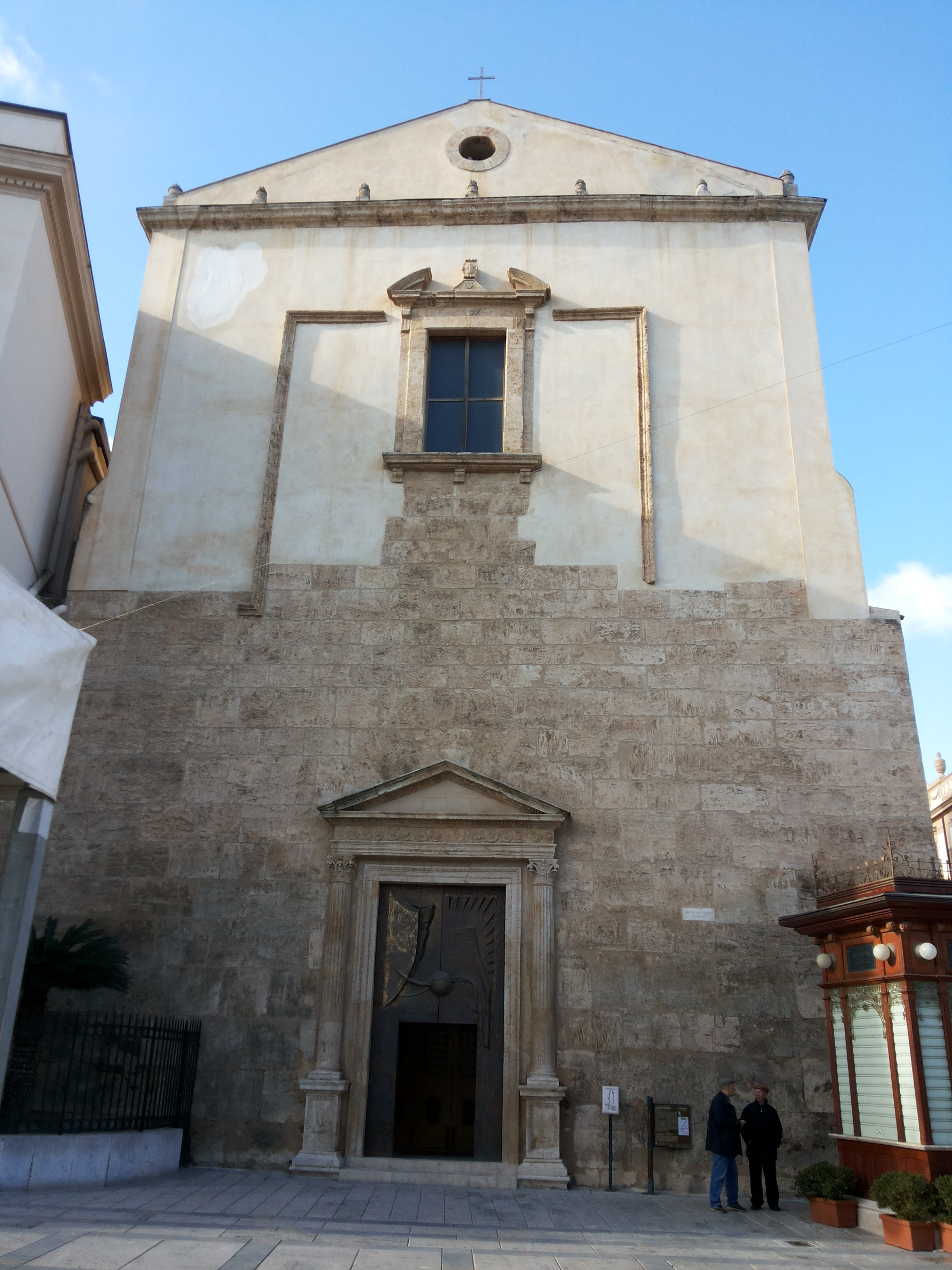
Facciata della chiesa di Sant'Oliva
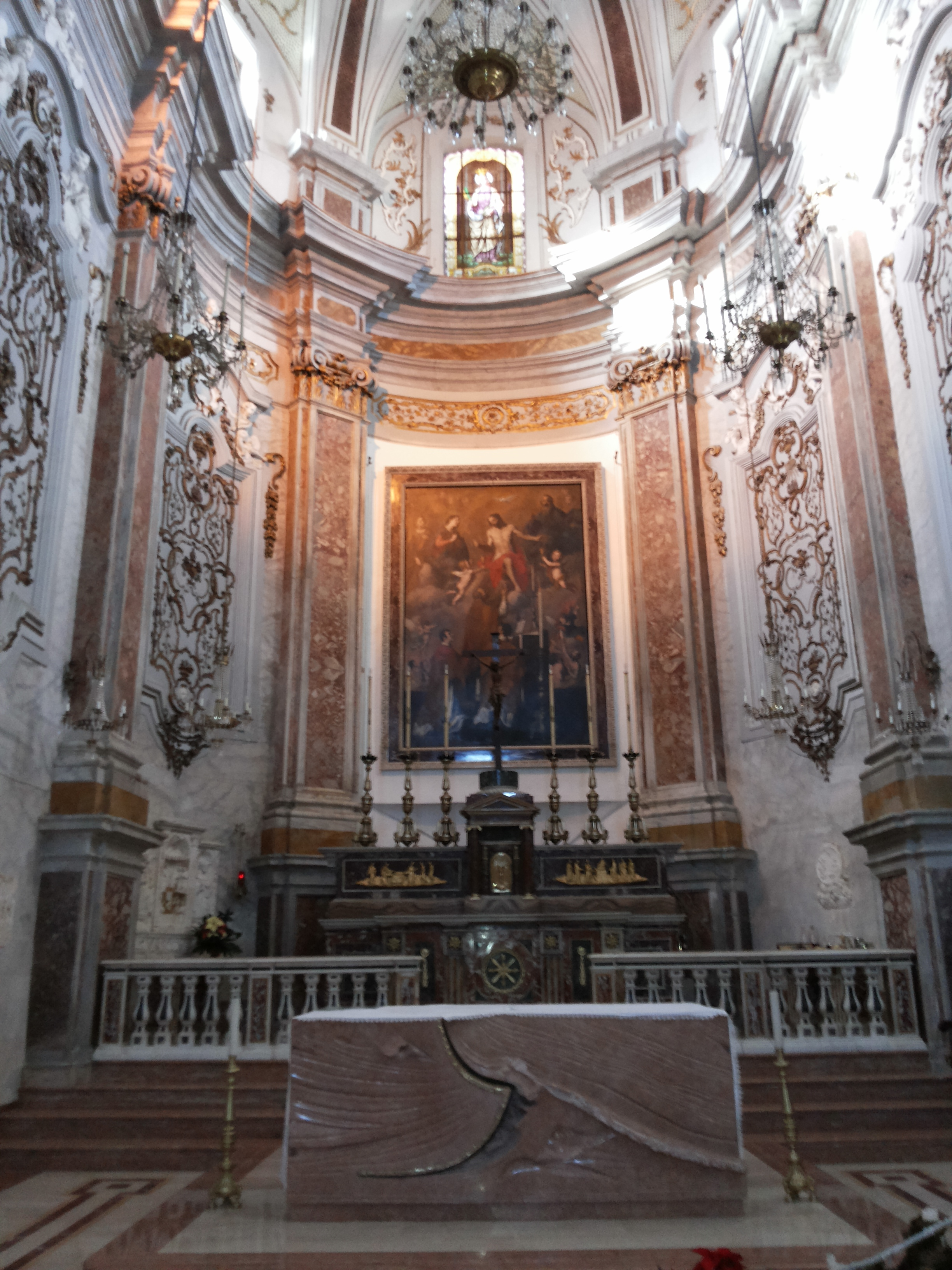
L'altare maggiore nella chiesa di Sant'Oliva
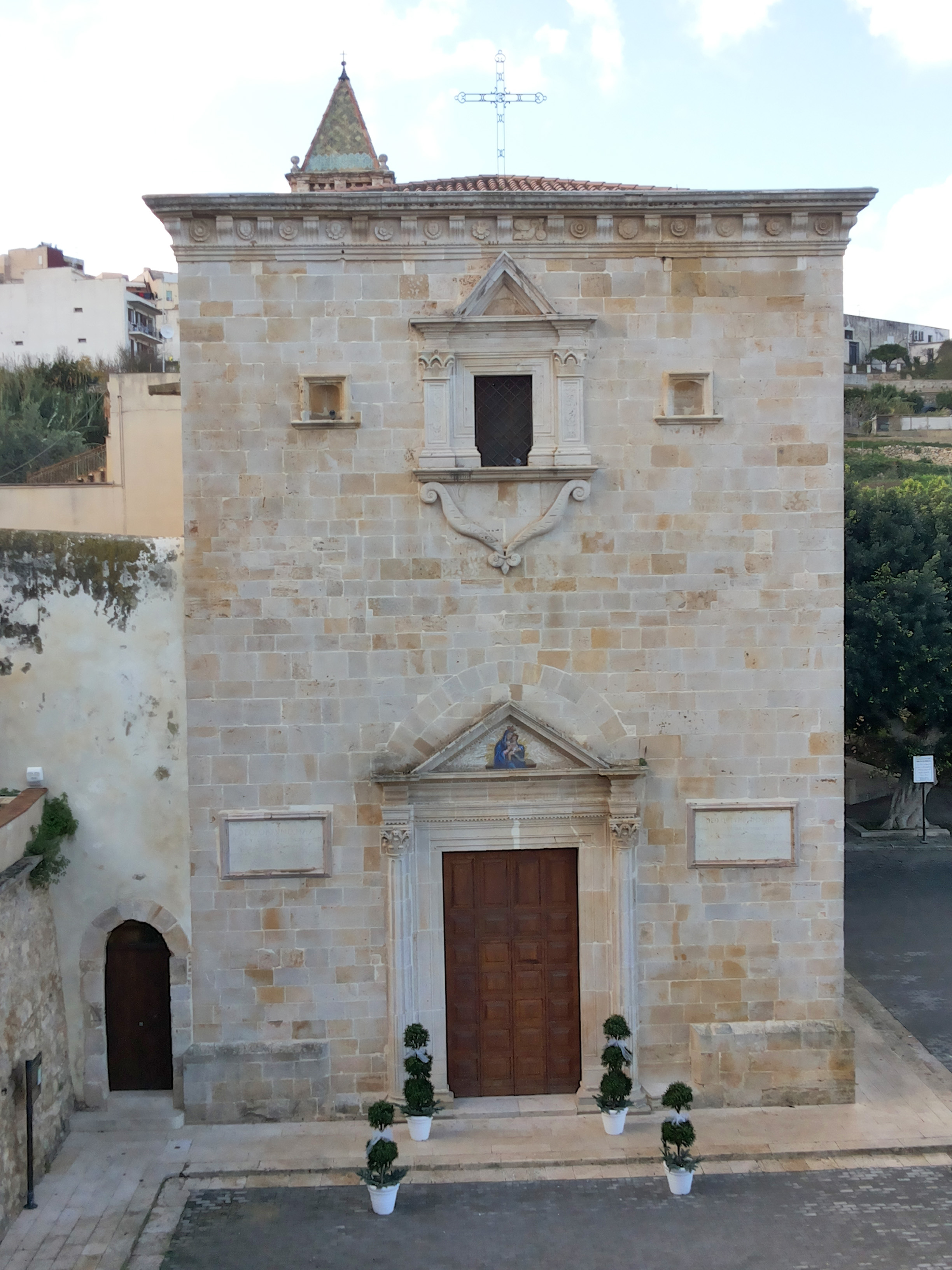
Santuario della Madonna dei Miracoli
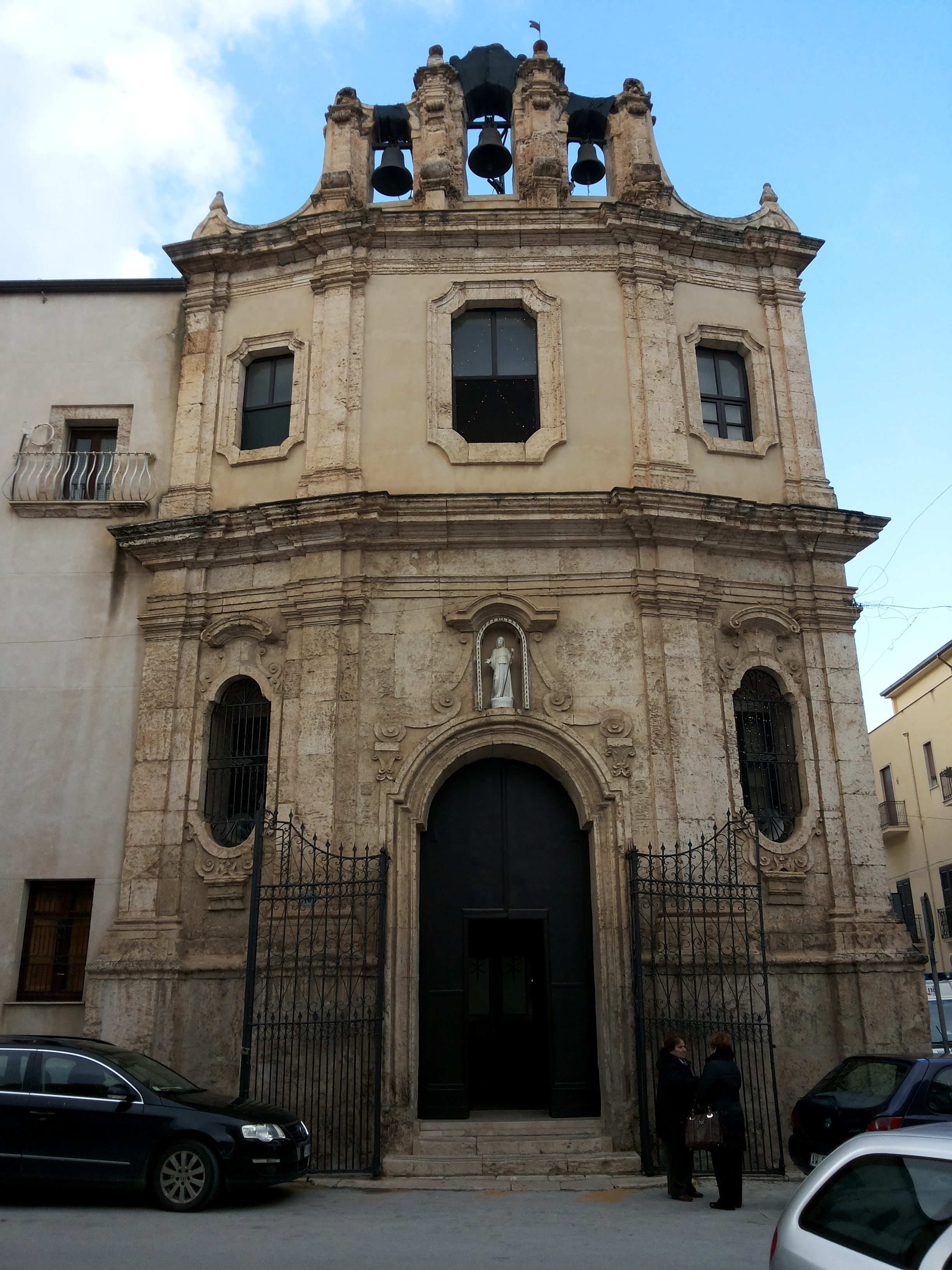
Facciata della chiesa del santissimo Crocifisso
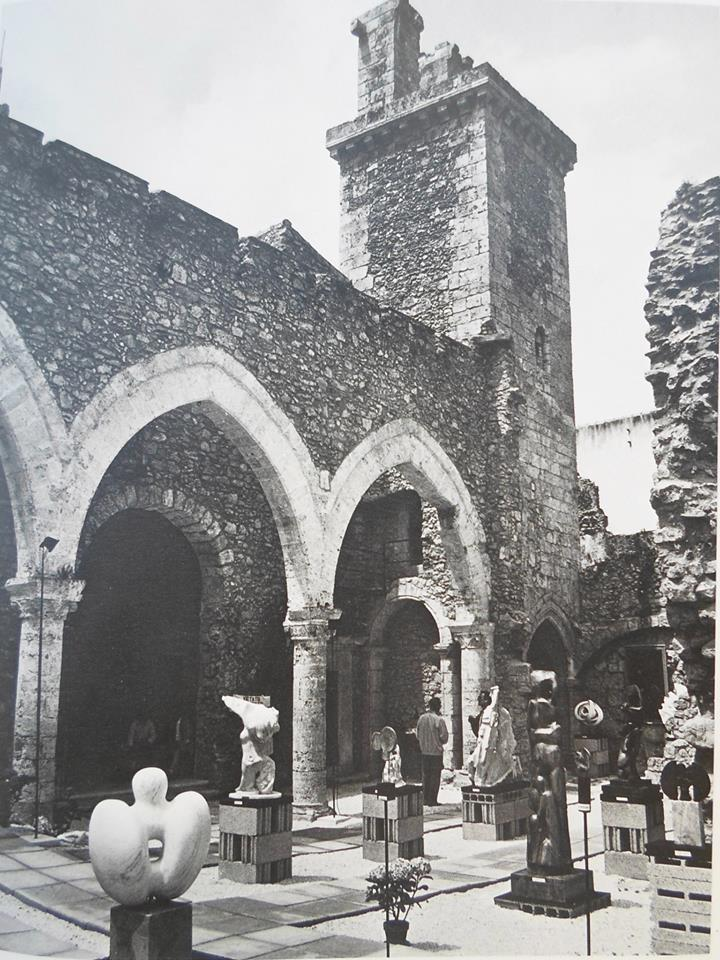
L'ex chiesa dell'Annunziata durante una mostra di scultura
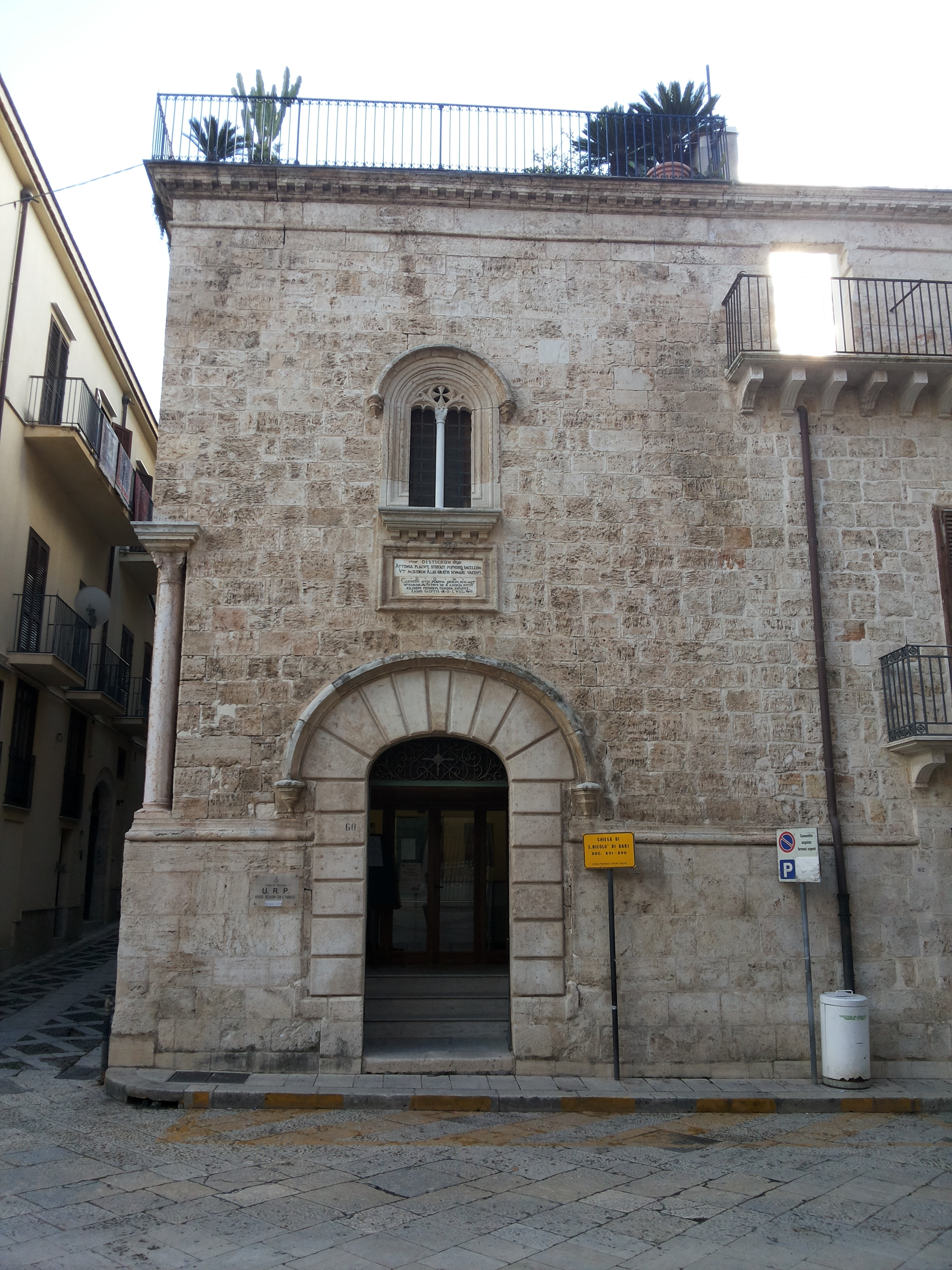
Facciata dell'ex chiesa di San Nicolò di Bari

#### XVII secolo
- basilica di Santa Maria Assunta, detta anche "Chiesa madre", è una realizzazione del XIV secolo intitolata all'Assunta; fu ricostruita nel 1669, mentre la facciata è del 1786;[98] sul posto esisteva un luogo di culto del XIV secolo del quale sono visibili il portale e l'elegante campanile. Sorge nel pieno centro cittadino a due passi da piazza Ciullo. L'interno, tripartito, è affrescato da Guglielmo Borremans. Nella porzione absidale e nelle cappelle laterali sono presenti opere di Antonello Gagini, intitolate Madonna coi santi Filippo e Giacomo, Crocifisso e Transito della Vergine.[16] Altre opere presenti all'interno sono di suoi allievi. All'interno della chiesa è inoltre conservata la "sacra spina".[99] Dal 2010 è stato allestito il "Museo d'arte sacra Basilica Santa Maria Assunta" contenente moltissime opere provenienti dalle chiese alcamesi, realizzato dagli architetti Pietro Artale e Mauro Calamia. All'interno della chiesa vi è inoltre un'opera di architettura moderna dedicata a Don Rizzo, opera dell'architetto Paolo Portoghesi.
- chiesa di San Francesco d'Assisi (1224-1226, demolita e ricostruita nel 1608-1648[100]) conserva un'ancona in marmo del 1586 che raffigura la Madonna col Bambino, ritenuta probabile opera di Domenico Gagini, e due sculture riproducenti la Maddalena e San Marco, attribuite ad Antonello Gagini.[101]
- chiesa dei Santi Paolo e Bartolomeo (1615-1689[102][103]), dai caratteristici tratti barocchi, accoglie al suo interno il dipinto della Madonna del Miele, di antichissima fattura (1300 circa), "San Bartolomeo", dipinto da Narciso Guidone nel 1616,[104] e "Madonna dei Sette Angeli", dipinta da Giuseppe Felice nel 1703.[105]
- chiesa di Santa Maria delle Grazie (1619, allargata tra il 1626 e il 1636[106]), collocata in corrispondenza della fine del corso 6 Aprile.
- chiesa di Sant'Anna (1630-1634[107]) in Piazza San Pio
- chiesa di San Pietro Apostolo (costruita probabilmente nel 1367, ricostruita fra il 1645 e il 1649, poi ingrandita nel 1742 su progetto dell'architetto Giovanni Biagio Amico); il portale artistico dell'ingresso principale è del 1649. Il tetto è crollato A causa del terremoto del 1968 è crollato il tetto che poi venne rifatto una ventina di anni dopo grazie al finanziamento di 300 milioni delle vecchie lire e all'appalto assegnato dal Genio civile.
- chiesa del santo Angelo Custode (o chiesa delle Riparate) (1647[108])
- chiesa della Sacra Famiglia, del XVI secolo, accanto all'ex collegio dei Gesuiti, in piazza Ciullo.
- ex collegio dei Gesuiti (costruito nel 1650 circa, nel '700 è stato aggiunto il loggiato), con entrata sulla piazza Ciullo, in prossimità dell'omonima chiesa. Al suo interno si trovano il Museo d'arte contemporanea di Alcamo e la Biblioteca Civica "Sebastiano Bagolino".[109]
- chiesa di Santa Maria della Catena (1661) ospita tuttora all'interno un dipinto della titolare, realizzato da Giuseppe Renda nel 1799.[80]
- chiesa del Collegio dei Gesuiti o chiesa del Gesù (1684-1767[110][111]), la cui facciata di stile barocco, ornata da un grande orologio circolare, fa da sfondo alla piazza Ciullo. Nelle nicchie della facciata si trovano le statue di Sant'Ignazio di Loyola, San Francesco Saverio, la Madonna Dei Miracoli e gli arcangeli San Raffaele e San Michele.[112]
- L'ex chiesa di Santa Caterina del Monte di Pietà, ubicata nel corso 6 Aprile (ad angolo con via Barone di San Giuseppe). La facciata che presenta un portale semplice, fu realizzata nel 1608, e il quadro di Santa Caterina di Alessandria (1621) dipinto da Giuseppe Carrera o Giacomo Lo Verde, si trova adesso presso il Museo d'arte sacra (Alcamo). L'edificio, che ha perso la sua funzione religiosa, ospita all'interno un esercizio commerciale.
- Chiesetta di Sant'Anna, costruita nel 1653 e restaurata nel 1845; fu utilizzata dai Salesiani negli anni ottanta per scopi liturgici a favore degli abitanti della zona. Oggi è usata dal Gruppo della Divina Misericordia.

All'interno sono sepolti Stefano e Giuseppe Triolo patrioti e fautori dei moti rivoluzionari del 1848 e 1860.

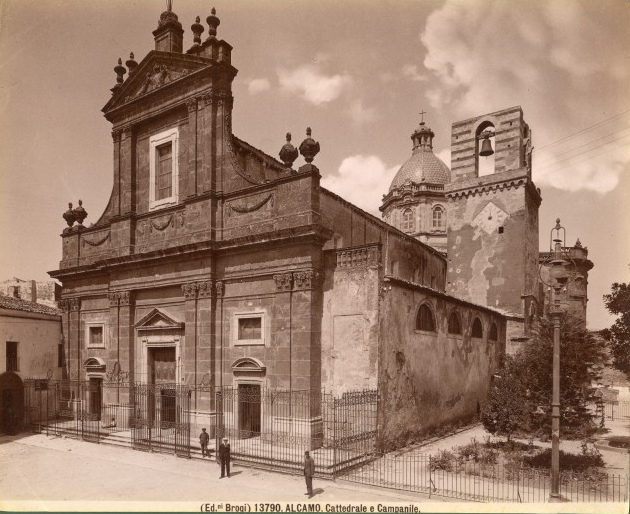
Facciata della Basilica di Santa Maria Assunta in una foto dei primi anni del '900.
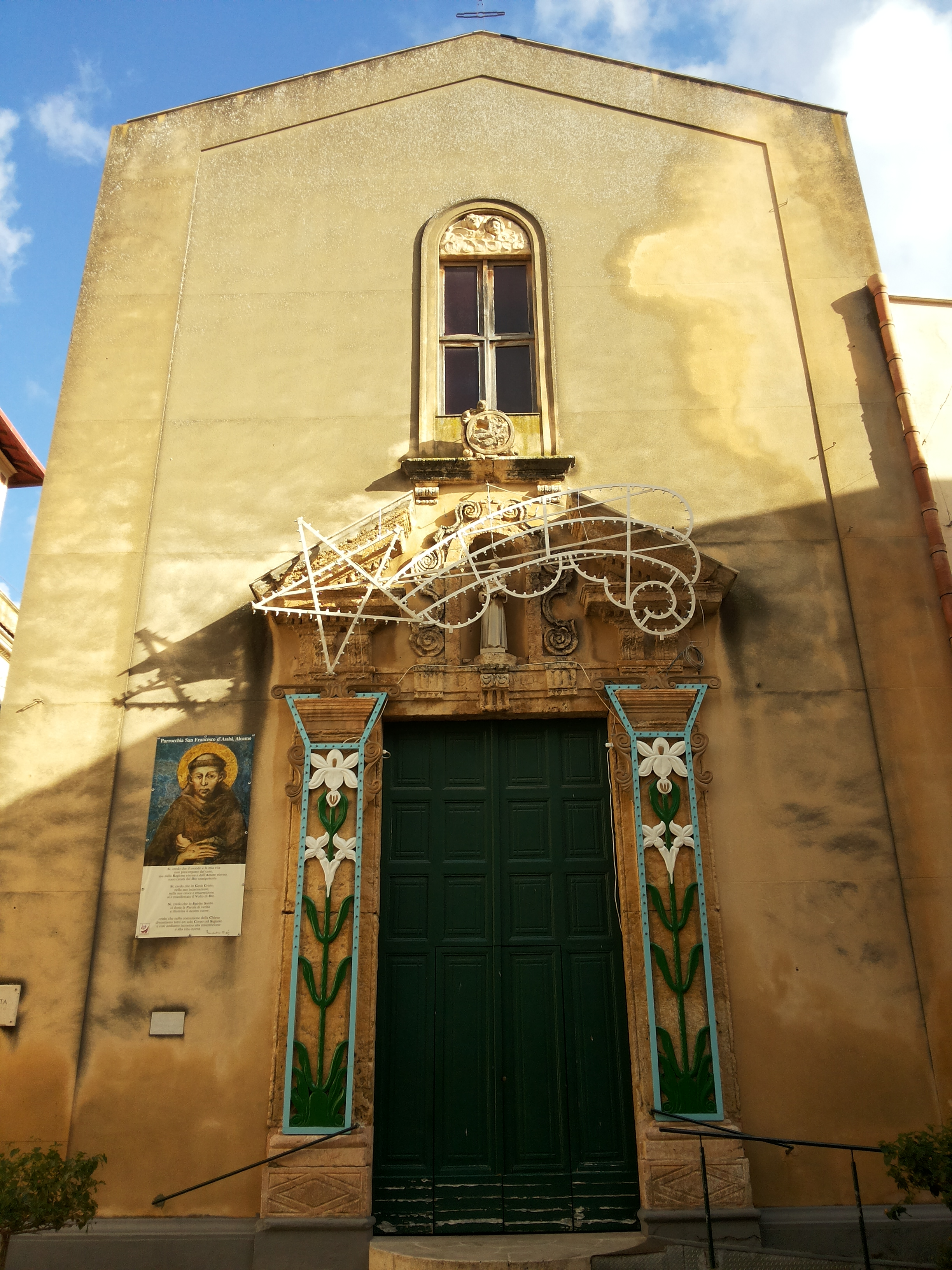
Facciata della chiesa di San Francesco d'Assisi
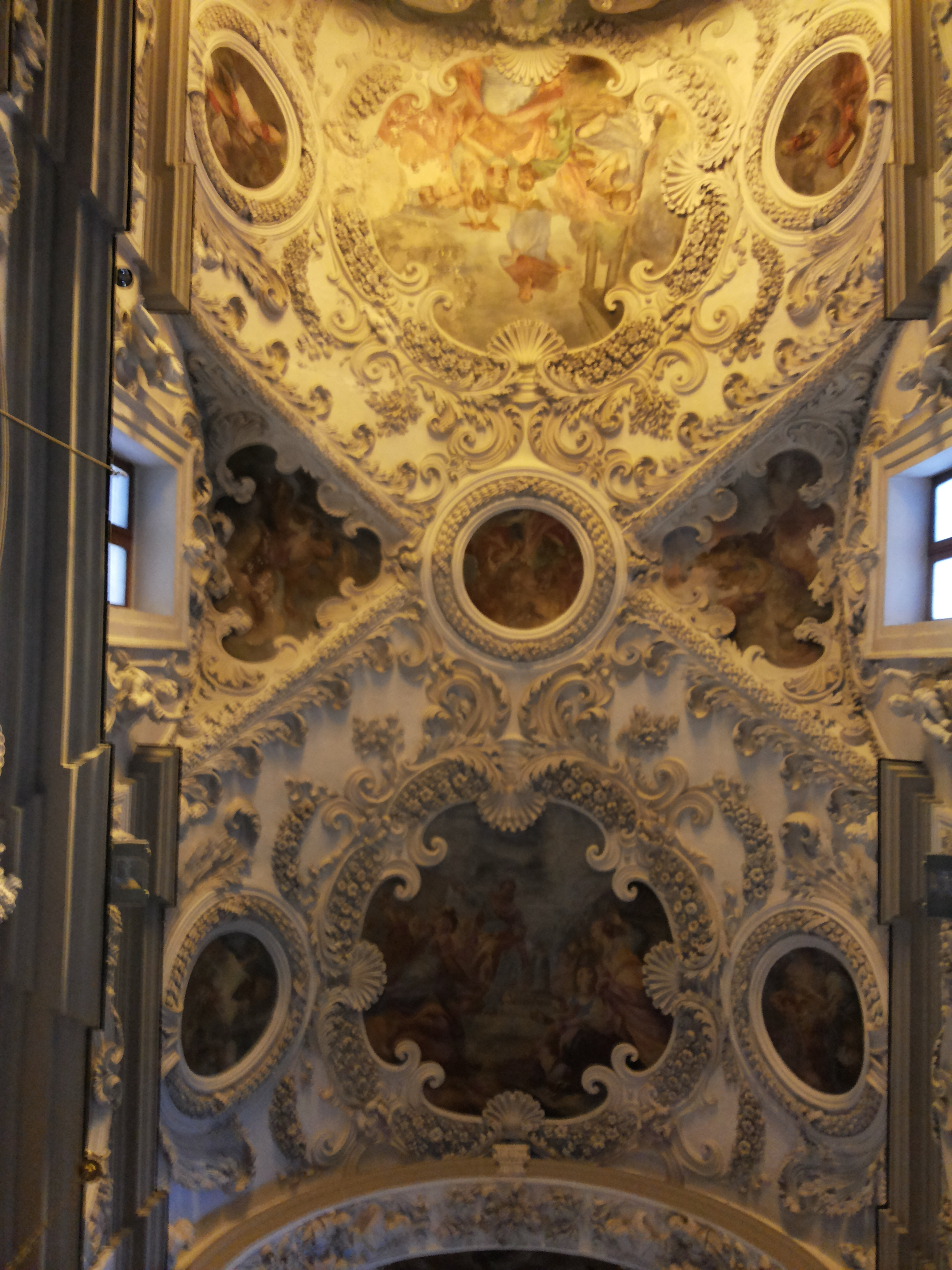
Decorazioni nel soffitto della Chiesa dei Santi Paolo e Bartolomeo
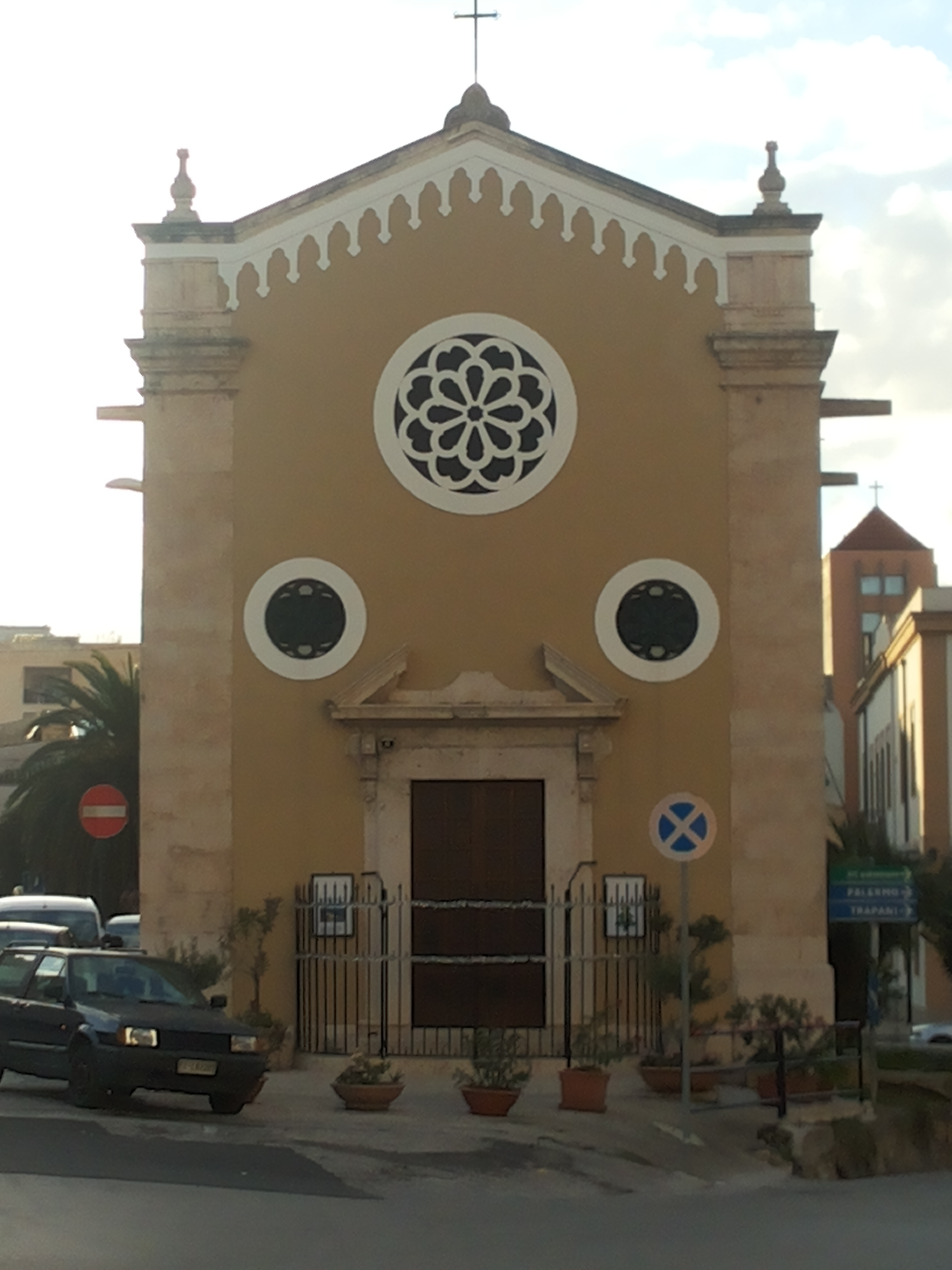
La facciata della chiesetta di Santa Maria delle Grazie
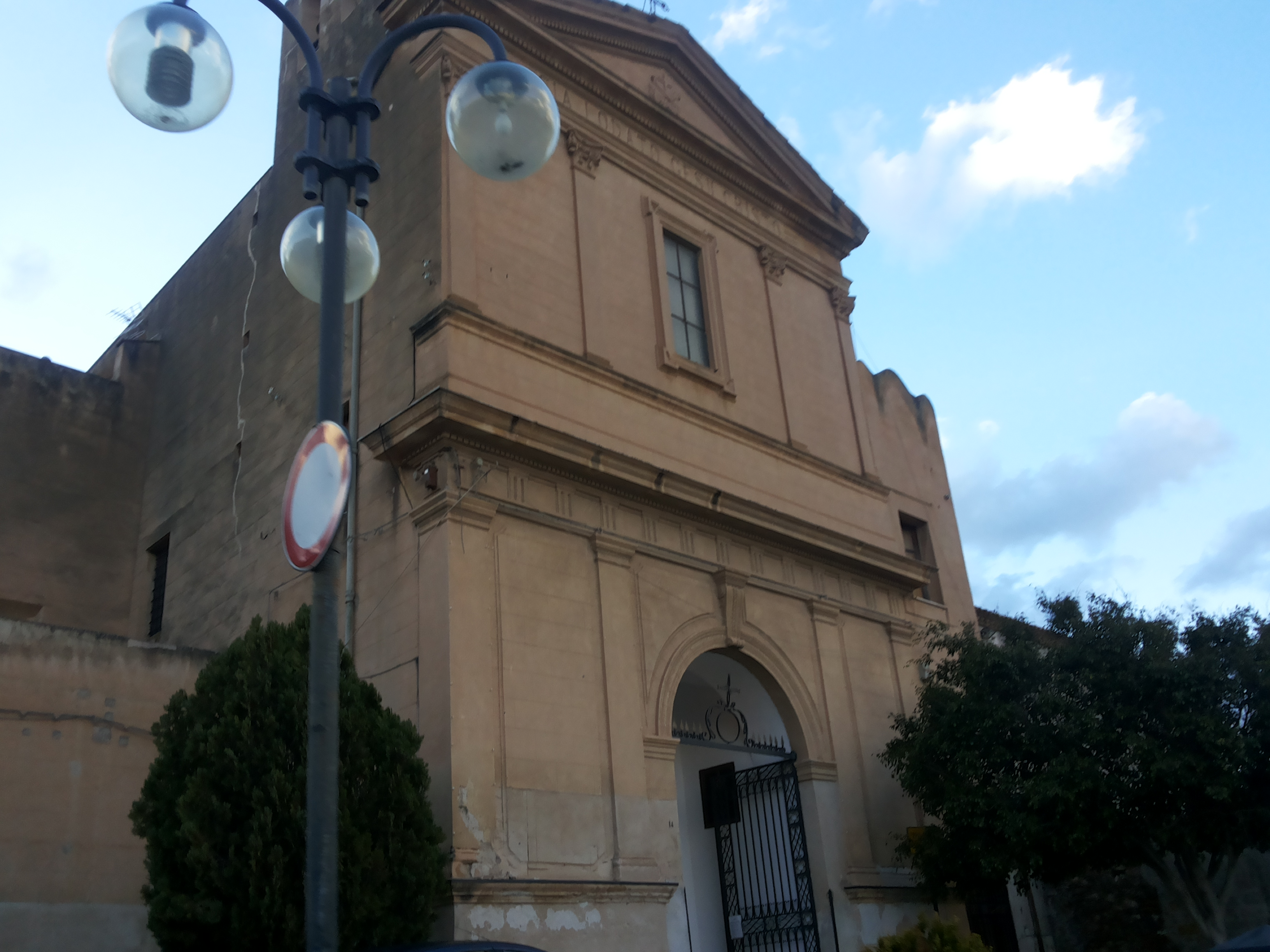
Facciata della chiesa di Sant'Anna
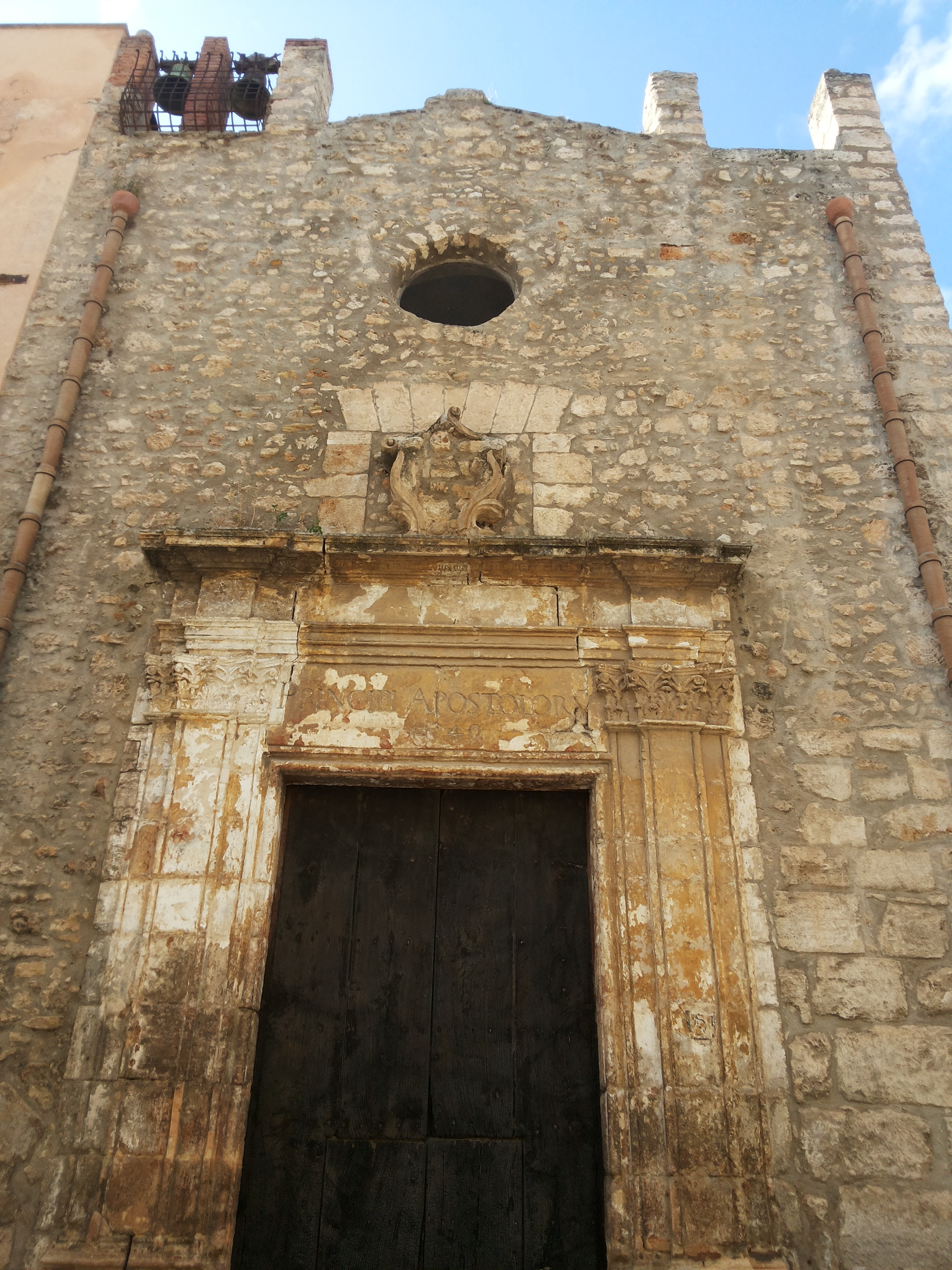
Facciata della chiesa di San Pietro Apostolo
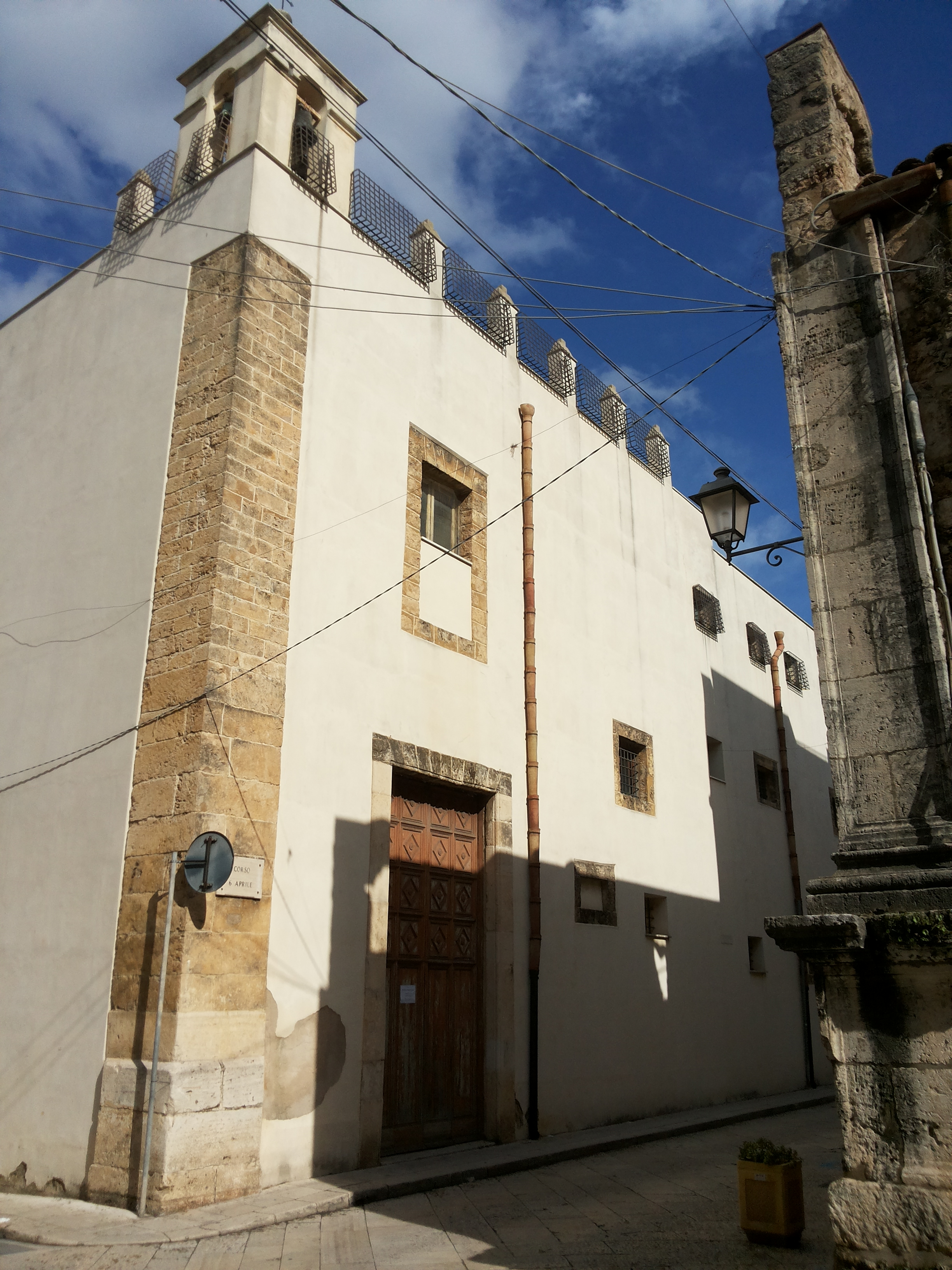
Chiesa del santo Angelo Custode
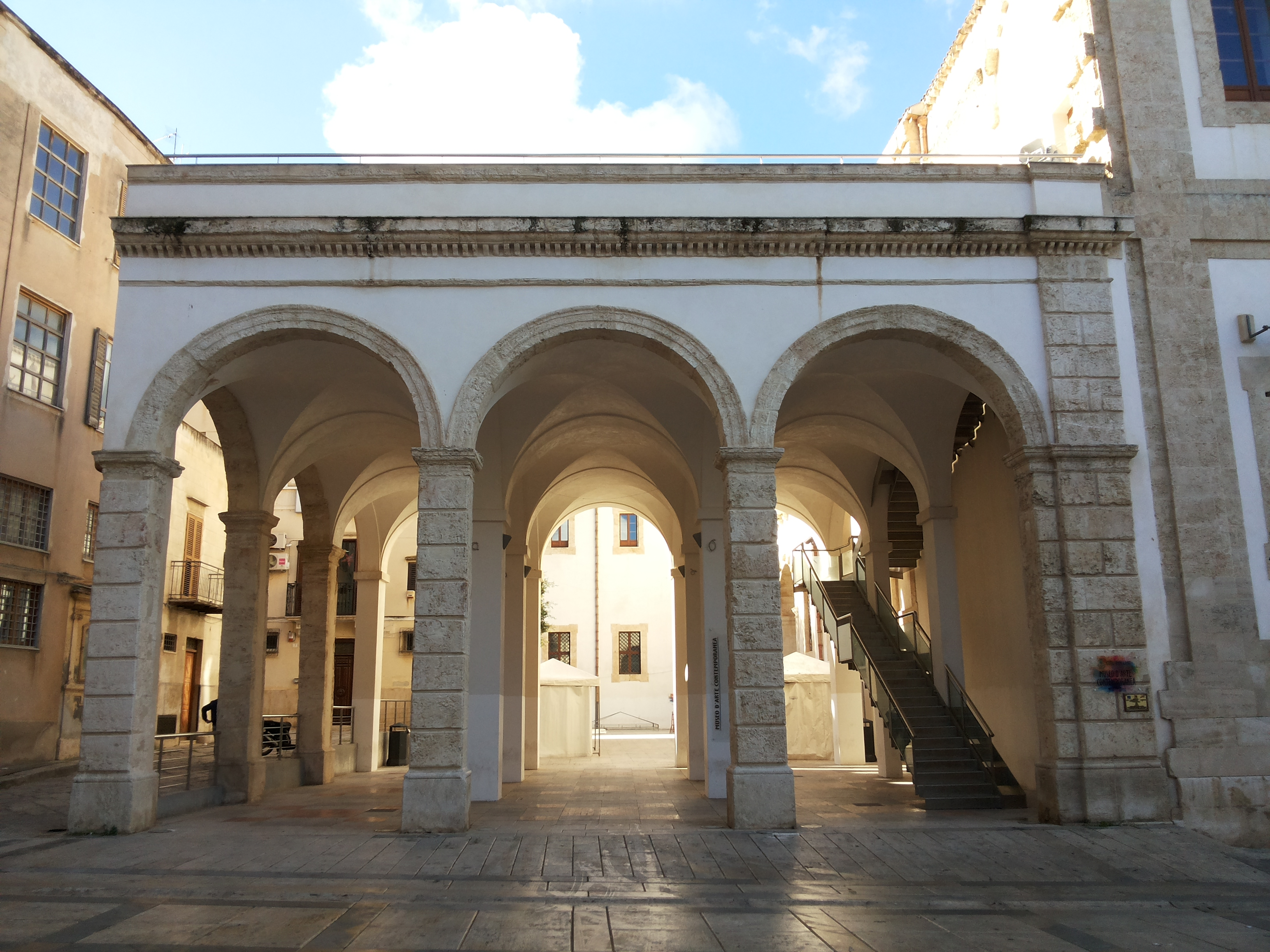
Porticato dell'ex collegio dei Gesuiti
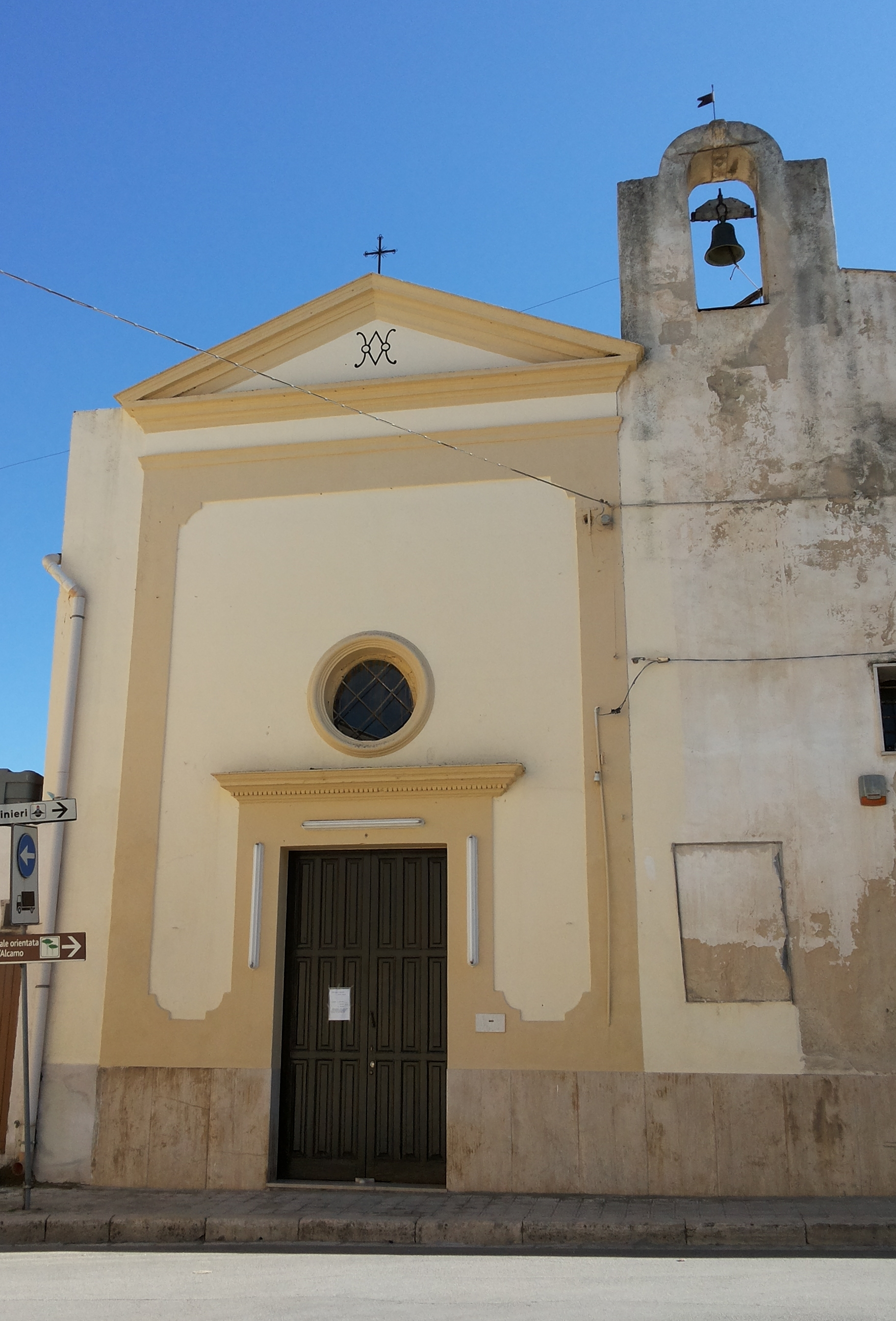
Facciata della chiesa di Santa Maria della Catena
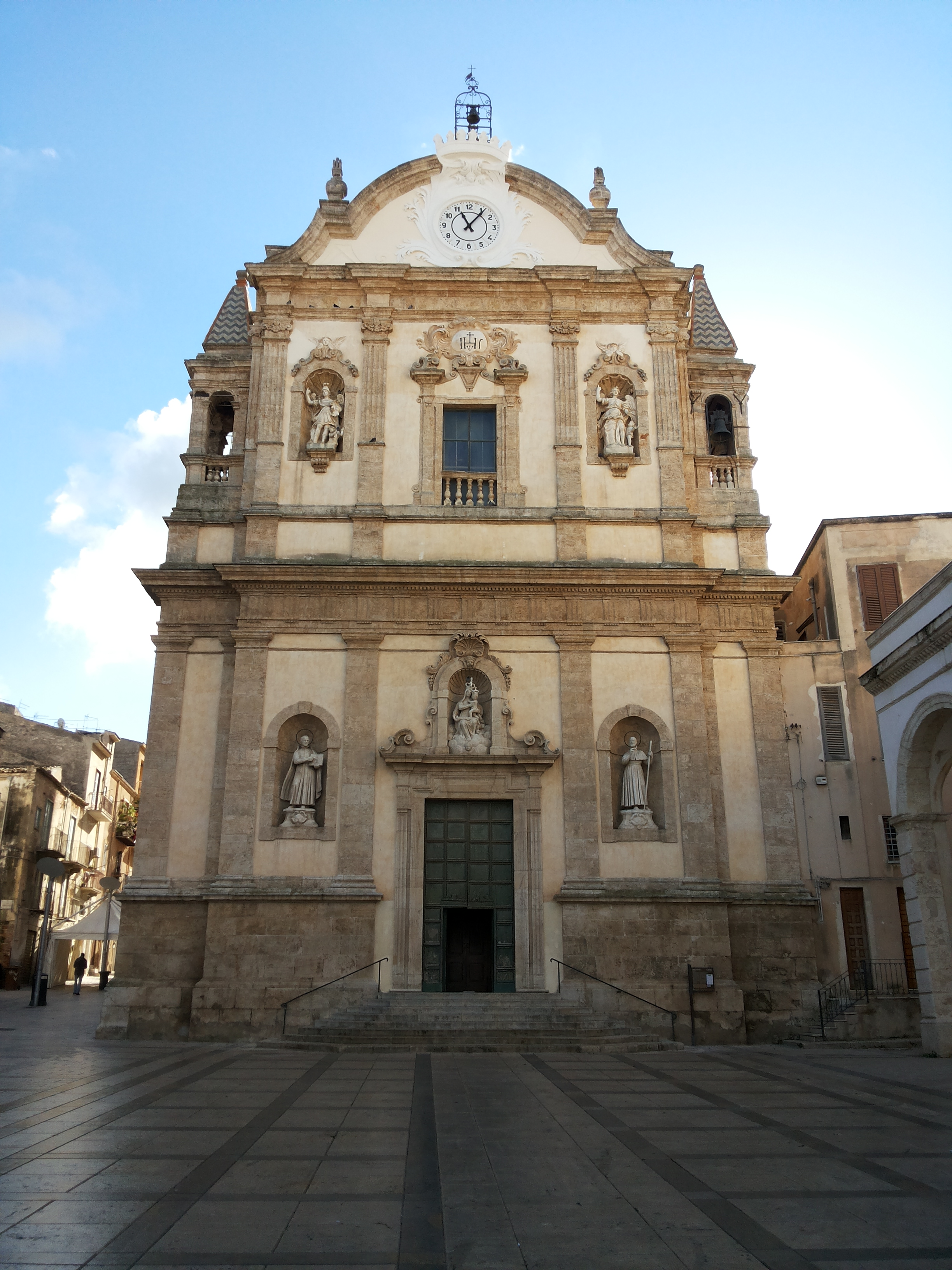
Facciata della chiesa del Collegio dei Gesuiti
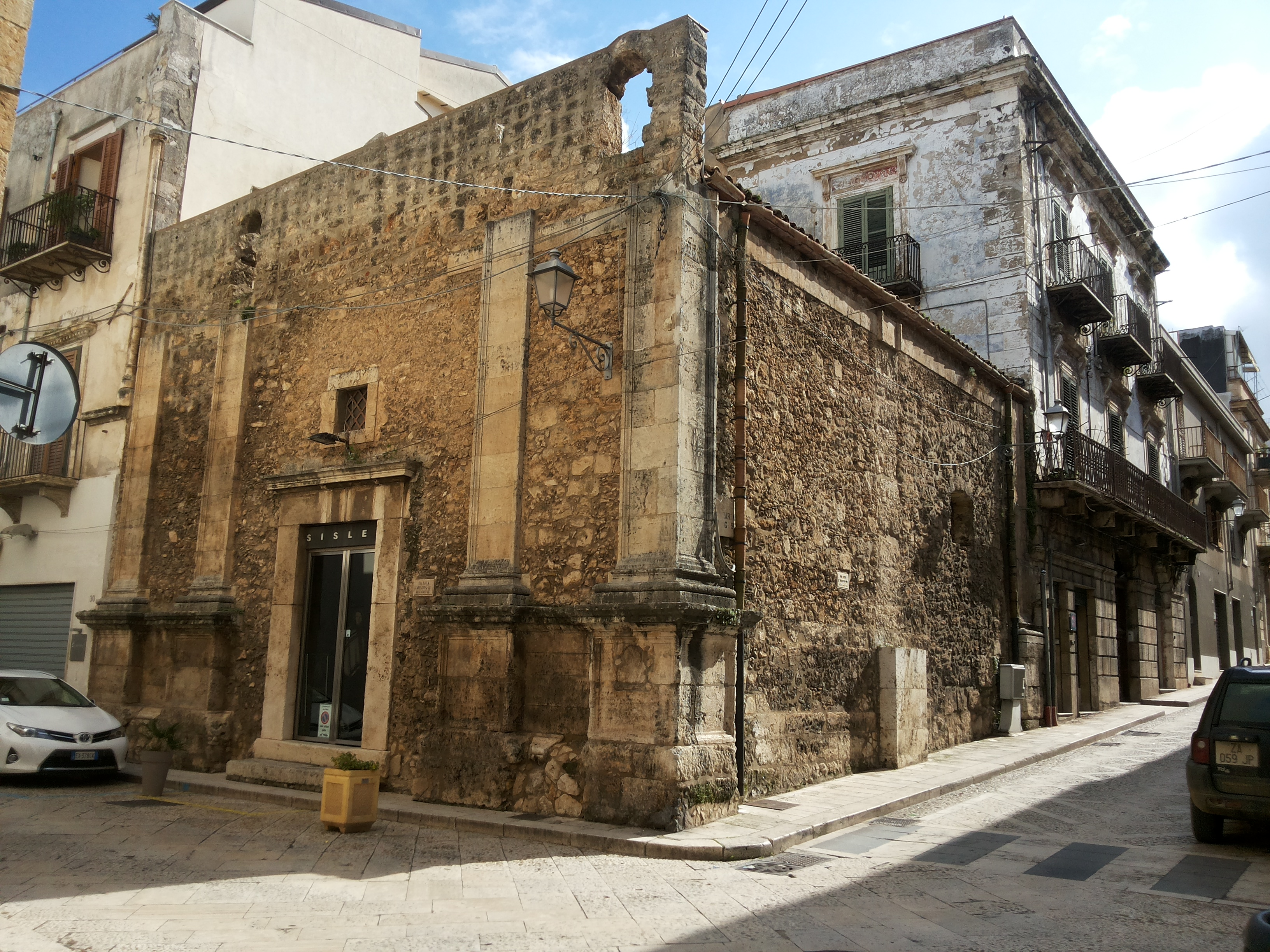
Facciata dell'ex Chiesa di Santa Caterina del Monte di Pietà
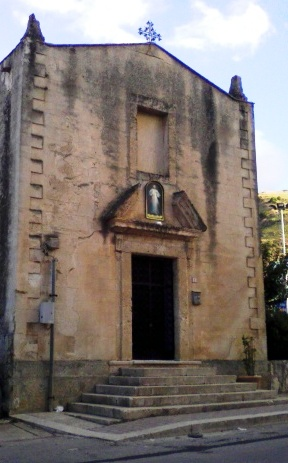
Facciata della Chiesetta di Sant'Anna

#### XVIII secolo
- chiesa dei santi Cosma e Damiano o di Santa Chiara (1500), ricostruita nel 1721-1725[113][114]), in stile barocco, contiene due sculture di Giacomo Serpotta (la "Giustizia" e la "Pietà").[63][115]
- Badia Nuova (1531, demolita nel 1699 e ricostruita nella prima metà del secolo XVIII[116][117]). Custodisce una pittura di Pietro Novelli e figurazioni allegoriche di Giacomo Serpotta.[16]
- chiesa della Santissima Trinità (1746-1757[118])
- L'ex chiesa dell'Ecce Homo (1750[119]), costruita in piazza Mercato, dove una volta si trovava la chiesa del Santissimo Crocifissello,[120] demolita nel 1736.
- chiesa di Santa Maria del Rosario (1660, riedificata nel 1761[121]); contiene sull'altare 15 tele ovali, intitolate I quindici Misteri del Rosario, realizzate da Carlo Brunetti su richiesta della Compagnia del Rosario;[122] è inoltre presente una tela dipinta da Vito Carrera nel 1603, intitolata Santa Maria del Rosario, con i misteri.[123]

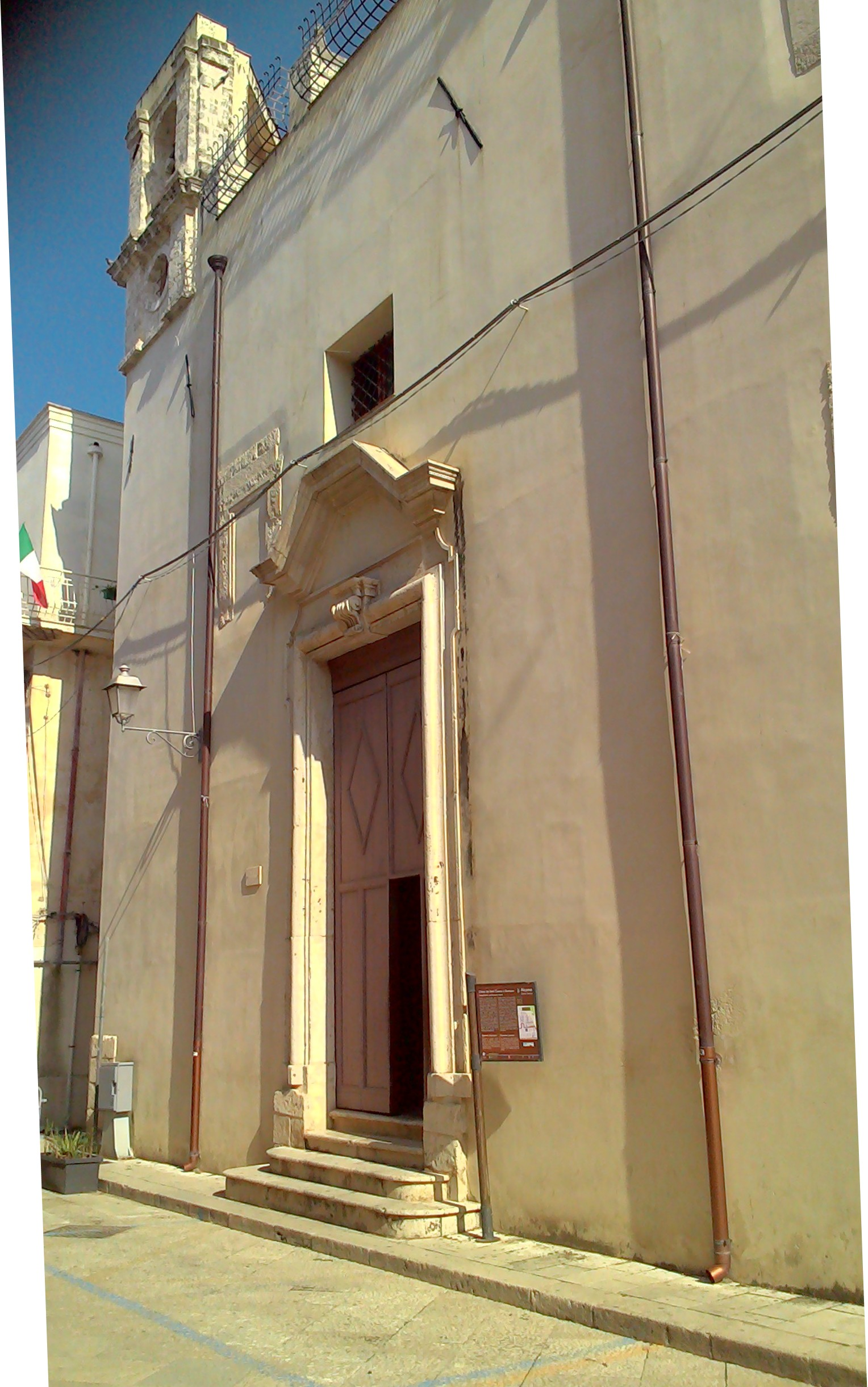
chiesa dei Santi Cosma e Damiano
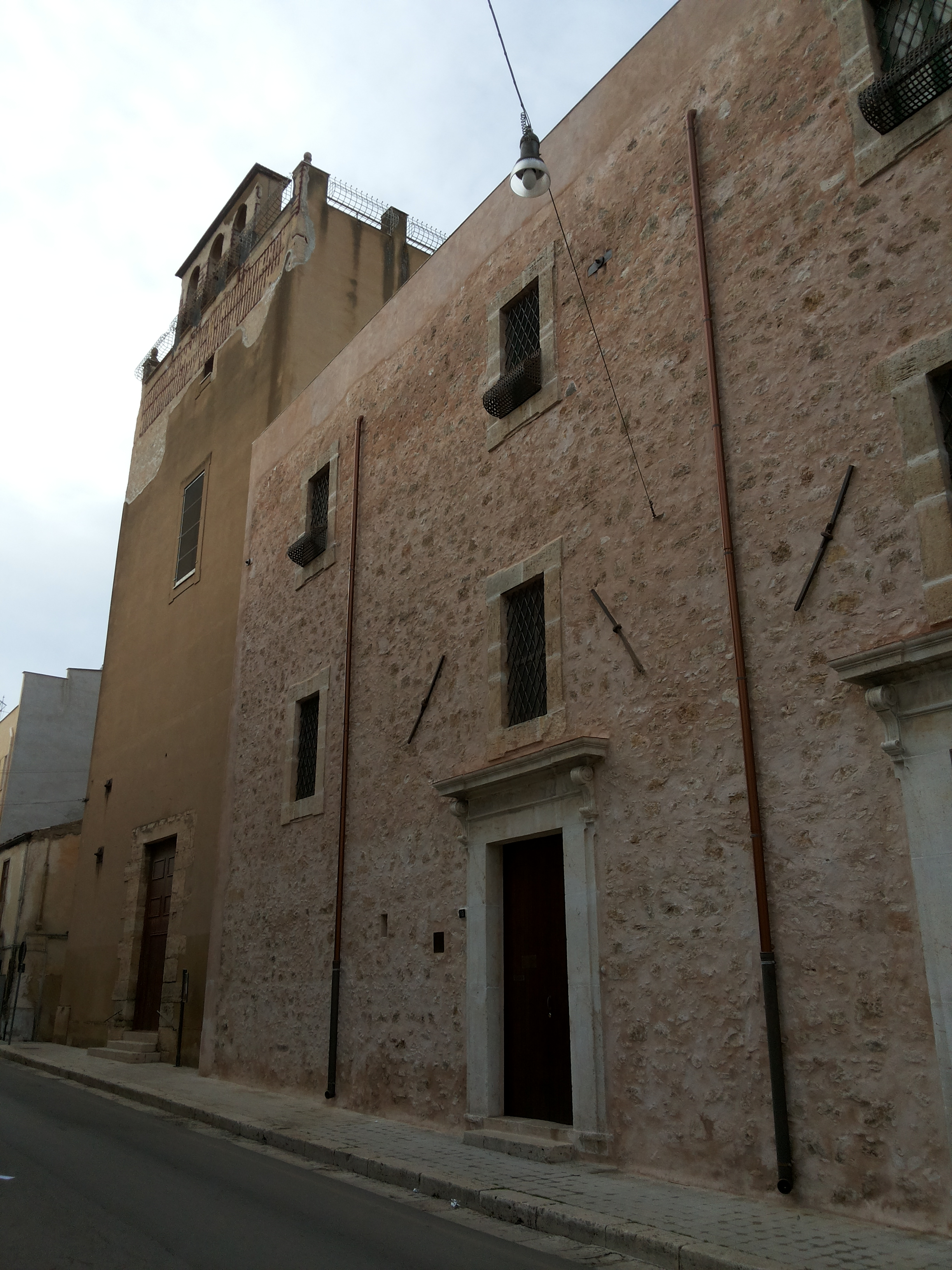
Facciata della Badia Nuova
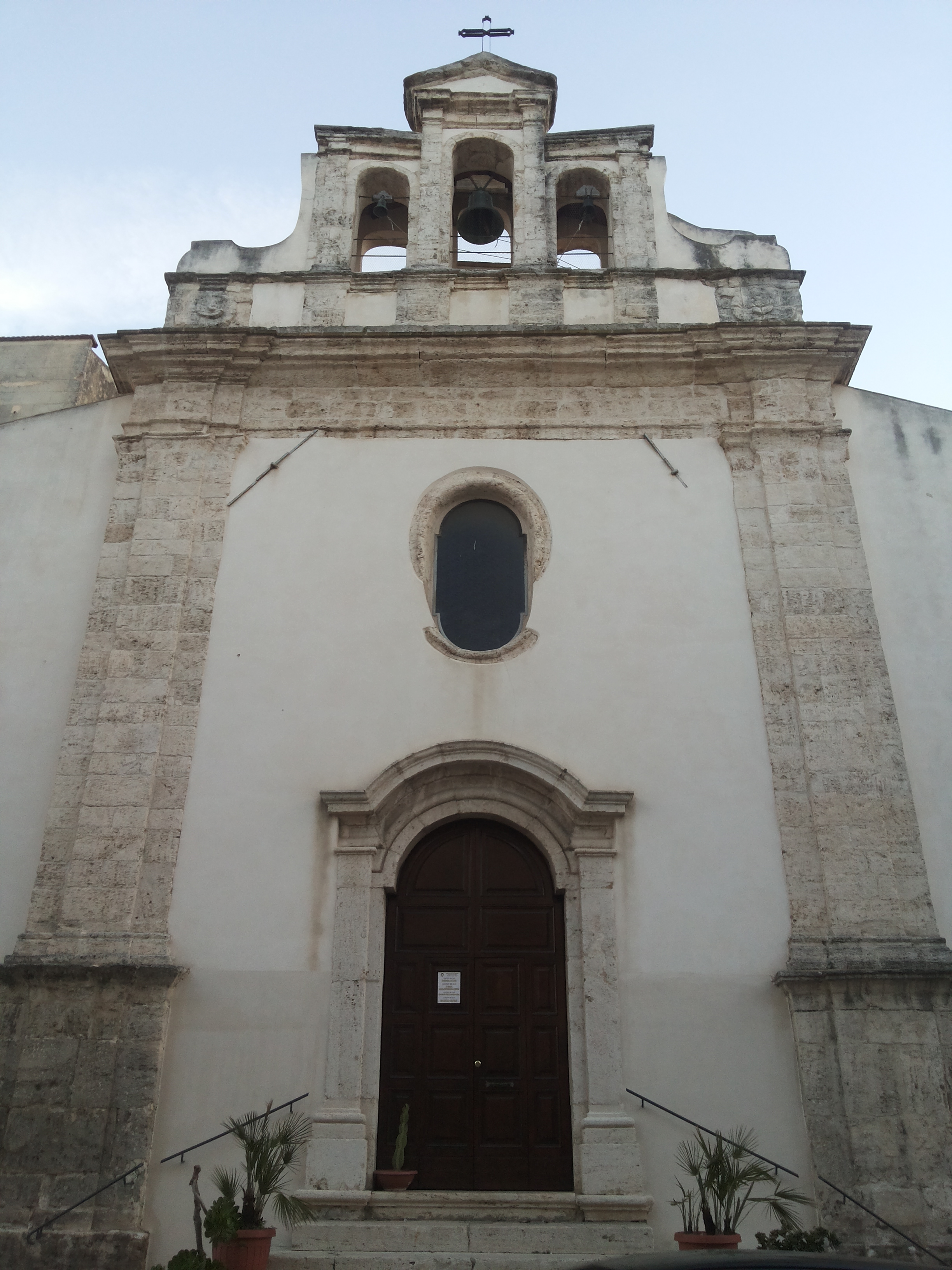
Facciata della chiesa della Santissima Trinità
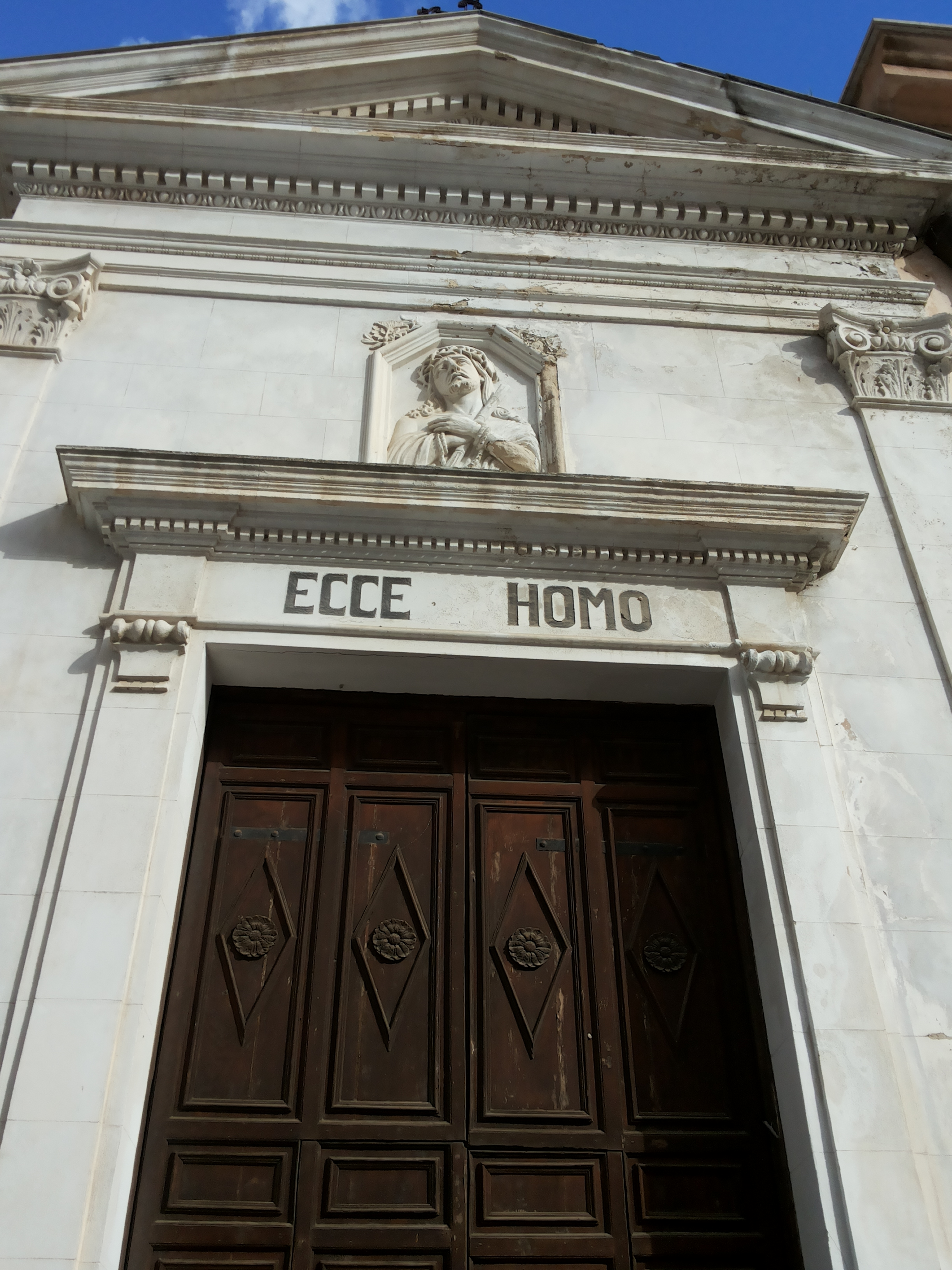
Facciata della chiesa dell'Ecce Homo
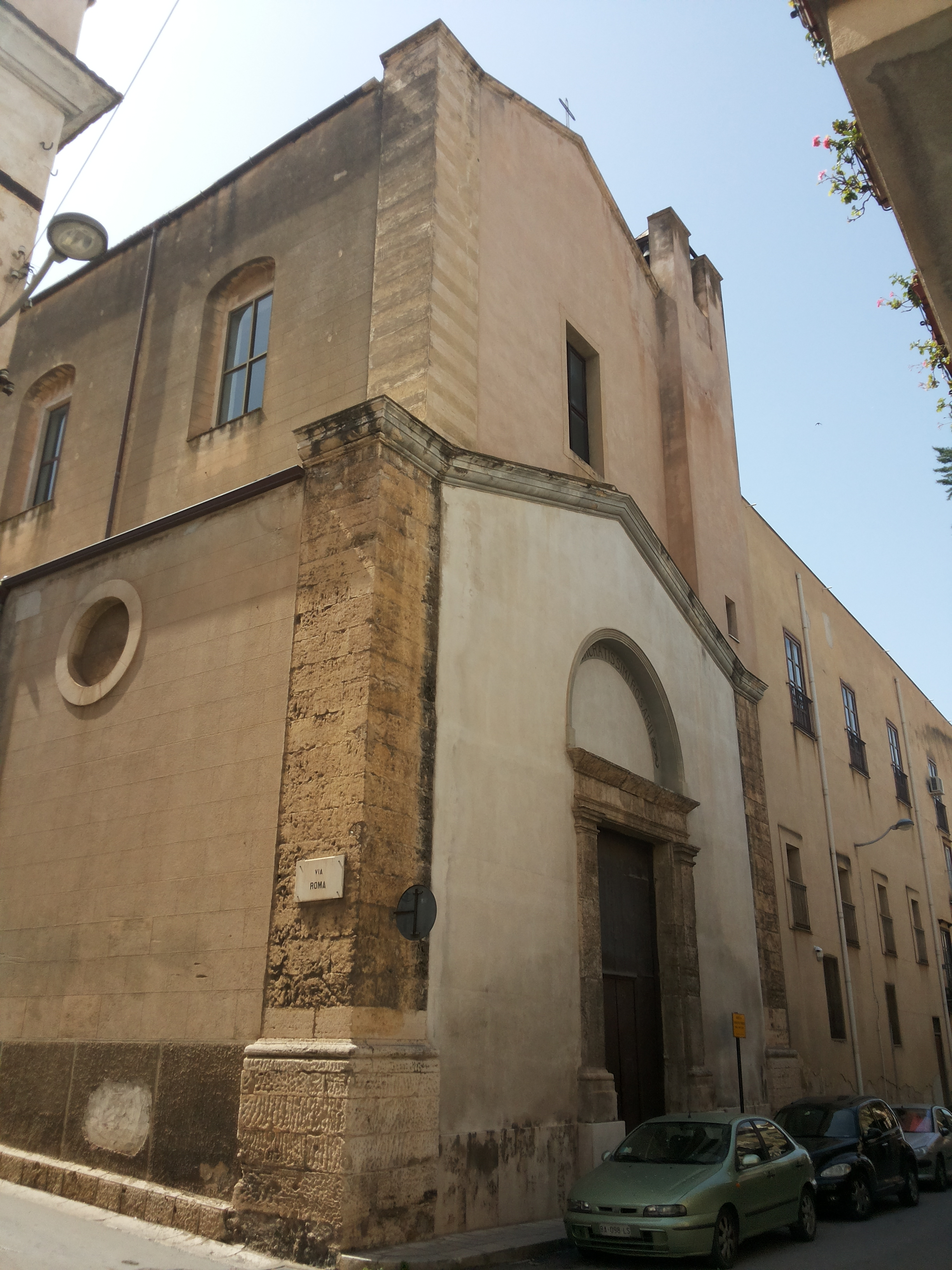
Chiesa di Santa Maria del Rosario

#### XX secolo
- Santuario di Maria Santissima dell'Alto (929, riedificato nel XX secolo[124]) sorge sulla cima del Monte Bonifato, sui resti del castello dei Ventimiglia. Sull'altare del santuario è collocata la statua della Madonna dell'Alto, opera di Giuseppe Ospedale del 1933.[125]
- Santuario di Maria Santissima del Fiume (sulla Strada Statale 113, subito dopo lo svincolo Autostrada A29 Alcamo Ovest) è stato costruito nei primi anni del Novecento. È meta di pellegrinaggi nel mese di maggio.
- Chiesetta del Santissimo Salvatore: già nota nel 1379, l'ultimo restauro è del 1942. La facciata ricostruita in stile gotico
- Chiesetta della Madonna del Riposo: costruita nel 1656 e restaurata nel 1939, si trova alla fine dell'omonima via.
- Chiesetta della Madonna del Ladro Buono (o di lu Tribonu o di lu Latru Bonu) (1989): nella seconda curva, salendo verso il monte Bonifato
- Chiesa di San Giuseppe Lavoratore (1947).[126]
- Chiesa delle Anime Sante (1813, demolita e ricostruita nel 1958[127]). Al suo interno si trovava un dipinto del 1854, in seguito andato perduto, del palermitano Raffaele Genovese che raffigurava le Anime del Purgatorio, la Madonna dei Miracoli e i santi Rocco e Sebastiano.[127]
- Chiesa del Sacro Cuore (1967[128]) fu costruita a partire da una struttura prefabbricata utilizzando il ricavato della vendita della ex chiesa di Santa Maria dello Stellario, che si trovava in passato in piazza Ciullo.[128]

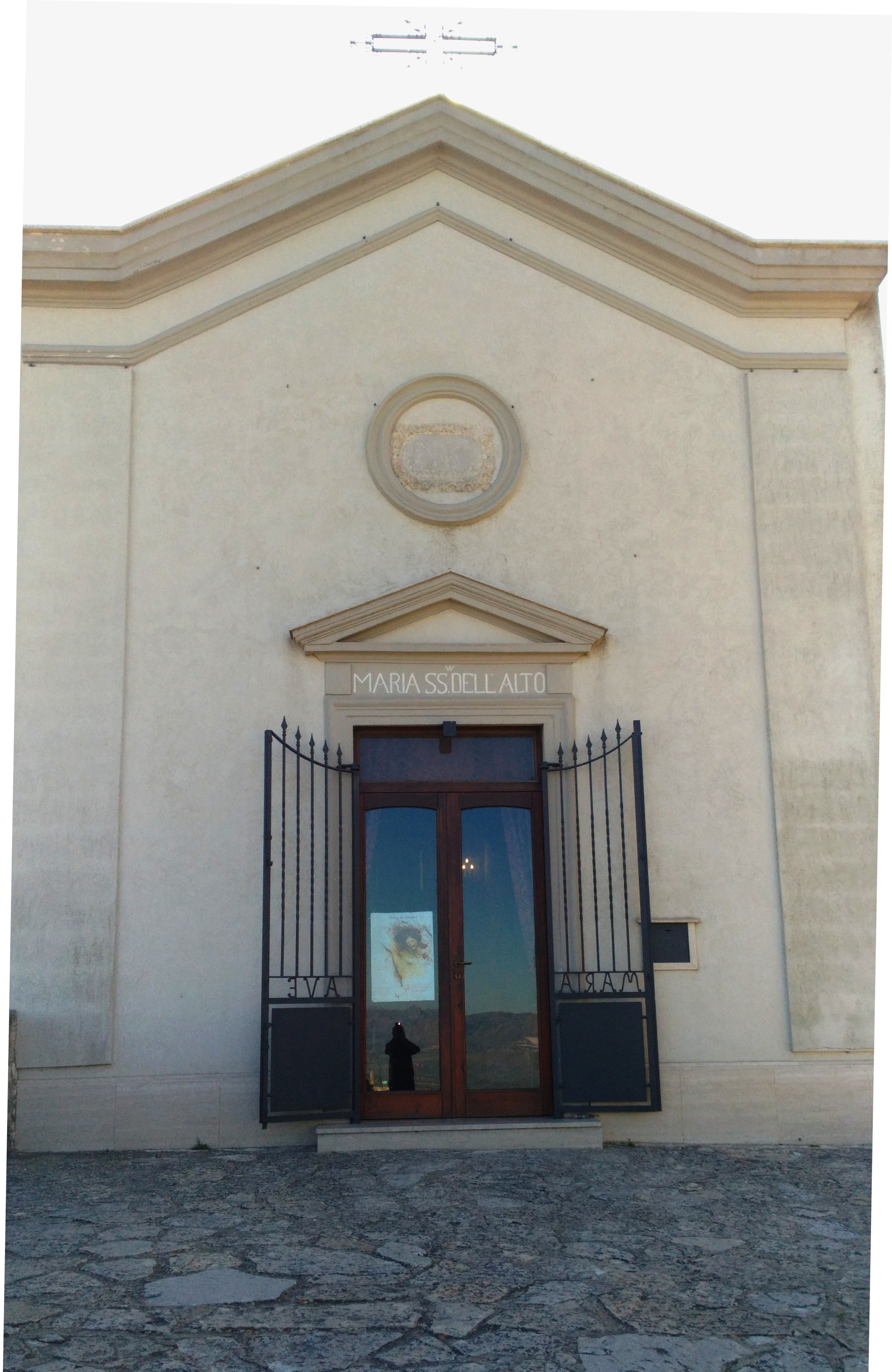
Facciata del Santuario della Madonna dell'Alto
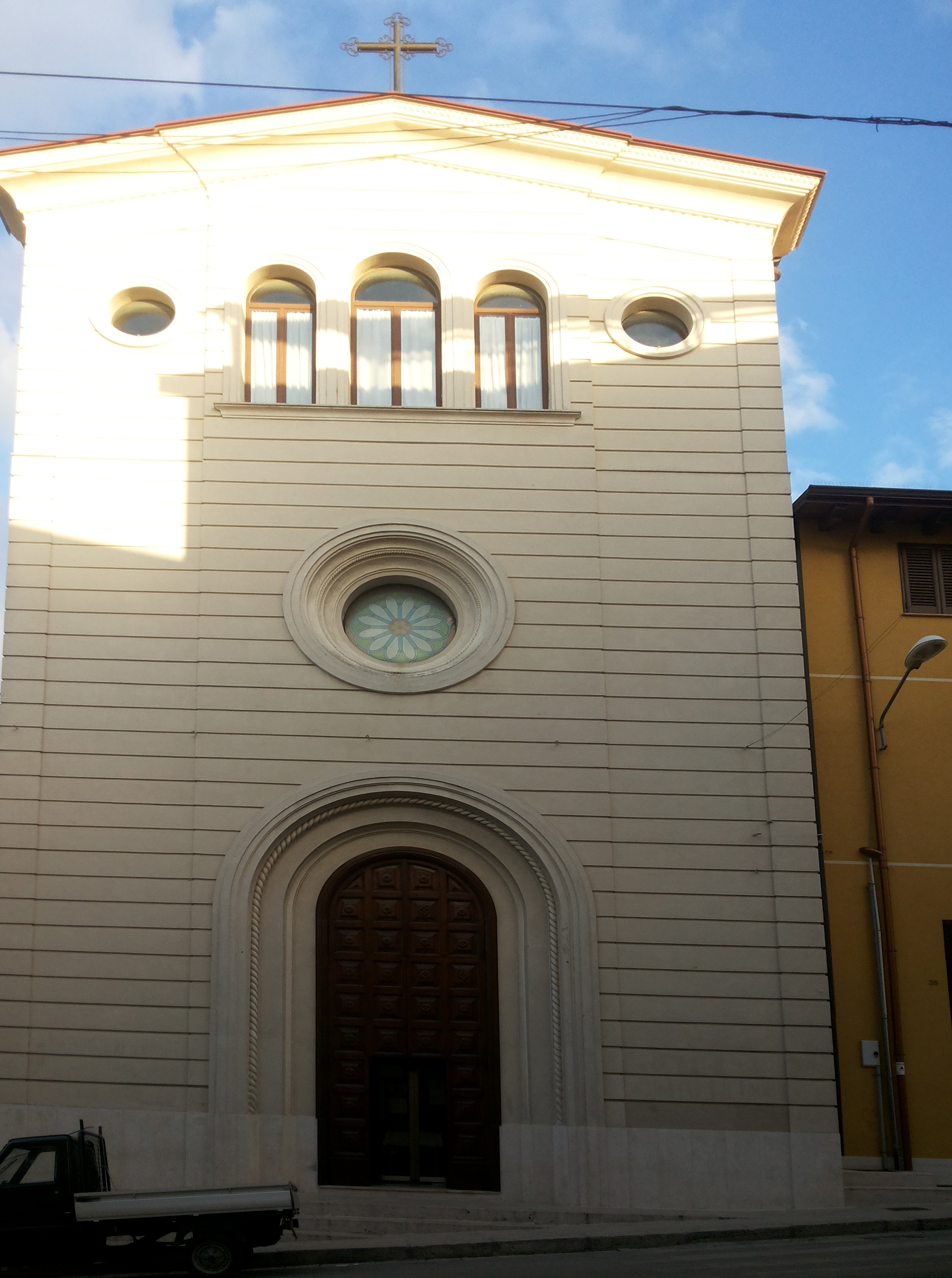
Facciata della chiesa di San Giuseppe Lavoratore
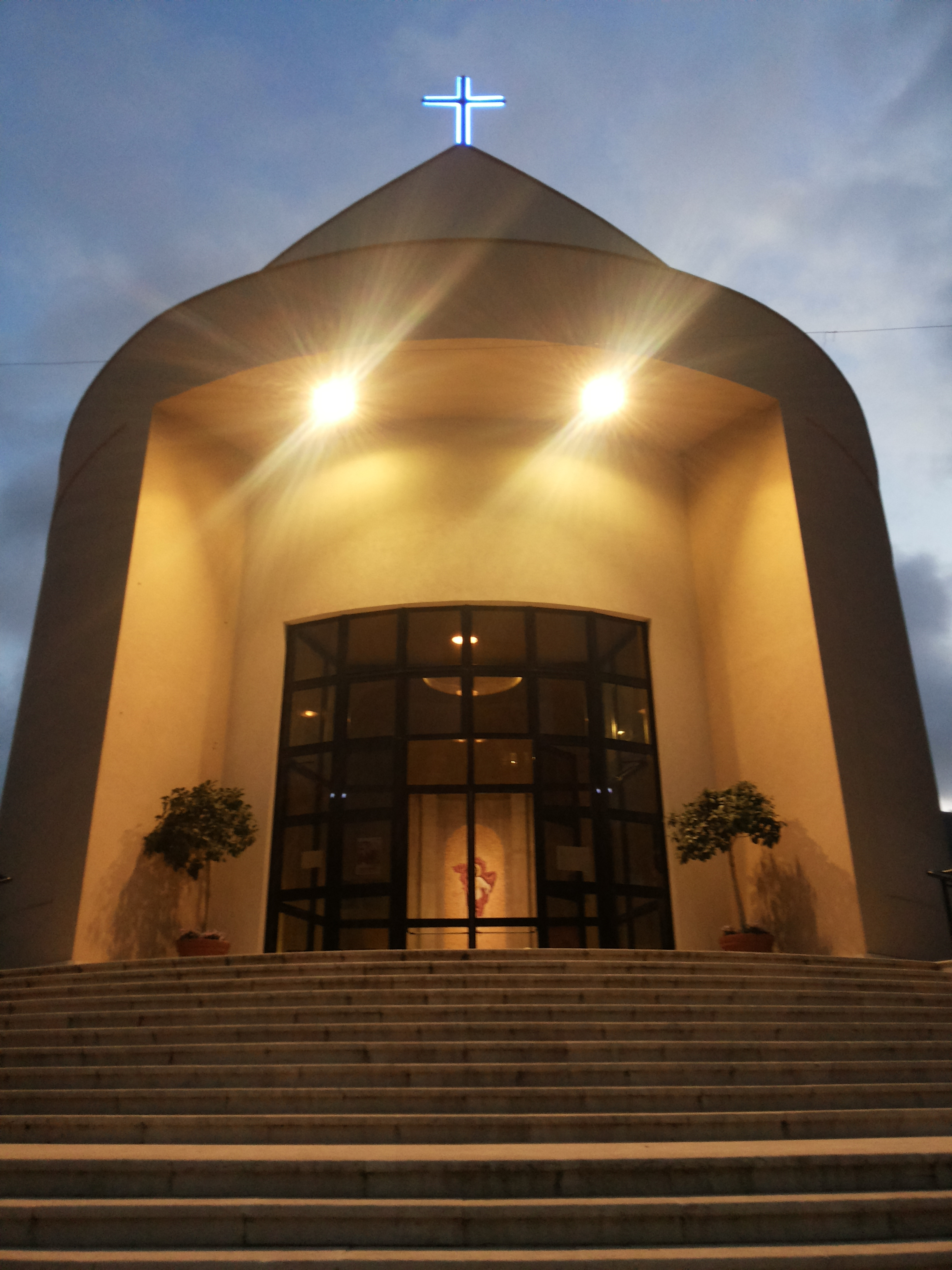
Facciata della chiesa del Sacro Cuore

#### XXI secolo
- Chiesa Gesù Cristo Redentore (2006) venne costruita per riunire i fedeli della contrada Sant'Anna,[129] il cui numero crebbe considerevolmente in seguito all'espansione della città cominciata intorno agli '80-'90. È costituita da tre navate, sormontate da una grande cupola a volta con copertura in legno e struttura portante in legno lamellare.[129] Si accede alla chiesa da una scalinata divisa in due rampe con forma ad arco, di 10 gradini ciascuna.[129]

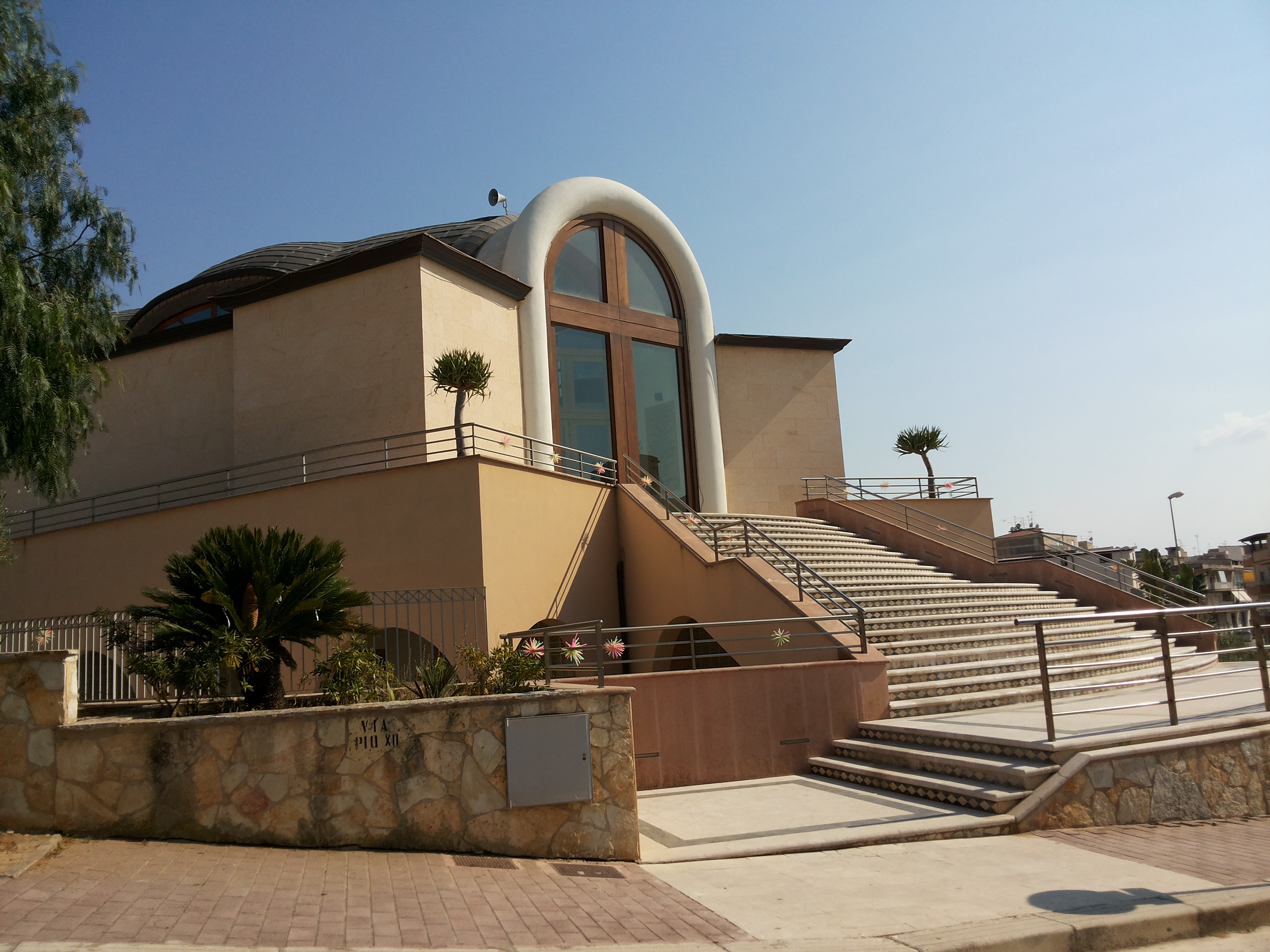
Ingresso della chiesa Gesù Cristo Redentore
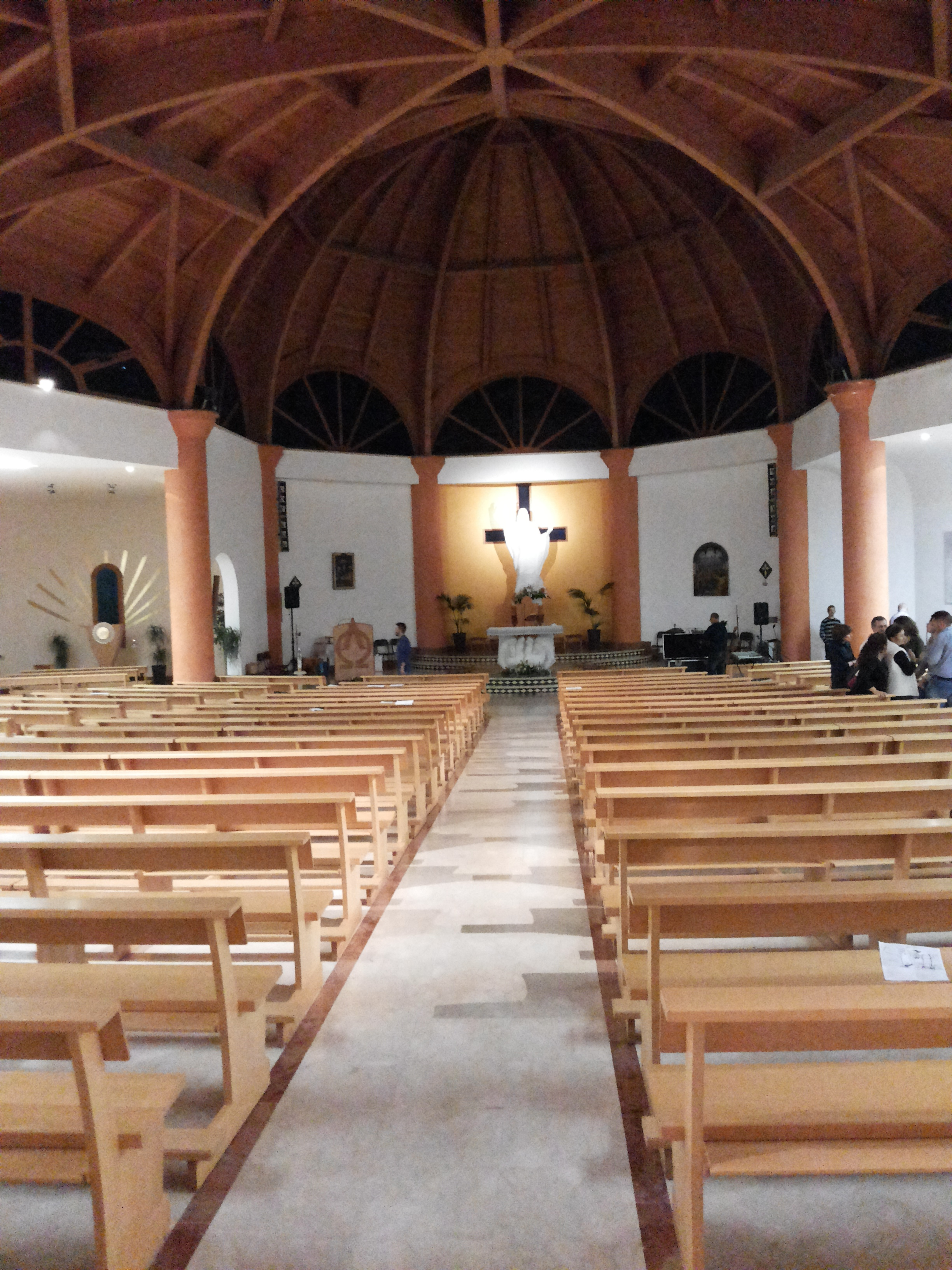
Interno della chiesa Gesù Cristo Redentore

#### Chiese scomparse

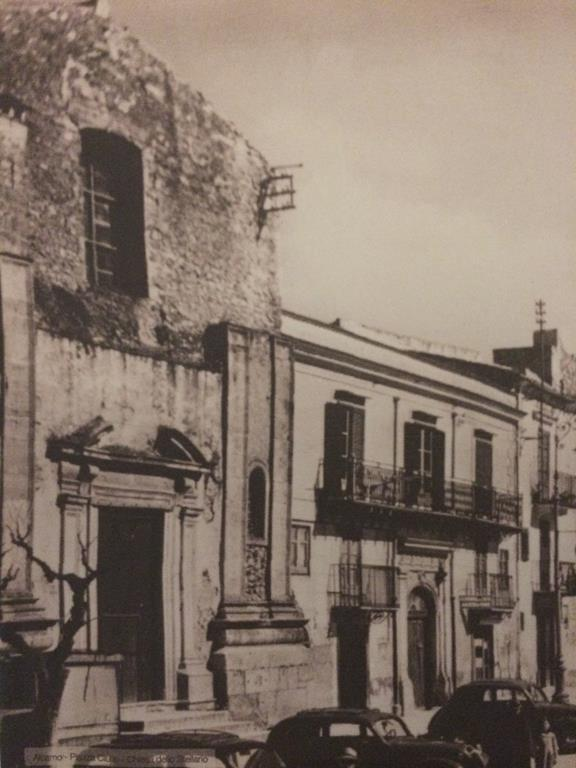
Una foto d'epoca della chiesa dello Stellario (sulla sinistra), demolita nel 1964.

Tra le chiese un tempo presenti nel territorio ad Alcamo e adesso scomparse, si ricordano:
- Chiesa di San Calogero: diede il nome all'omonimo antico quartiere di Alcamo; già esistente nel 1463.[130]
- Chiesa di Sant'Antonio Abate; citata in un atto del notaio Torneri nel 1526.[130]
- Chiesa di San Giuliano (detta dell'Opera Santa per una Congregazione che vi fu ospitata nel 1728 e poi trasferitasi nella chiesa dello Stellario) risale al XVI secolo; dal 1900 fu riaperta al culto e poi lasciata.[81] Diede il nome ad un quartiere di Alcamo, si trova nella via Veronica Lazio al n. 6 e sull'altare c'era una statua della Madonna senza grande valore artistico.
- Chiesa di San Michele Arcangelo: edificata nel 1517 in fondo all'attuale via Rossotti.
- Chiesa di Santa Maria dell'Itria: nei locali dell'attuale Centro Congressi Marconi
- Chiesa di Sant'Ippolito: nell'omonima contrada. È citata nel 1519 in un atto del notaio Orofino.[130]
- Chiesa di San Leonardo: esistente nel 1518, in quanto viene citata in un atto del notaio Orofino.[130]
- Chiesa di Sant'Agata
- Chiesa di Santa Lucia (1524): nell'omonima contrada; oggi esiste un'edicola sul posto dov'era la chiesa
- Chiesa di Santa Rosalia: edificata nel 1630; si trovava vicino alla torre De Ballis.
- Chiesa della Congregazione segreta del Santissimo Crocifisso: venne edificata nel 1680 a sud della chiesa di Santa Maria del Soccorso.
- ex chiesa di Santa Maria dello Stellario: fu costruita nel XVII secolo e si trovava in piazza Ciullo; fu demolita per costruire al suo posto una succursale del Banco di Sicilia.
- Chiesa di Santa Maria della Grazia: di piccole dimensioni, era ubicata nell'attuale piazza Ciullo, a toccare alla ex chiesa di Santa Maria dello Stellario, assieme alla quale fu demolita per la costruzione di una succursale bancaria.
- Chiesa di San Nicolò del Vàusu: attiva nel 1573 e scomparsa da secoli.[131] Il suo nome deriva dal termine dialettale vàusu, che vuol dire "balzo", con riferimento alla collocazione della chiesa rispetto al Monte Bonifato.[131] In onore del santo titolare era celebrata una festa durante la quale venivano lanciati pani sulla folla.[131] Intorno agli anni '50-'60 tale festa venne riproposta nella chiesa di Sant'Agostino, dove fu collocata una statua in legno dedicata a dan Nicolò.[131]

### Architetture militari
Gli edifici militari presenti ad Alcamo sono:
- Il castello dei conti di Modica (o "Castello di Alcamo") risalirebbe al XIV-XV secolo ad opera della famiglia Peralta e fu successivamente completato dai feudatari Enrico e Federico Chiaramonte. Nel 1535 vi soggiornò l'Imperatore Carlo V. Fu in possesso dei Cabrera Conti di Modica fino al 1812. In seguito, durante il regno d'Italia e fino agli anni sessanta, fu adibito a carcere. La struttura del castello è a forma romboidale con quattro torri delle quali due quadrate presenti agli angoli e due circolari unite da cortine. Nelle varie torri era presente una stanza di tortura per i prigionieri, locali per le sentinelle ed alloggi per i sovrani di passaggio. Una delle caratteristiche peculiari del castello è data dalle spesse mura che lo delimitano, le quali un tempo difendevano egregiamente l'edificio dagli attacchi nemici.
- Il castello dei Ventimiglia: situato sulla cima del Monte Bonifato. Di questo castello di origine medievale restano alcuni confini delle mura, la torre maestra e le prigioni sotterranee. Prende il nome da Enrico Ventimiglia, che dichiarò di averlo fatto costruire con funzioni di difesa, sebbene secondo altre interpretazioni risalirebbe ad un'epoca anteriore.[132]
- Il castello di Calatubo: si trova al di fuori del centro abitato, ma comunque all'interno del territorio comunale, dirigendosi verso Palermo. Si tratta di una fortezza edificata in epoca altomedievale, presso la quale sorgeva anticamente l'omonimo villaggio di Calatubo, che fondava il proprio commercio sull'esportazione di cereali e di pietra da mulino.[133] Nello stesso sito è presente un'antica necropoli del VII secolo a.C.[134]
- Torre Calandrino situata nel centro storico, vicino alla chiesa della Madonna del Soccorso, di fronte alla chiesa madre.[135] La sua costruzione risale forse al periodo arabo o al 1350, costituendo così una delle più antiche opere architettoniche del centro storico, peraltro in perfette condizioni di conservazione.[135] La torre venne acquisita dalla diocesi nel 1400, riedificata e utilizzata come torre campanaria della vicina chiesa madre, che a quel tempo ne era sprovvista.[135] Al suo interno esiste una scala a chiocciola in pietra con 84 gradini che portano al terrazzo in cima alla struttura, dei quali 50 sono massicci e a chiocciola.[135]

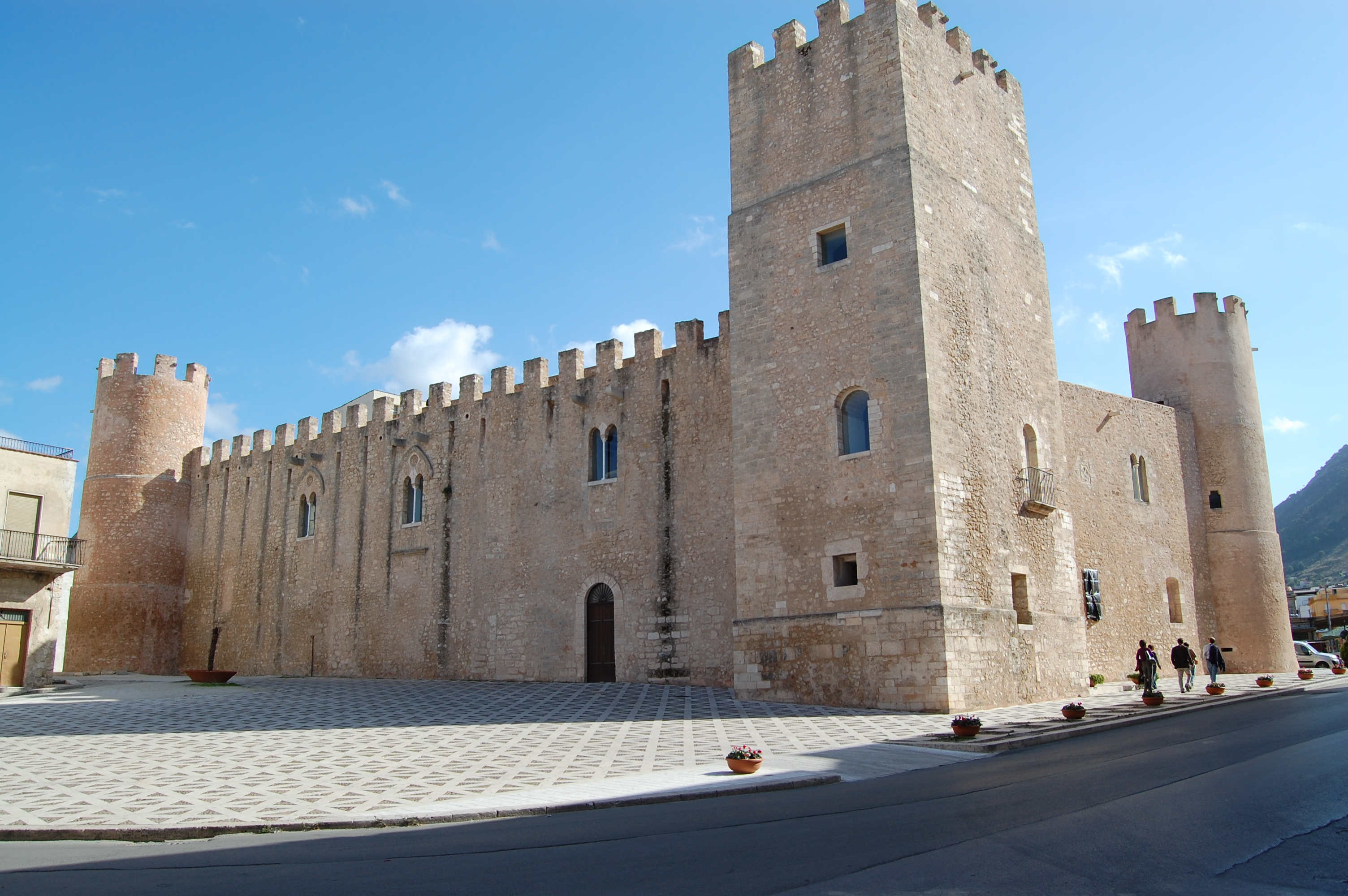
Castello dei Conti di Modica
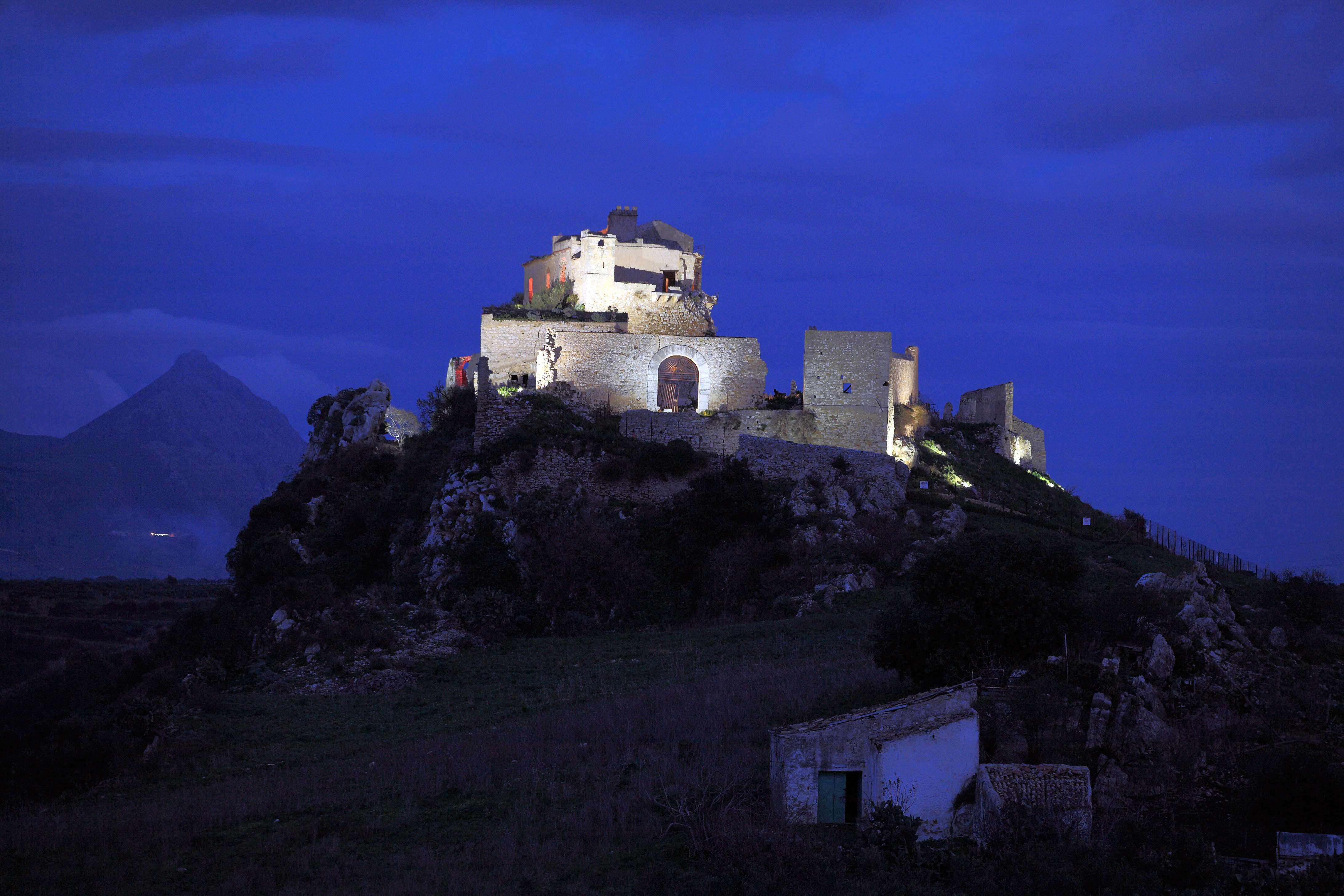
Castello di Calatubo
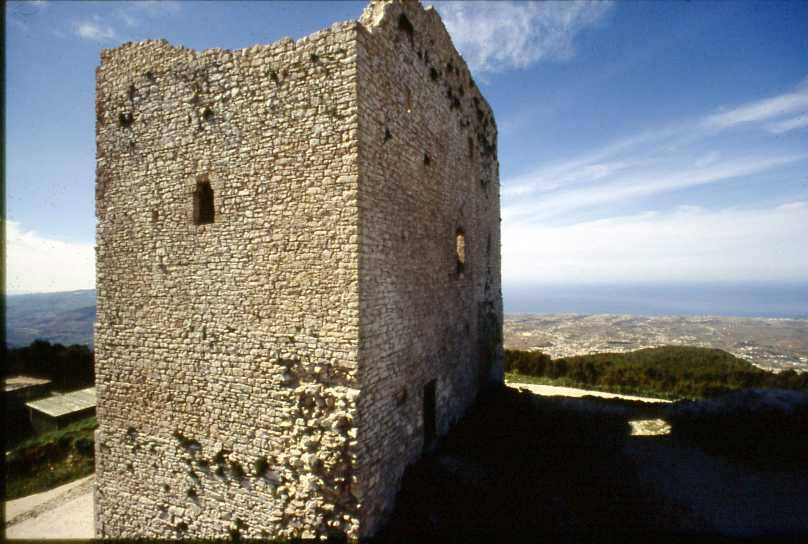
Resti del Castello dei Ventimiglia
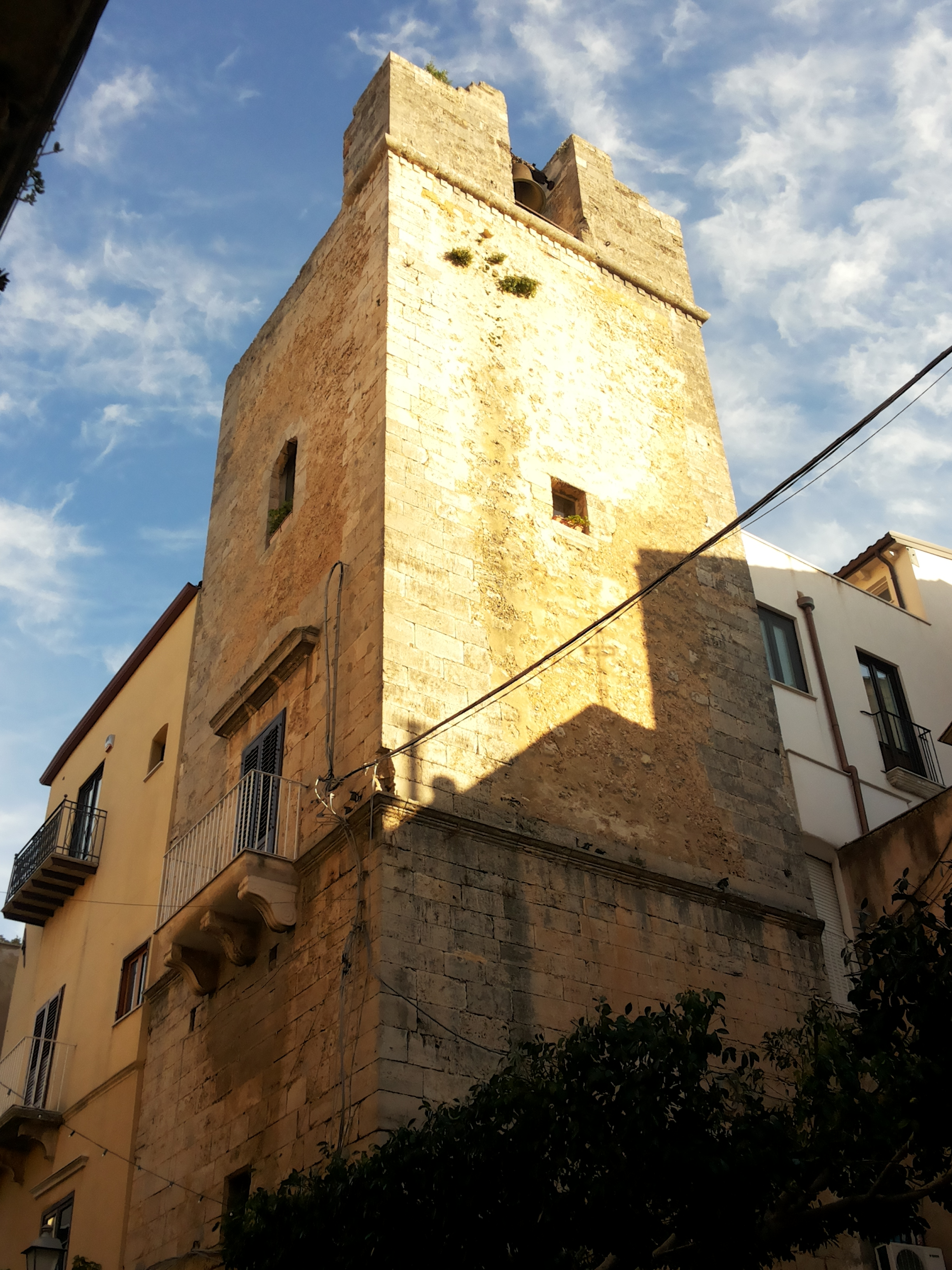
La torre antica o Campanile della Chiesa del Soccorso

### Siti archeologici

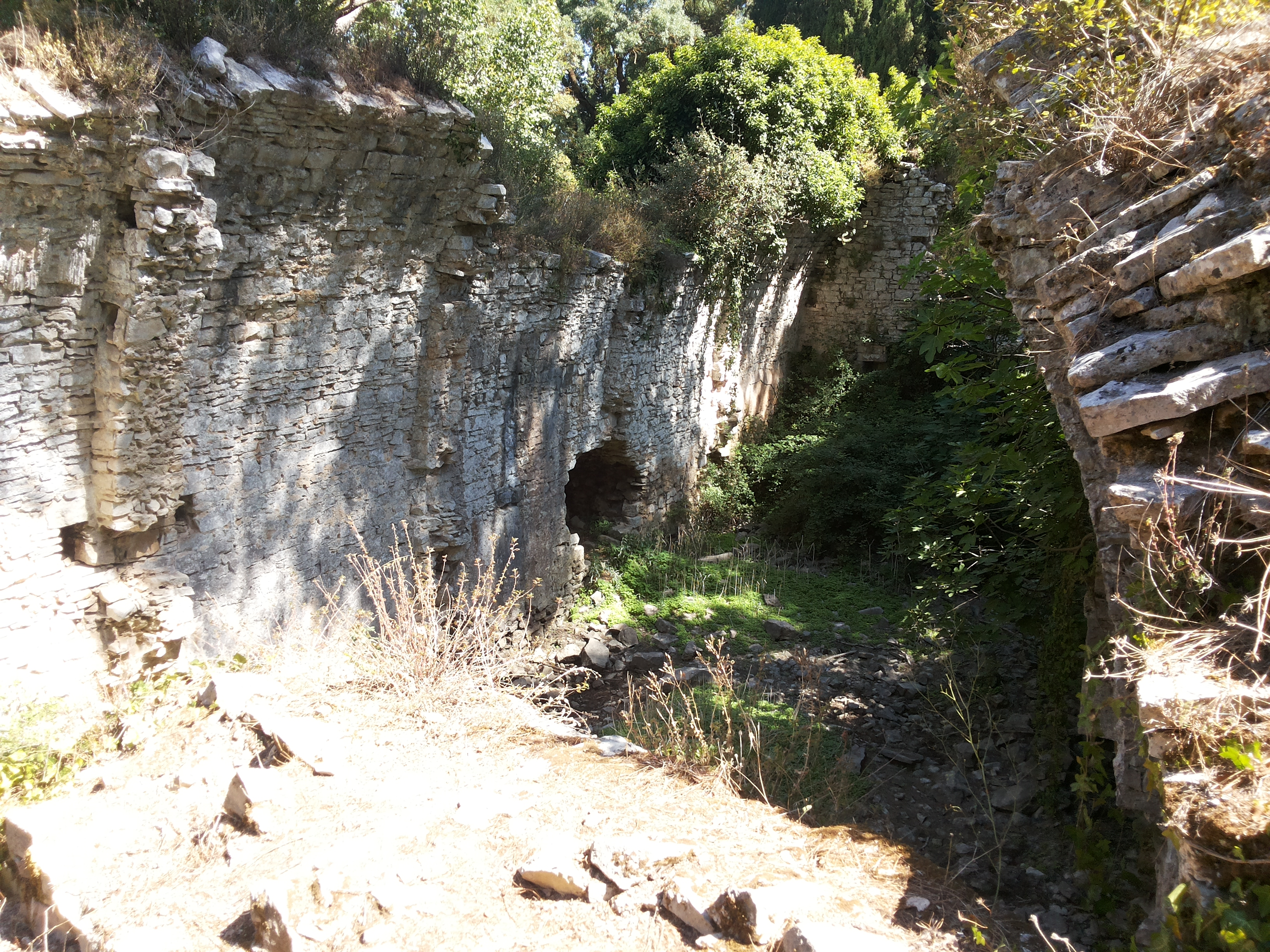
Interno della Funtanazza, sul Monte Bonifato.

Nel territorio alcamese si trovano diversi siti di interesse archeologico, in particolare:
- le rovine sul Monte Bonifato,[12] che comprendono la Funtanazza (che era utilizzata presumibilmente usata come serbatoio idrico), Porta Regina, il Castello dei Ventimiglia, i nevai e il Sito Archeologico del Monte Bonifato con i resti dell'antico villaggio;
- le rovine nella zona di Calatubo, che comprendono il Castello di Calatubo, la necropoli in prossimità di esso e le rovine del villaggio nella zona circostante;[134]
- La Cuba delle Rose, antica cisterna araba nelle vicinanze del Castello di Calatubo
- i resti di antiche fornaci romane ad Alcamo Marina per la produzione di tegole e mattoni;[136]
- il sito archeologico in contrada Mulinello, dove sono stati rinvenuti reperti risalenti al periodo Mesolitico;[10]
- la zona in prossimità del Fiume Freddo, dove sono stati ritrovati reperti del Neolitico.[11]
- Il Geosito Travertino della Cava Cappuccini risalente al Pleistocene[137] ha portato al ritrovamento della corazza fossilizzata di una tartaruga, Geochelone sp,[138], lo scheletro di un elefante nano (Elephas falconeri), risalente a 260 000 anni fa,[138] e degli esemplari di ghiro gigante, cervo nobile (Cervus elaphus), e cinghiale (Sus scrofa), conservati al Museo Civico Torre di Ligny di Trapani

### Aree naturali
Tra le aree di interesse naturalistico nell'ambito del territorio alcamese si annoverano le spiagge di Alcamo Marina, la Riserva naturale Bosco di Alcamo (sul Monte Bonifato), il parco suburbano San Francesco e le acque termali segestane.
Le Terme Segestane, le cui acque presentano una temperatura costante di circa 50 °C, sono generate dalla risalita di acque di origine meteorica che si incontrano con le acque del Fiume Caldo. Sorgono a 7 chilometri dal centro abitato, vicino al confine con il territorio del comune di Castellammare del Golfo, che condivide con Alcamo tale attrazione naturalistica. Secondo i racconti di Diodoro Siculo, furono create dalle ninfe per favorire il riposo di Eracle durante il suo viaggio da Piloro ad Erice.

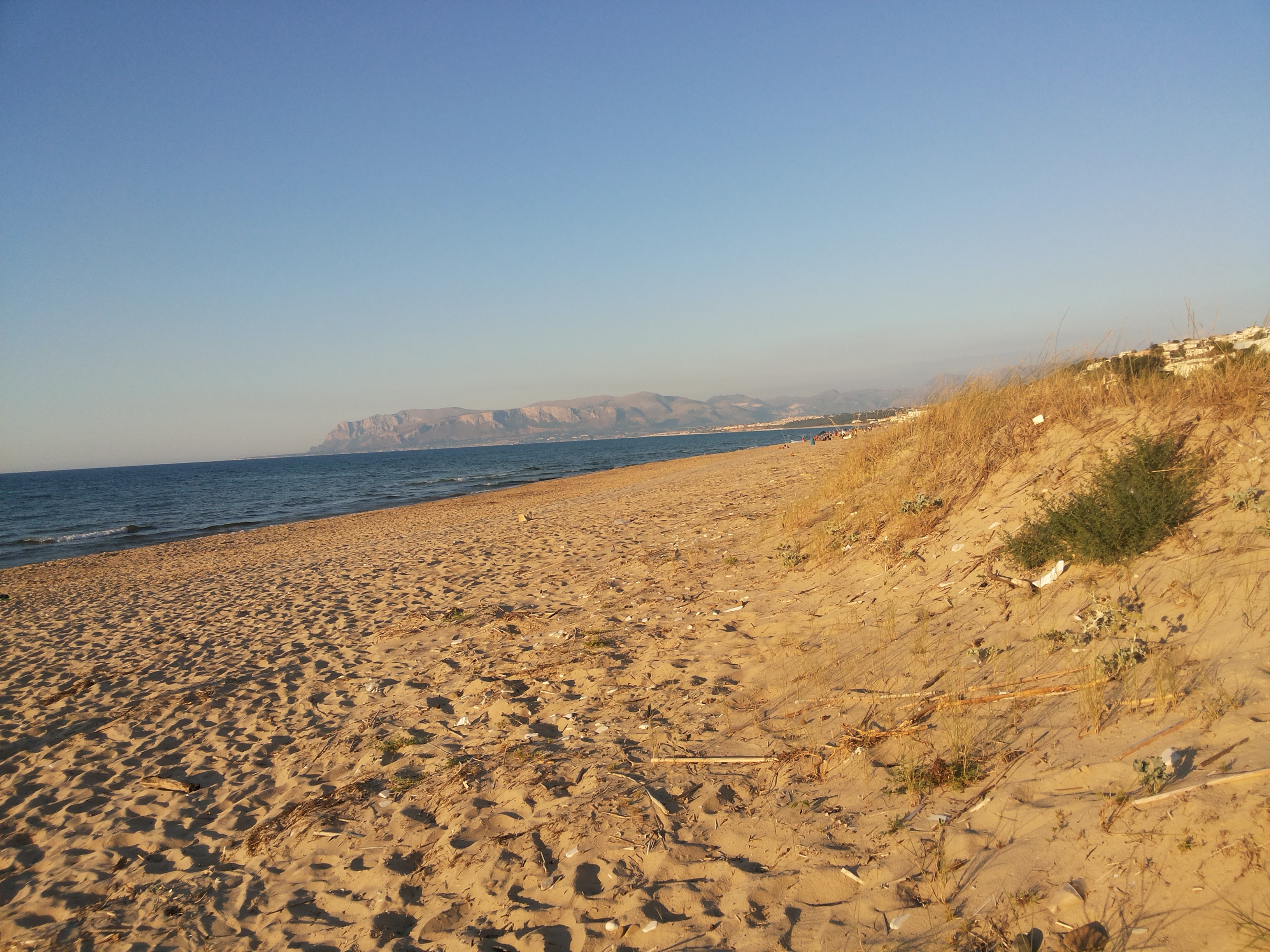
La spiaggia di Alcamo Marina, caratterizzata da dune sabbiose
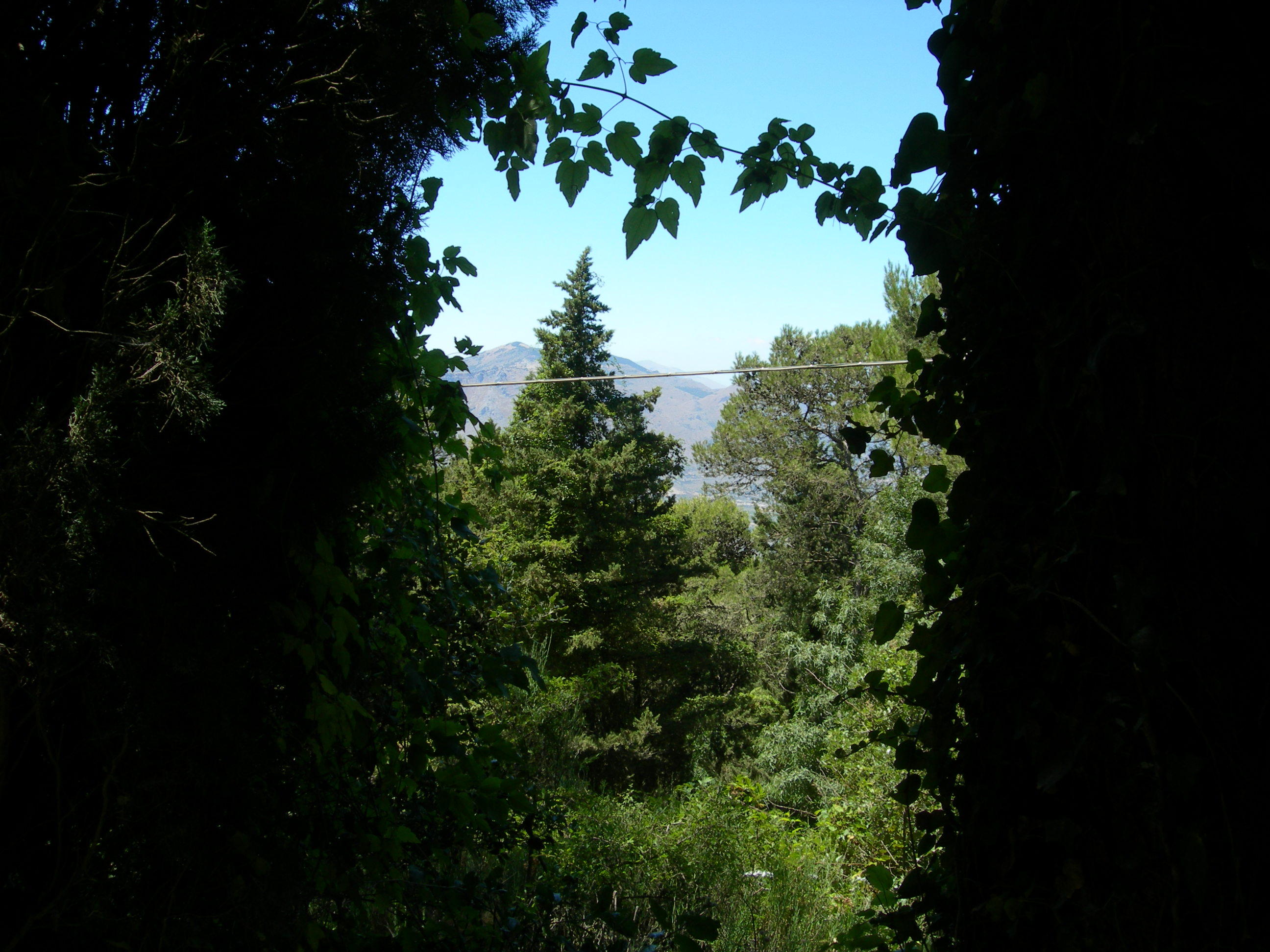
Scorcio della Riserva naturale del Monte Bonifato.

## Società

### Evoluzione demografica
Abitanti censiti

### Etnie e minoranze straniere
Secondo i dati ISTAT, al 31 dicembre 2020 i cittadini stranieri residenti ad Alcamo erano 2489. Le nazionalità maggiormente rappresentate erano:
- Romania: 779 (1,7%)
- Marocco: 708 (1,6%)
- Tunisia: 339 (0,8%)
- Gambia: 92 (0,2%)
- Cina: 74 (0,2%)

### Tradizioni e folclore
- 19 marzo: festeggiamenti in onore di san Giuseppe (novena e processione).
- Venerdì Santo: processione dell'urna di Gesù morto e della vara dell'Addolorata, preceduti da una sfilata di fedeli e bambini con costumi raffiguranti diversi personaggi del Vangelo[63].
- Prima domenica dopo Pasqua: festa in onore di Gesù Cristo Redentore (evento culturale e religioso).
- Seconda domenica dopo Pasqua: festeggiamenti in onore di San Francesco di Paola (evento culturale e religioso).
- Terza domenica dopo Pasqua: "Festa del Patrocinio" in onore di san Giuseppe (sfilata e pranzo della Sacra Famiglia).
- 1º maggio: Festa di san Giuseppe Lavoratore (evento culturale e religioso).
- Mese di maggio: pellegrinaggio dei fedeli al santuario della Madonna dei Miracoli[63].
- 13 giugno: festeggiamenti in onore di sant'Antonio di Padova (processione).
- 19-21 giugno: festeggiamenti in onore di Maria Santissima dei Miracoli, patrona di Alcamo (evento culturale e religioso); durante i festeggiamenti si svolgono: la processione solenne del simulacro della Madonna, giochi pirotecnici in prossimità del "bastione" in piazza Bagolino e la discesa al santuario della Madonna dei Miracoli da parte delle autorità politiche e religiose; in passato veniva svolte inoltre corse dei cavalli lungo il corso VI Aprile e ultimamente anche in viale Italia.
- Fine luglio: festa di sant'Anna con novena, processione ed attività culturali-ricreative.
- Luglio-agosto: "Alcamo Estate" (sagre, "Calici di Stelle", "Blues Festival", "Festival di Nuove Impressioni").
- 8 settembre (Natività della Vergine Maria): festeggiamenti presso il santuario di Maria Santissima dell'Alto (recite poesie dialettali e processione).
- 7-8 dicembre: festa in onore dell'Immacolata Concezione (canti pastorali e processione).
- "Natale Alcamese" (concerti, spettacoli all'aperto, allestimento di presepi tradizionali e passaggio dei zampognari).

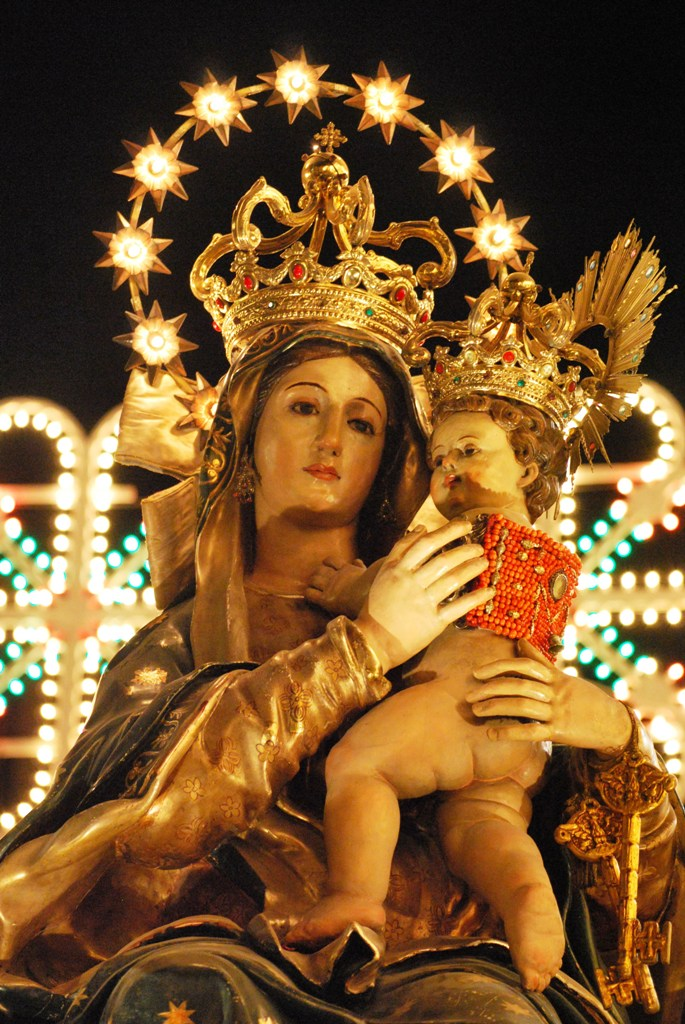
Simulacro di Maria Santissima dei Miracoli, patrona di Alcamo, durante la tradizionale processione solenne.
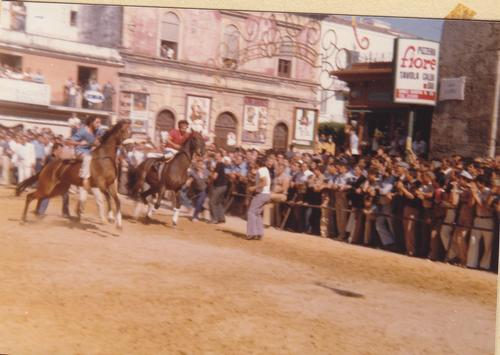
Corse dei cavalli durante i festeggiamenti in onore a Maria Santissima dei Miracoli (1979).
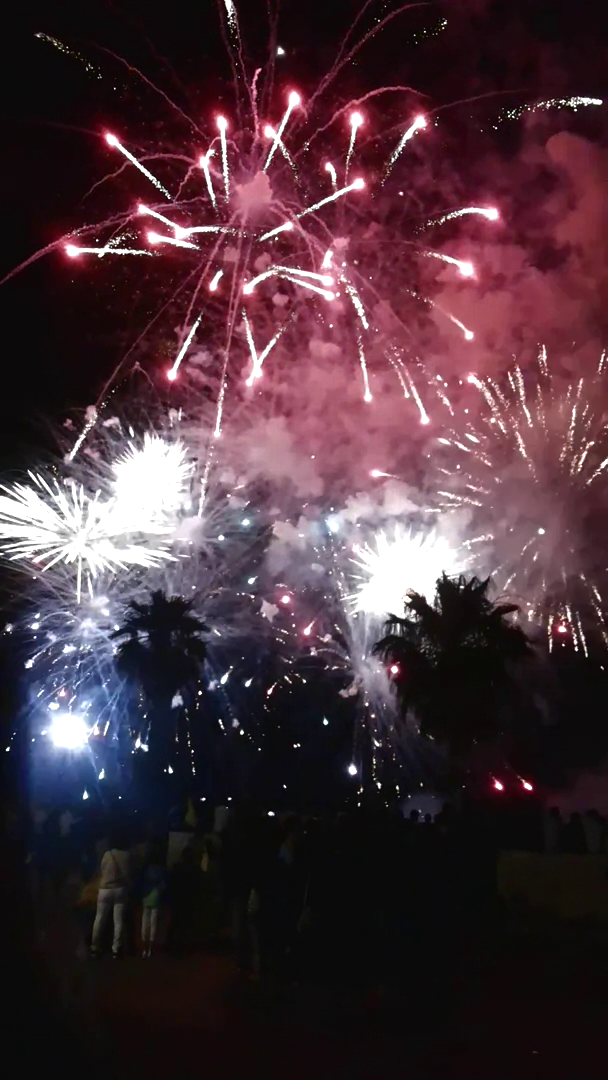
Spettacolo pirotecnico in piazza Bagolino durante la festa della patrona (edizione 2016).
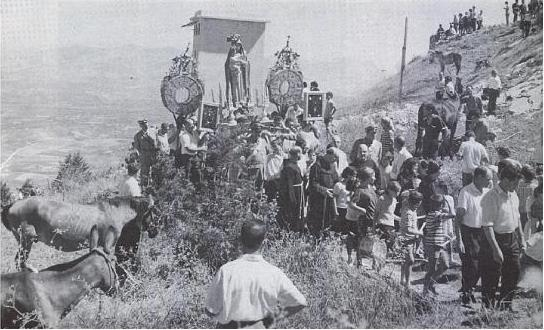
Processione in onore alla Madonna dell'Alto (anni '60).
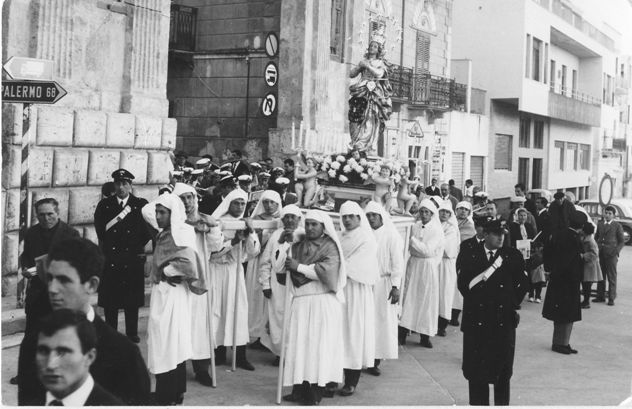
Processione durante la festa dell'Immacolata Concezione (anni '60).
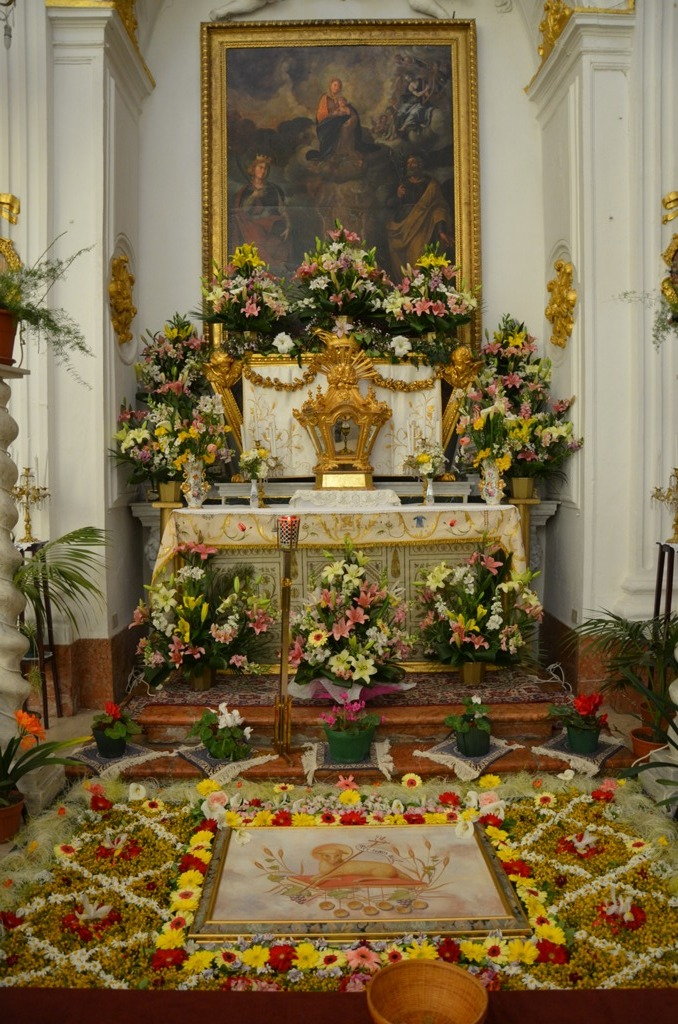
Composizione floreale nella Badia Nuova durante le celebrazioni del Giovedì santo.

Durante le festività ad Alcamo, sono spesso presenti per le vie più frequentate artisti di strada e venditori ambulanti di dolciumi, frutta secca e oggettini vari, le cui installazioni sono dette barracchelle.

## Cultura

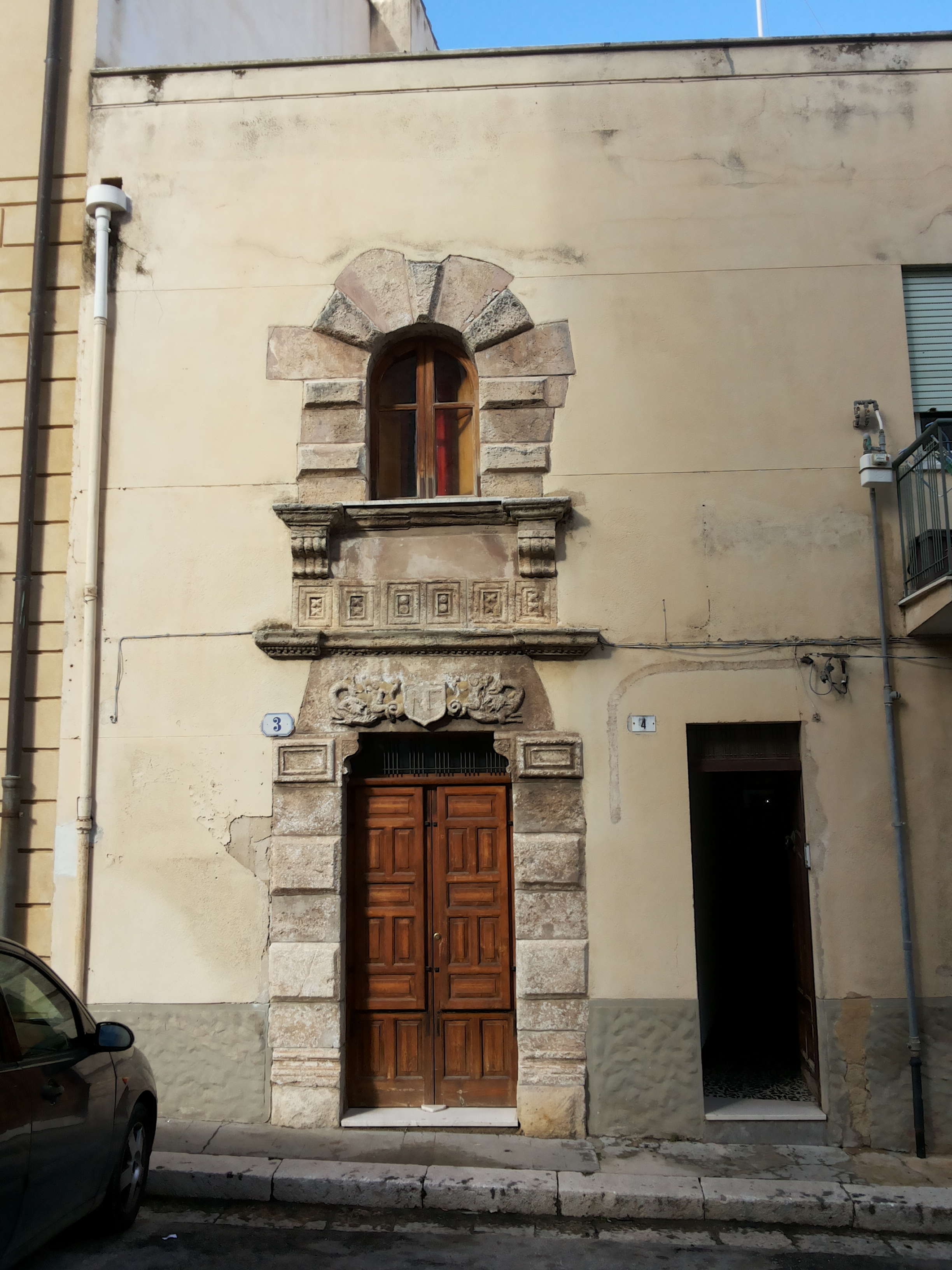
Abitazione in cui si presume abbia abitato il poeta Ciullo d'Alcamo.

Originario del luogo fu il poeta Cielo d'Alcamo (noto anche come Ciullo d'Alcamo), autore del contrasto Rosa fresca aulentissima, che scrisse nel XII secolo in italiano volgare. All'illustre concittadino gli alcamesi hanno, via via nel tempo, intitolato molti luoghi della città, come la piazza principale, il teatro comunale e il Liceo Classico "Cielo d'Alcamo" che, fondato nel 1862, rappresenta uno dei più antichi istituti del mezzogiorno.
Fra i letterati alcamesi sono da ricordare anche Sebastiano Bagolino (poeta e pittore), Agostino Pantò, Nino Navarra, Gaspare Cannone, Vito Fazio Allmayer, Giuseppe Cottone e Nicolò Mineo; fra i diversi storici locali di una certa importanza ci sono: Ignazio De Blasi, Gianbattista Bembina, Pietro Maria Rocca, Francesco Maria Mirabella, Tommaso Papa, Carlo Cataldo e Vincenzo Regina.
Dal punto di vista culturale, Alcamo ha visto nel corso dei secoli un fiorire di attività legate alle arti, come l'edificazione di chiese ed edifici dapprima in stile barocco, poi rinascimentale, con l'afflusso di numerose personalità di livello internazionale: pittori (Guglielmo Borremans, ma anche Giuseppe Renda e il talentuoso pittore monrealese Pietro Novelli), scultori (Antonello Gagini e Giacomo Serpotta) ed artisti vari che hanno impreziosito ed abbellito l'immagine della città.

### Istruzione
Ad Alcamo sono presenti i principali tipi di istituto d'istruzione superiore: Liceo Classico "Cielo d'Alcamo", Liceo Scientifico "G.Ferro", I.I.S.S. "P. Mattarella-D. Dolci con l'indirizzo professionale (agricoltura) e l'indirizzo tecnico tecnologico (biotecnologie ambientali e sanitarie), l'ITET Caruso (Istituto Tecnico Economico e Tecnologico), il Liceo "Vito Fazio Allmayer" con indirizzo Pedagogico, Economico-sociale, Linguistico e Musicale.

#### Biblioteche
- Biblioteca Comunale "Sebastiano Bagolino" situata nell'ex collegio dei Gesuiti, in piazza Ciullo.

#### Musei

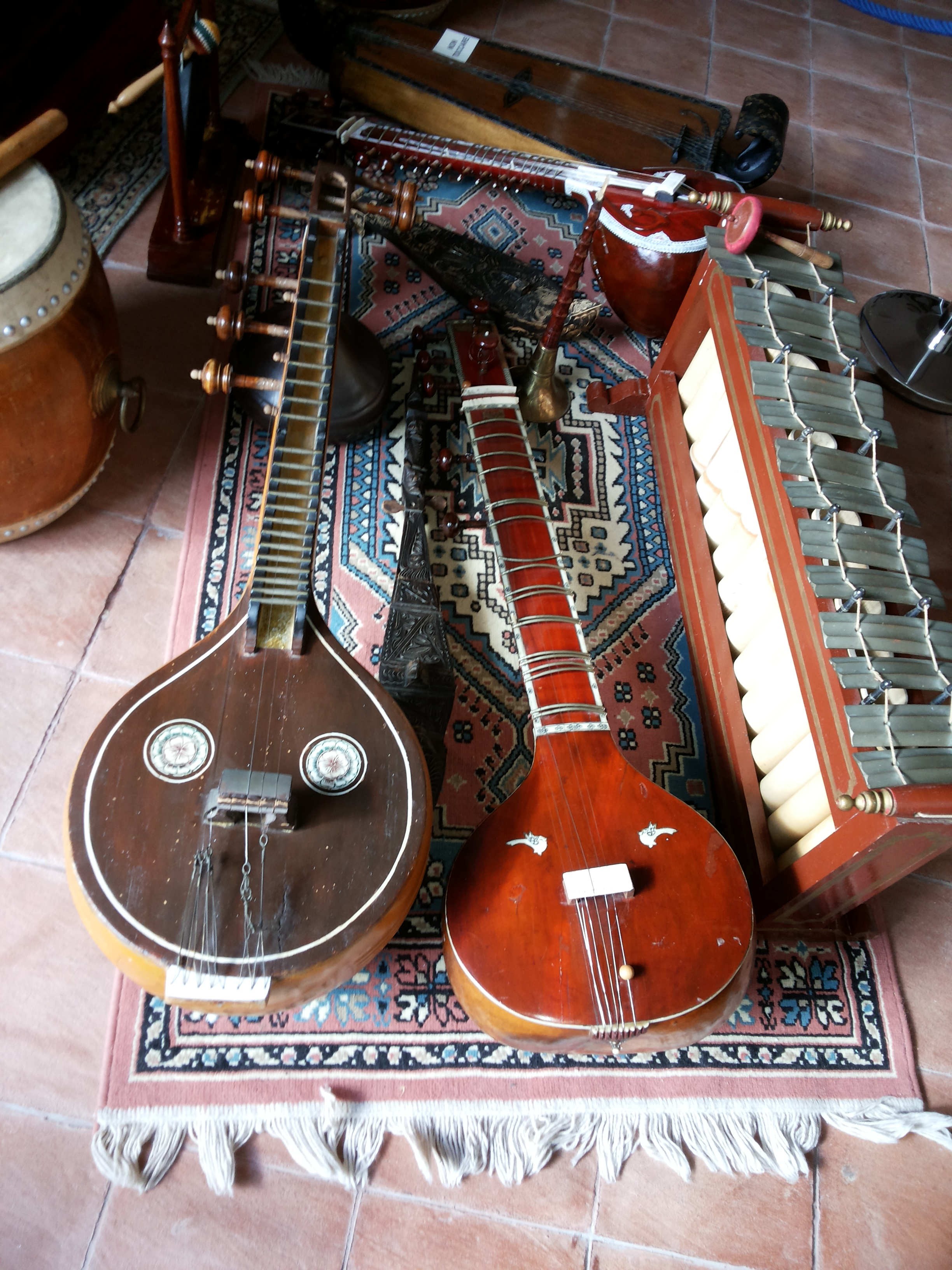
Alcuni strumenti musicali etnici conservati nell'ex chiesa di San Giacomo de Spada

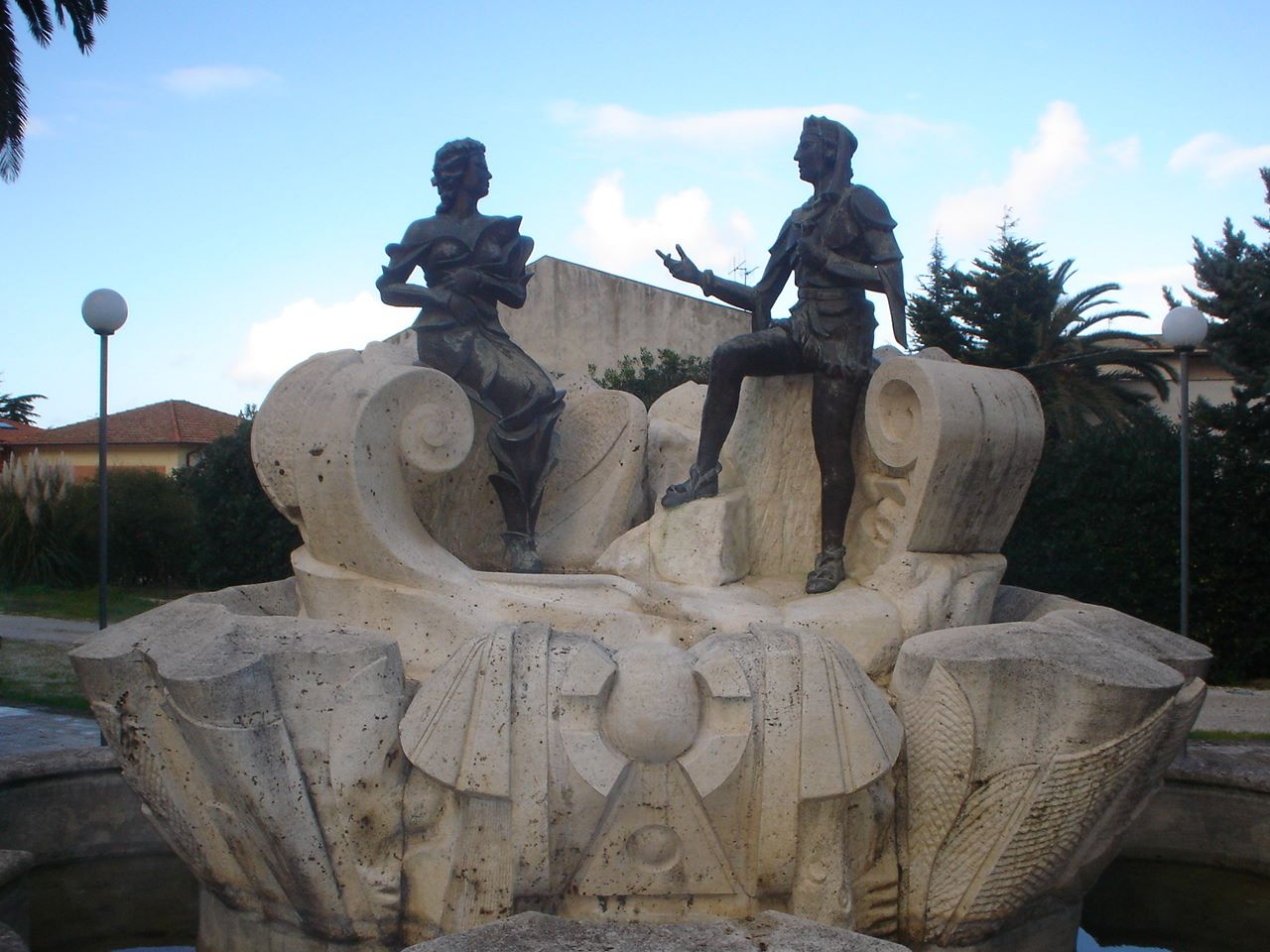
Monumento a Cielo d'Alcamo, opera di Mariano Cassarà

Alcamo è una città d'arte: nelle sue chiese sono custodite diverse opere che nel corso dei secoli l'hanno resa sempre più interessante dal punto di vista artistico. Ma anche i musei offrono del materiale davvero originale ed interessante.
Oltre agli artisti provenienti da fuori, si sono distinti nel campo della pittura: Giuseppe Renda e Gino Patti e Turi Simeti; fra gli artisti viventi sono da menzionare Vito Bongiorno e Gisella Giovenco; nel campo della scultura sono da ricordare Giuseppe Bambina, Pietro Montana e Nicola Rubino.
- Museo d'Arte Contemporanea (MACA), presso l'ex collegio dei Gesuiti.
- Museo degli strumenti musicali multietnici "Fausto Cannone": si trova all'interno della ex chiesa di San Giacomo de Spada, vicino al Castello dei conti di Modica e Piazza della Repubblica. Contiene una collezione di 202 strumenti multietnici (raccolti dal prof. Fausto Cannone in varie parti del mondo) tra cui: rebab, sarinda, gansira, swarpeti, bansuri, takita, marambao, vojnica e iakir.
- Museo d'arte sacra (Alcamo): presso la Basilica di Santa Maria Assunta[142]. All'interno moltissime tele, sculture e opere d'oreficeria provenienti dalle chiese di Alcamo, risalenti al periodo che va dal XIII al XX secolo.
- Monumento a Cielo d'Alcamo: l'opera, realizzata dall'alcamese Mariano Cassarà, rappresenta fedelmente la scena del famoso contrasto amoroso Rosa fresca aulentissima scritto nel 1240 da Cielo d'Alcamo, considerato il primo poeta italiano ad utilizzare la lingua volgare. Le due statue in bronzo rappresentano il poeta e la donna amata; fa da cornice l'artistica fontana in travertino di Alcamo, completata dallo stemma della Città di Alcamo.
- Enoteca Regionale Sicilia Occidentale: ubicata presso il Castello dei conti di Modica.

### Media

#### Stampa
Il più antico periodico alcamese è "Il Bonifato".; l'attuale quotidiano alcamese è Alqamah.
Alcamo vanta fra i giornalisti che scrivono per le testate nazionali, due grandi firme: Christian Rocca (Il Foglio, Il Sole 24 Ore e La Stampa) e Giuseppe Pipitone (Il Fatto Quotidiano).
Da ricordare anche il periodico settimanale Il Granellino, fondato nei primi anni del Novecento da Don Giuseppe Rizzo allo scopo di diffondere i suoi princìpi.

#### Radio
A livello locale, è presente la stazione radiofonica di Radio Alcamo Centrale, che opera nel territorio alcamese a partire dal 1976.

#### Televisione
Le prime televisioni private sono state Radio Tele Alcamo e Retesei; oggi sono presenti ad Alcamo Alpa Uno (dal 1976) e Videosicilia (dal 1987). Negli anni 2010 è nata Alpa Due.
Fra i personaggi che si sono distinti nel campo giornalistico televisivo, sono da ricordare Nello Morsellino (giornalista e scrittore), e Salvatore Tartamella (giornalista, pittore e cantautore).

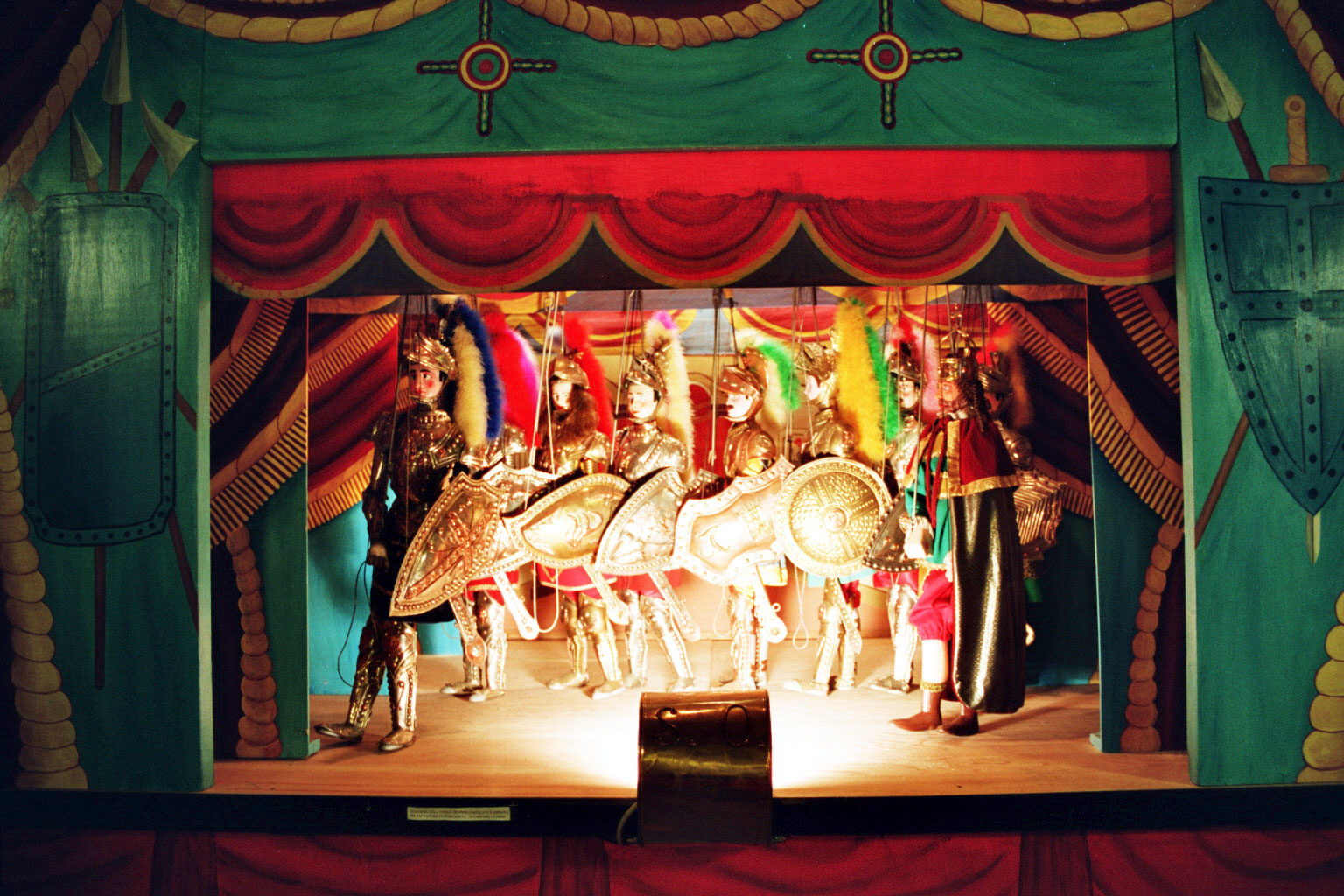
Il teatro dei pupi di Alcamo

### Teatro
Esiste solamente il Teatro Comunale "Cielo d'Alcamo", ubicato di fronte al Castello, ma l'attività teatrale è stata sempre fiorente nella parrocchie.
Degna di nota sono anche l'associazione Mivas, che ha realizzato diversi musical con successo, e la Compagnia Piccolo Teatro, fondata nel 1976 da un gruppo di appassionati e che ha visto nel corso degli anni l'affermarsi di diversi attori e registi teatrali, come Giacomo Romano Davare, Benedetto Lo Monaco e Antonio Pandolfo.
Nel castello di Alcamo si trova un teatro per l'opera dei pupi: è rinato grazie all'impegno di Salvatore Oliveri, nipote del famoso puparo Gaspare Canino che operò ad Alcamo per circa 50 anni, continuando l'opera del padre Luigi.
Spesso vengono tenute rappresentazioni all'interno del Castello o in piazza.

### Musica e danza

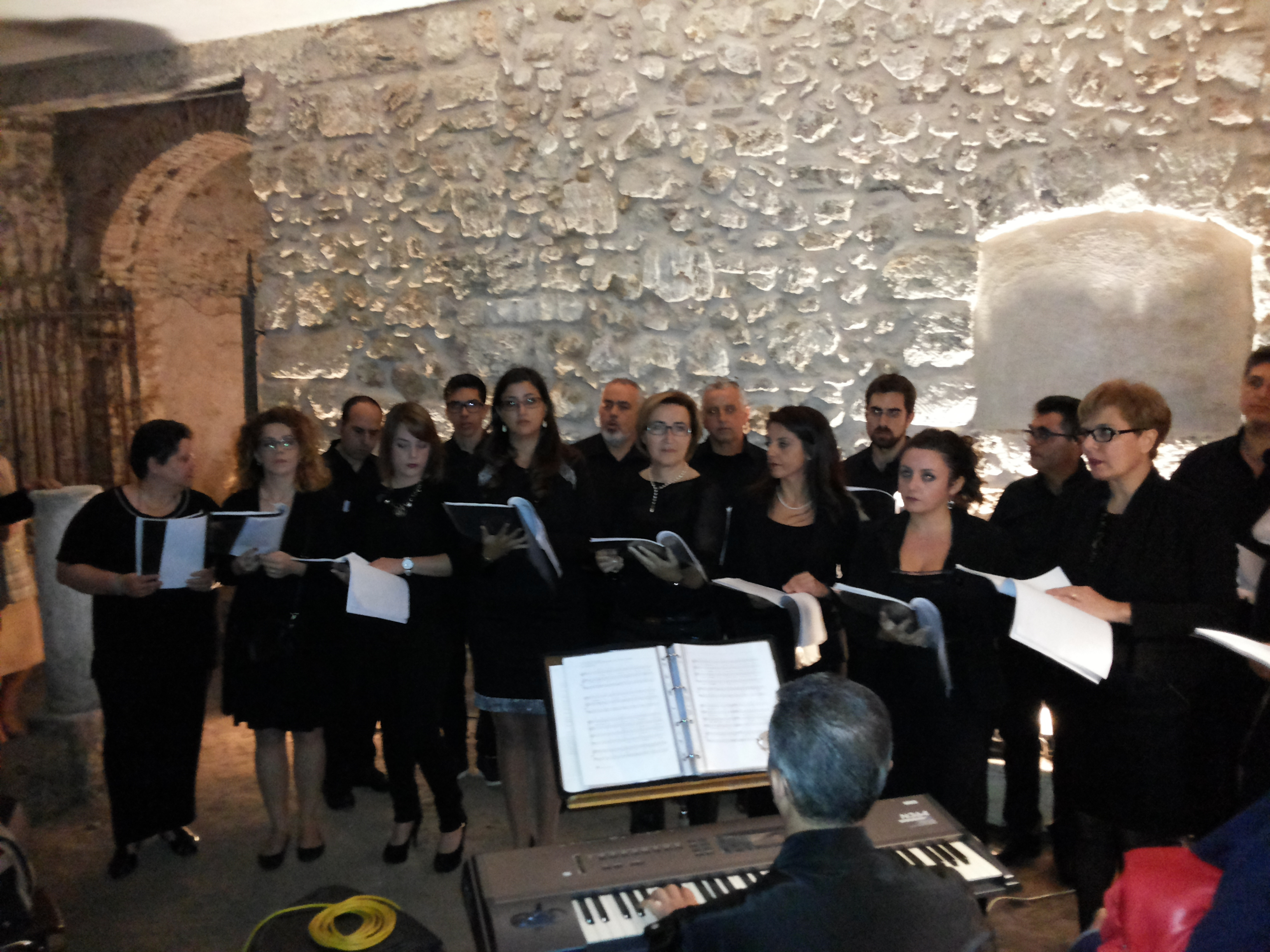
Esibizione del Coro "Mater Dei" all'interno del giardino di Palazzo Rocca.

Fra gli artisti alcamesi più degni di nota, nel campo nazionale ed internazionale, sono da ricordare il tenore Stefano La Colla, il pianista Domenico Piccichè, il cantautore Alessio Alessandra e il gruppo folk dei Calandra & Calandra.
Esistono diverse associazioni musicali operanti ad Alcamo, fra le quali:
- il Premiato Complesso Bandistico "Città di Alcamo, che è la più antica banda della provincia di Trapani, è stato fondato nel 1880.[145] Nei primi anni fu guidata dal barone Giuseppe Triolo di Sant'Anna.[145] Nel 1892, durante una gara con altre bande musicali siciliane e sotto la direzione del maestro Raffaele Caravaglios, si aggiudicò il diploma d'onore e la medaglia d'oro, da cui il termine "premiato".[145]
- Il Brass Group, è stato il promotore dell'evento "Summertime Blues Festival", che si tiene in piazza Ciullo e al quale partecipano cantanti e musicisti blues provenienti da diverse parti del mondo.[146]
- L'Associazione Amici della Musica, che promuove e organizza concerti di musica lirica, concorsi e premi internazionali anche in altri comuni della provincie di Trapani e di Palermo è attiva ad Alcamo dal 1986.[147]
- L'Associazione Culturale "Musikè" si propone la promozione dell’arte e della musica, allo scopo di contribuire alla crescita e alla bellezza interiore, soprattutto dei più giovani, per mezzo di mostre, concerti, corsi di musica e di canto, musicoterapia. Altro scopo è quello di recuperare i sapori, le usanze e le tradizioni del passato; vengono organizzate anche delle cene e le visite guidate al Palazzo De Ballis, dove essa ha la sede.
- L'Associazione "Jacopone da Todi", nata nel 1989, è un coro e si propone di diffondere la conoscenza dell'arte sacra, nelle sue molteplici manifestazioni. Tra le sue attività, si ricorda la recita di canti gregoriani e polifonici in accompagnamento della messa in lingua latina che si svolge ogni mercoledì all'interno della chiesa del Santissimo Salvatore.[148]
- Il Coro "Mater Dei" è un'associazione musicale costituitasi nel 1998 ed è composto da circa 30 elementi. Ha tenuto diversi concerti (in particolare durante il periodo di Natale) ad Alcamo nella provincia di Trapani.
- Il Coro "Francesca Adragna" si è costituito nel 2008 e ha un repertorio molto vario: arie da operette, melodie d'opera, musiche sacre, canti popolari siciliani, canzoni napoletane.

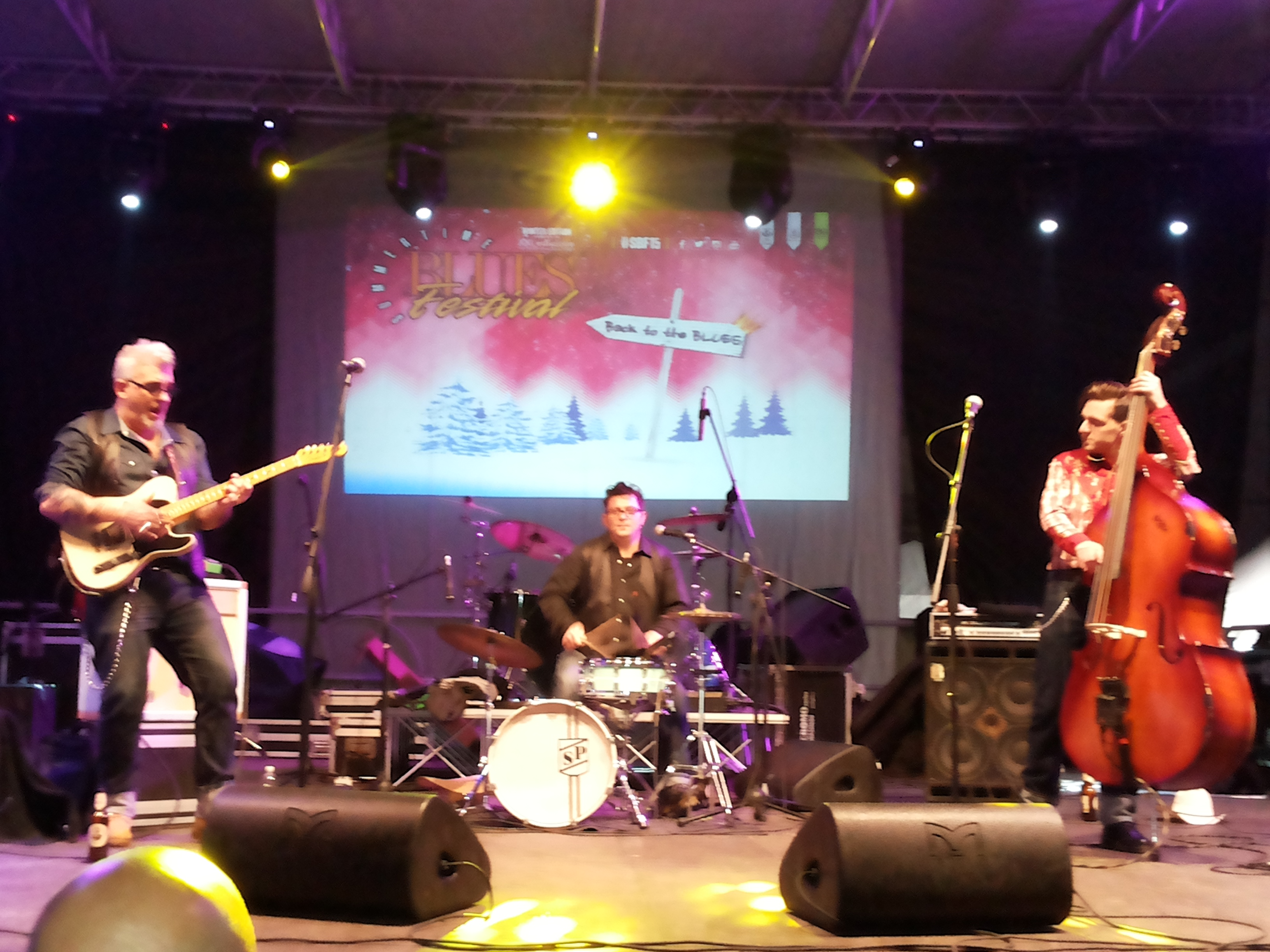
Concerto dal vivo durante la XXI edizione del Summertime Blues Festival, in piazza Ciullo.

Nel campo della danza, ci sono diverse realtà alcamesi e scuole di ballo. La famosa ballerina Sara Renda, etoile del Opéra National de Bordeaux si è formata in una di queste scuole.

### Cucina
Alcune ricette tipiche della cucina alcamese sono:
- maccheroni fatti a mano
- pasta finocchi e sarde
- salsiccia "cu li cavuliceddi"
- pomodori secchi ripieni[150]
- cuddureddi
- sciù
- risu a tianu
- muffuletta

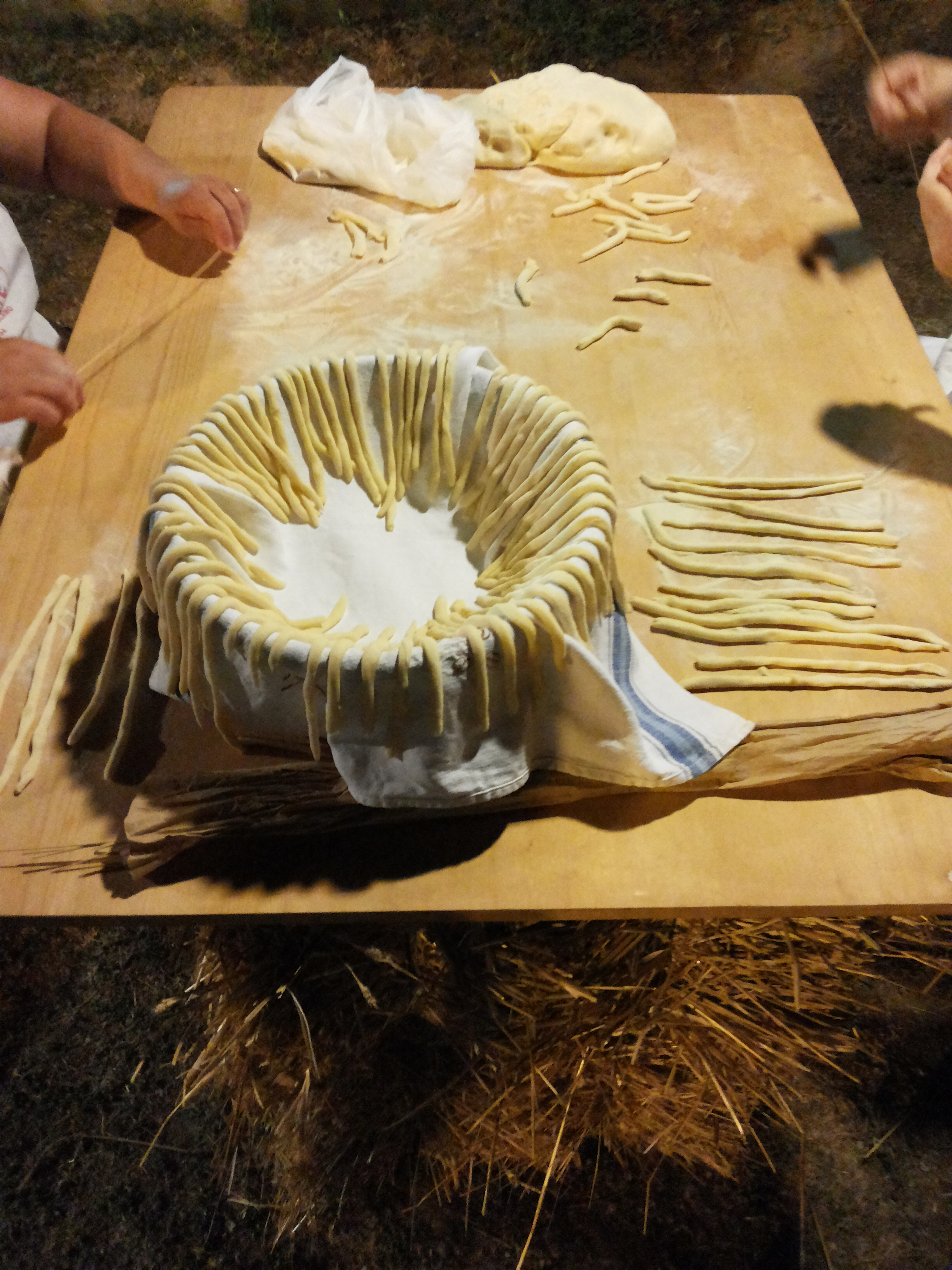
Preparazione dei maccheroni fatti a mano
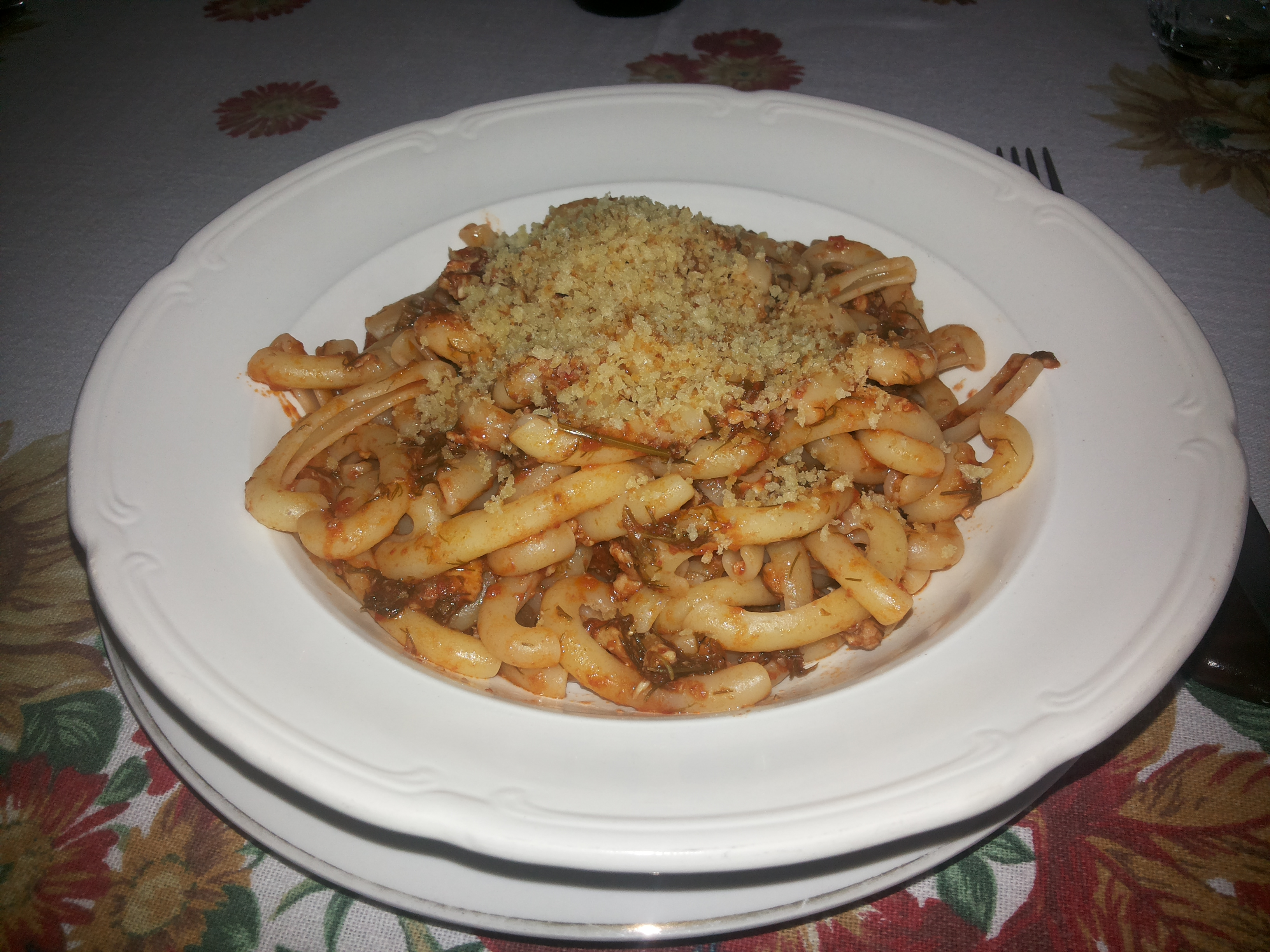
Pasta finocchi e sarde
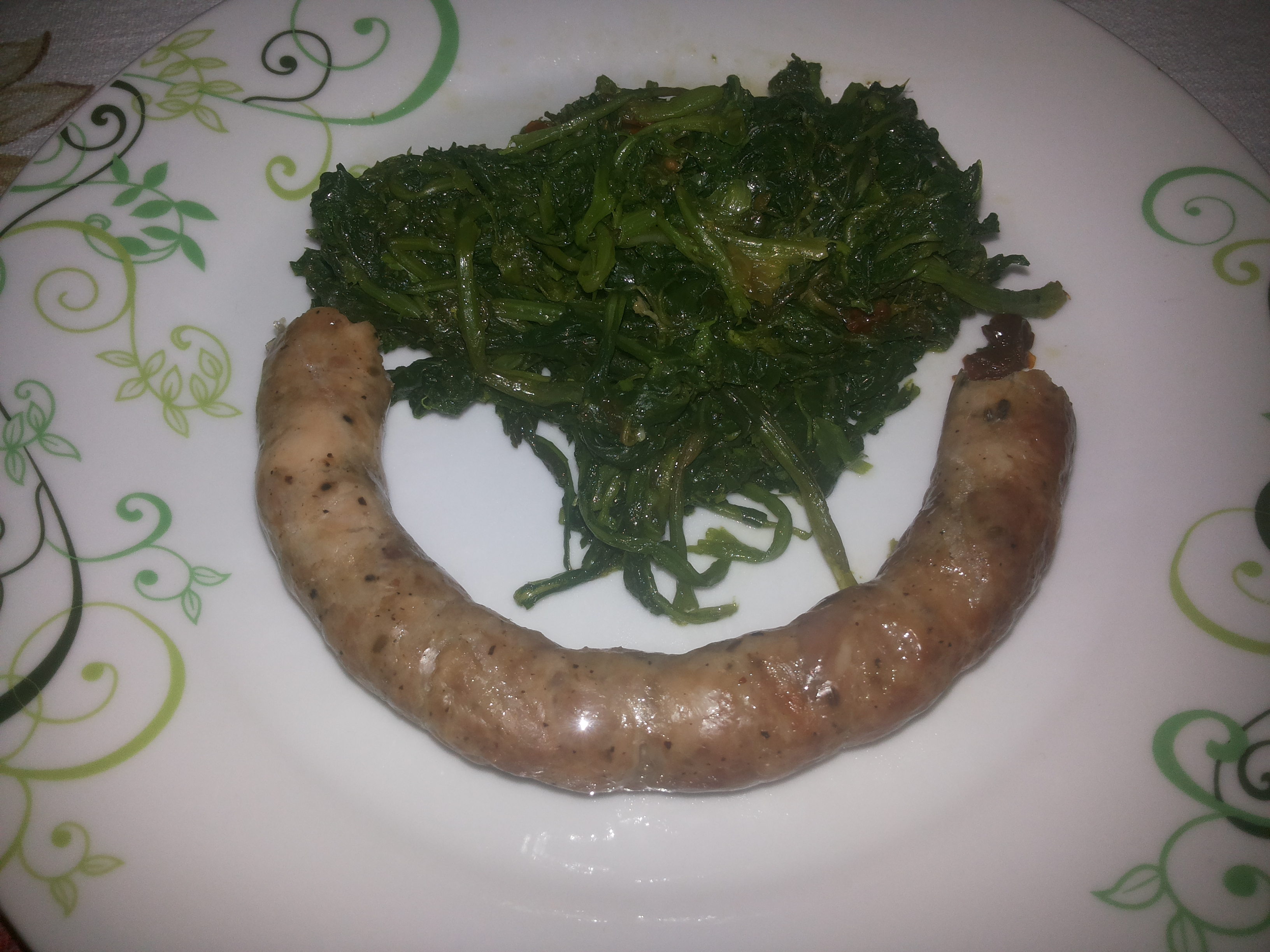
Salsiccia "'cu li cavuliceddi"
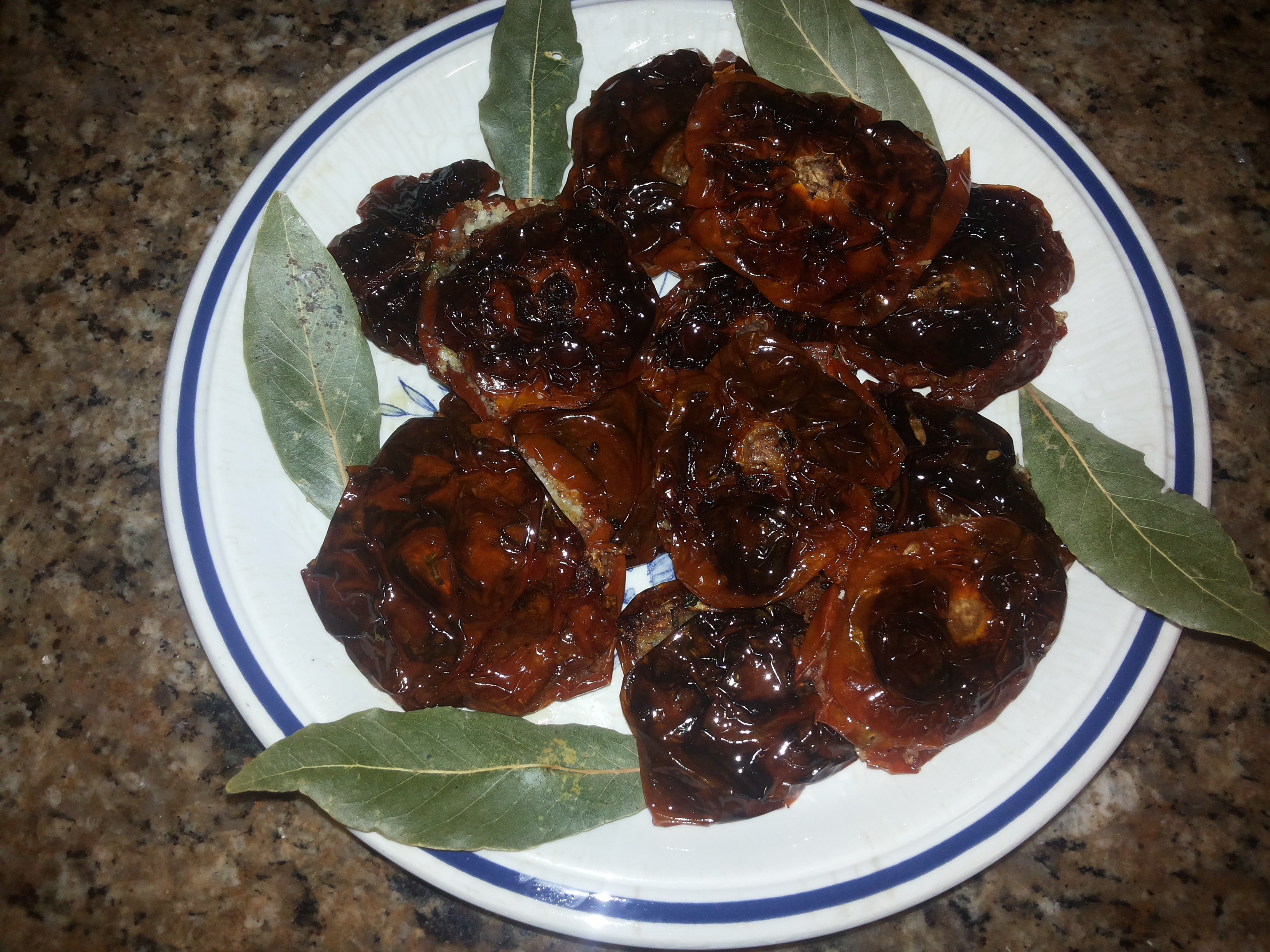
Pomodori secchi ripieni
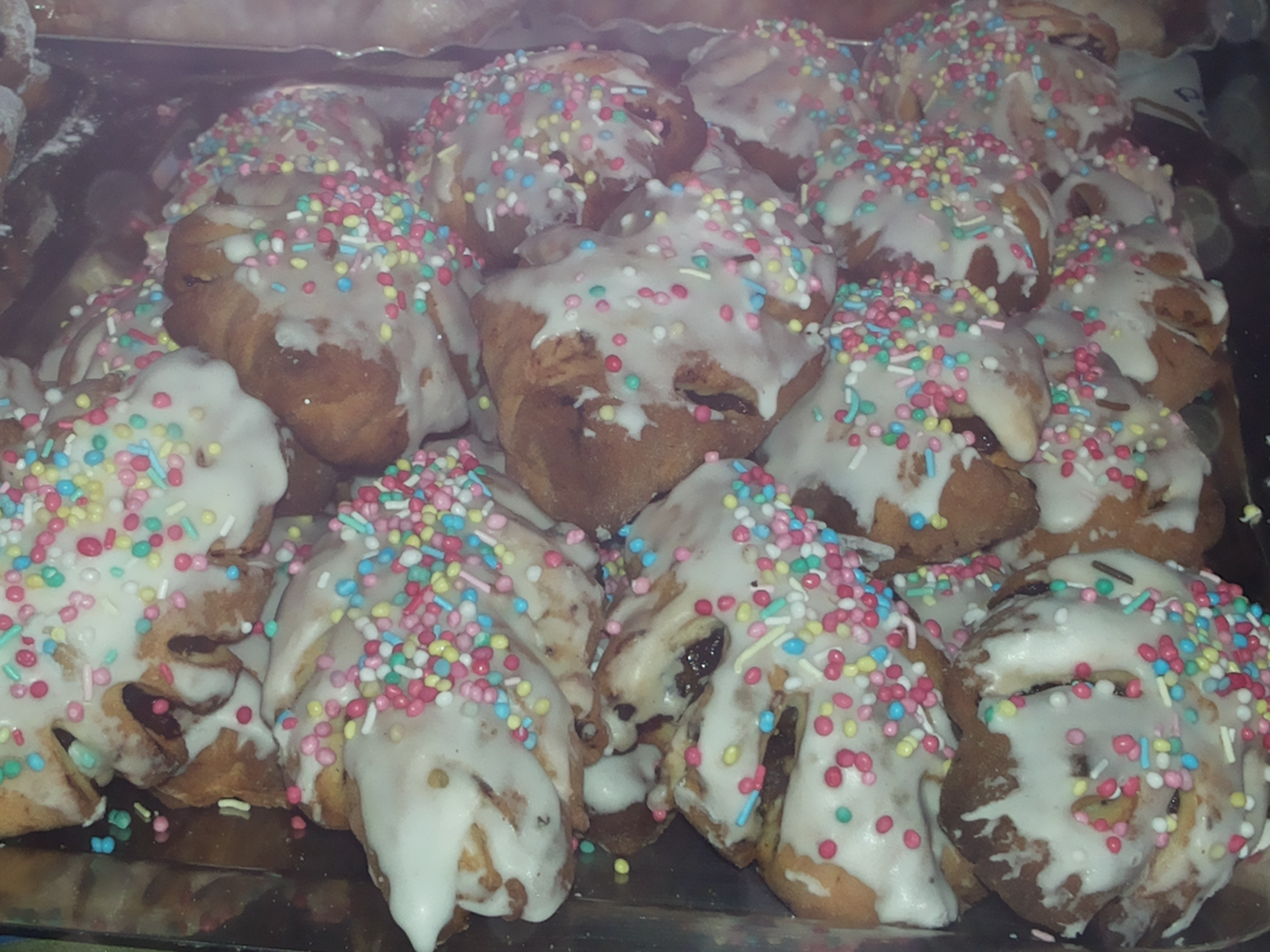
Cuddureddi
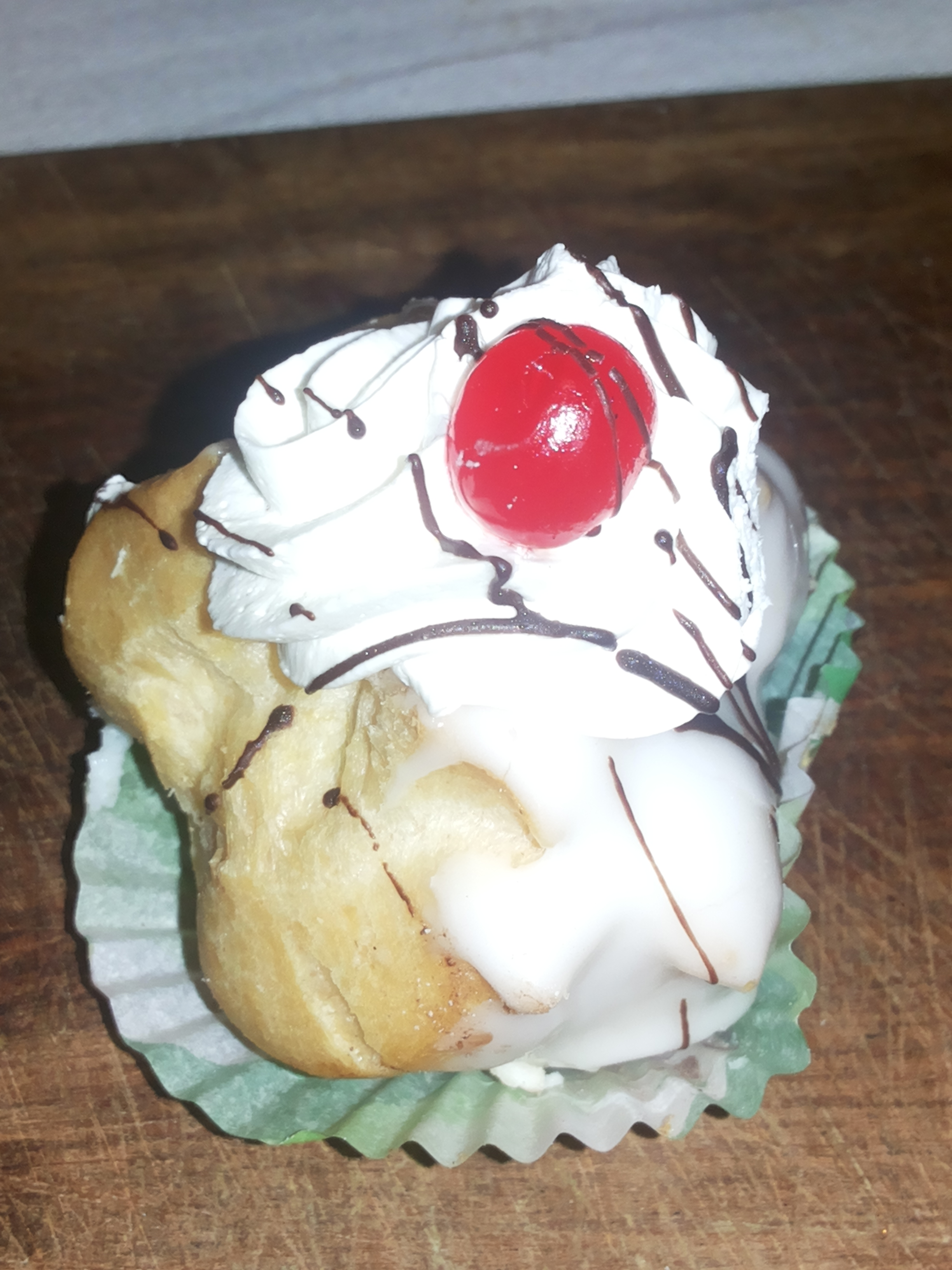
Sciù
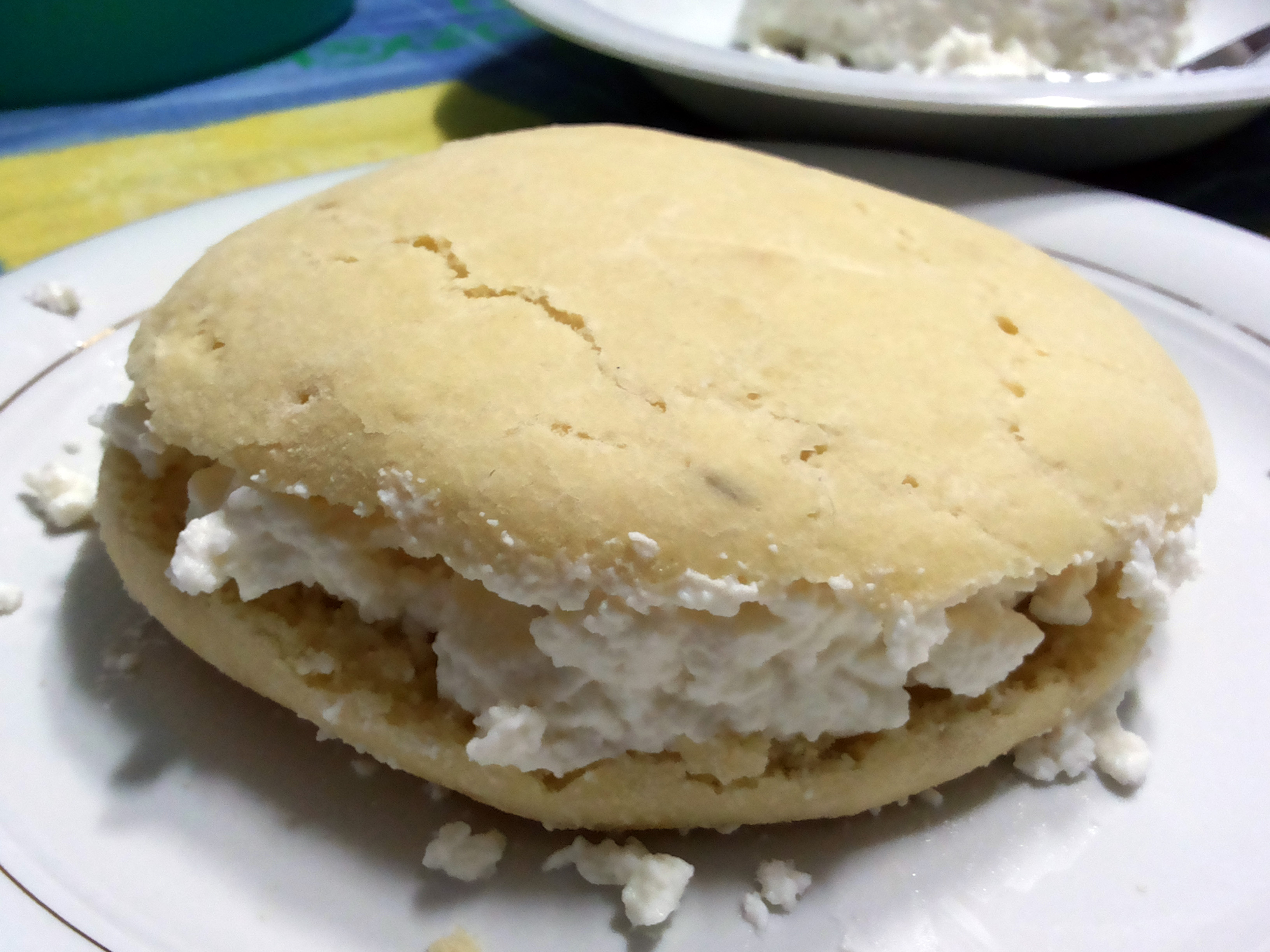
Muffuletta con ricotta

### Eventi

#### Eventi culturali e ricreativi
- Luglio-agosto: Concorso Nazionale Coreografico Danzalcamo
- Seconda metà di agosto: "Alcart - legalità e cultura": serie di manifestazioni (mostre, seminari, musica, teatro ed altro).
- Ottobre: Concorso Internazionale per Cantanti Lirici “Città di Alcamo”, organizzato dal 1998 dall'Associazione Amici della Musica di Alcamo.
- Secondo o terzo week-end di dicembre: Cortiamo - Concorso internazionale di cortometraggi organizzato fin dal 2006 da "Segni Nuovi" (circolo di cultura cinematografica che ha sede presso la Chiesa dei Santi Paolo e Bartolomeo.

#### Eventi sportivi
- 2-6 gennaio: trofeo internazionale Costa Gaia di calcio giovanile

#### Mercato rionale
Il mercato rionale di Alcamo (detto "mercatino") si svolge il mercoledì presso la via Vito La Rocca e la via Salvo D'Acquisto.

## Geografia antropica

### Urbanistica

#### Storia
Il nucleo originario della città di Alcamo comprendeva i quartieri di San Vito e Lavinaru.
Successivamente la città venne fortificata espandendosi verso i quartieri della Chiesa Madre (dove sorgeva il mercato durante il periodo medievale), San Calogero, San Giacomo (all'interno del quale venne edificato il Castello dei Conti di Modica) e San Francesco.
Tra il XVI e il XVII secolo la città continuò ad espandersi verso i quartieri di San Giuliano, San Domenico, San Paolo, Sant'Oliva, Santa Trinità, Santa Maria di Gesù e Belluvirdi.
Nel XIX secolo la zona urbana si espanse ulteriormente verso i quartieri Santissimo Crocifisso, San Paolo e Sant'Agostino.

#### Luoghi di interesse urbanistico

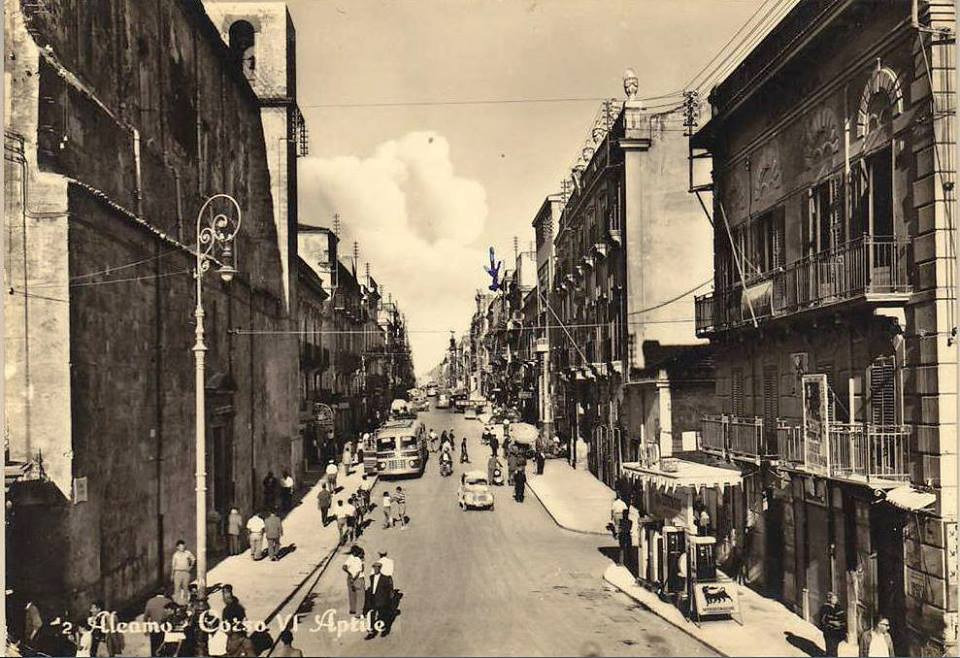
Antica foto del Corso VI Aprile.

Per quanto riguarda le vie principali, la più importante è sicuramente il Corso VI Aprile (chiamato dagli alcamesi "cassaru"), che attraversa il centro storico da Porta Palermo, passando da piazza VI Novembre (dove si trova la chiesa madre) e piazza Ciullo, per finire in corrispondenza di Porta Trapani.
Piazza Ciullo viene identificata come "la piazza" per eccellenza dal sistema odonimico popolare. L'attuale nome della piazza (anticamente denominata "piano S.Oliva") risale al 1875. Ad essa si affacciano la chiesa del Collegio (in posizione centrale), la chiesa di Sant'Oliva, il palazzo Liberty e il palazzo comunale.
Altra piazza di particolare interesse è Piazza della Repubblica (già Piazza Umberto I), che sorge a sud del castello dei Conti di Modica. Tale piazza era stata originariamente utilizzata come piazza d'armi per addestrare le truppe all'esterno delle mura. Nel XIX secolo perde tale funzione. Dal 1922 al 1936 venne poi utilizzata come campo sportivo. Nel 1962 venne costruita l'autostazione che collega la città di Alcamo con i vicini comuni delle provincie di Palermo e Trapani. Nel 1969 venne poi abbellita con una villa al centro e per molti anni ha ospitato il tradizionale mercato rionale.

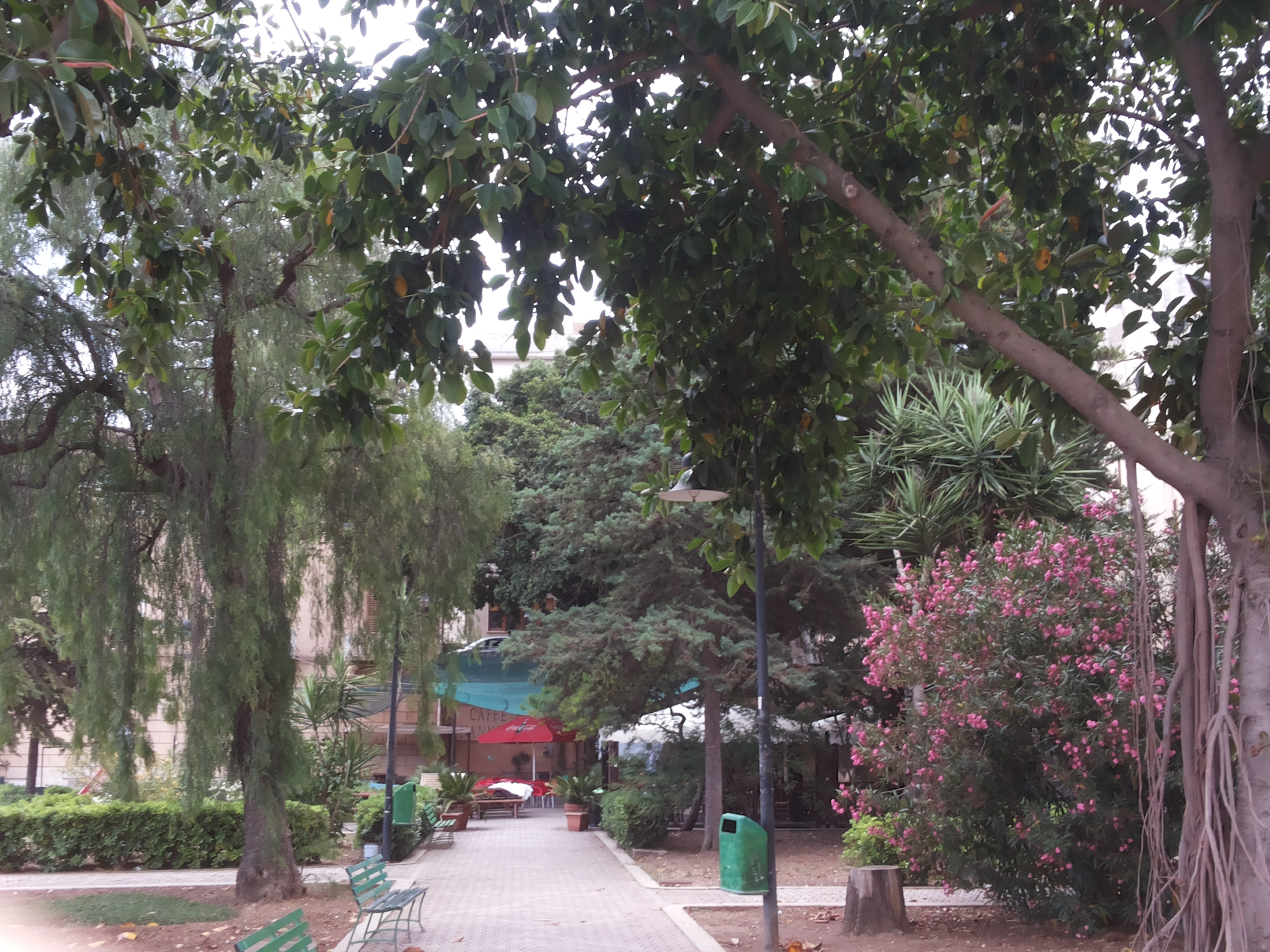
Giardino all'interno di Piazza Bagolino

Tra le più importanti piazze di Alcamo si annovera anche piazza Bagolino, livellata nel 1909 dal sindaco Stanislao San Giuseppe e successivamente delimitata dalle mura del bastione (1930), che nel 1950 furono completate dall'aggiunta di una ringhiera in travertino.
Altro luogo di interesse è Piazza Pittore Renda, piazza creata nei primi anni del Novecento e dedicata al pittore alcamese.

### Alcamo Marina
La zona a nord del territorio alcamese è costituita da un lungo litorale sabbioso (circa 7 km), dove sorge la località balneare di Alcamo Marina, che si affaccia sulle acque del Golfo di Castellammare.
Nella zona di Alcamo Marina si trovano:
- un'antica tonnara su due piani, risalente a prima del 1634,[155] proprietà della famiglia Foderà di Palermo, alla quale appartengono anche altre tonnare nella zona del trapanese e in Libia;[156][157]
- la chiesa di Santa Maria della Stella (anche detta "Stella Maris");
- un sito archeologico dove sono visibili le fornaci romane di Alcamo, utilizzate anticamente per la produzione di tegole e mattoni;[136]
- un punto geologico e laboratorio paleontologico, denominato "Fossilandia",[158] dove sono raccolte specie di conchiglie fossili risalenti al Pleistocene inferiore;

Particolare importanza naturalistica rivestono inoltre le dune sabbiose, dove si trovano diverse specie vegetali, tra cui il giglio marino, il ravastrello e Agropyrum junceum.

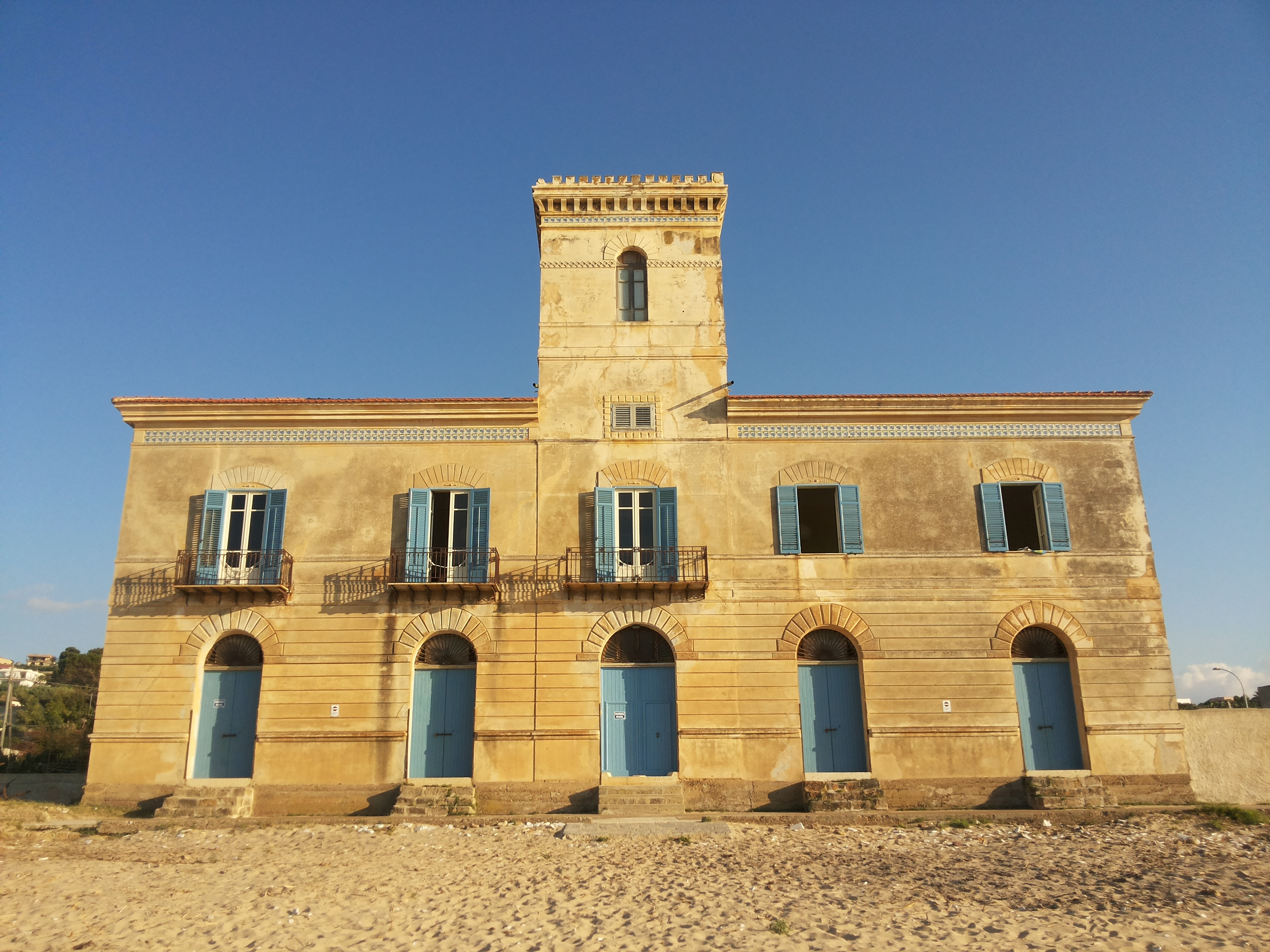
La tonnara in contrada Magazzinazzi
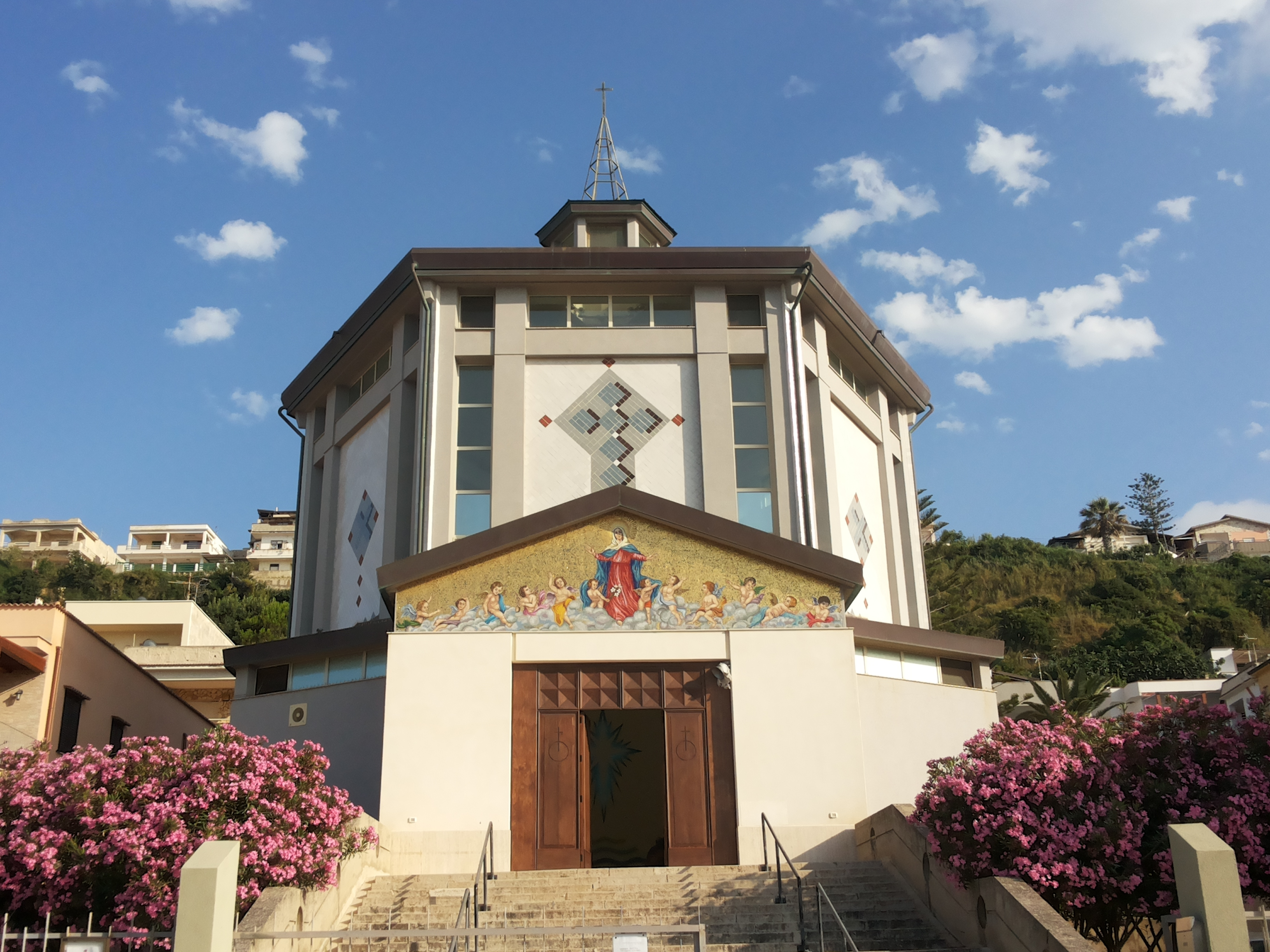
Prospetto della chiesa di Santa Maria della Stella
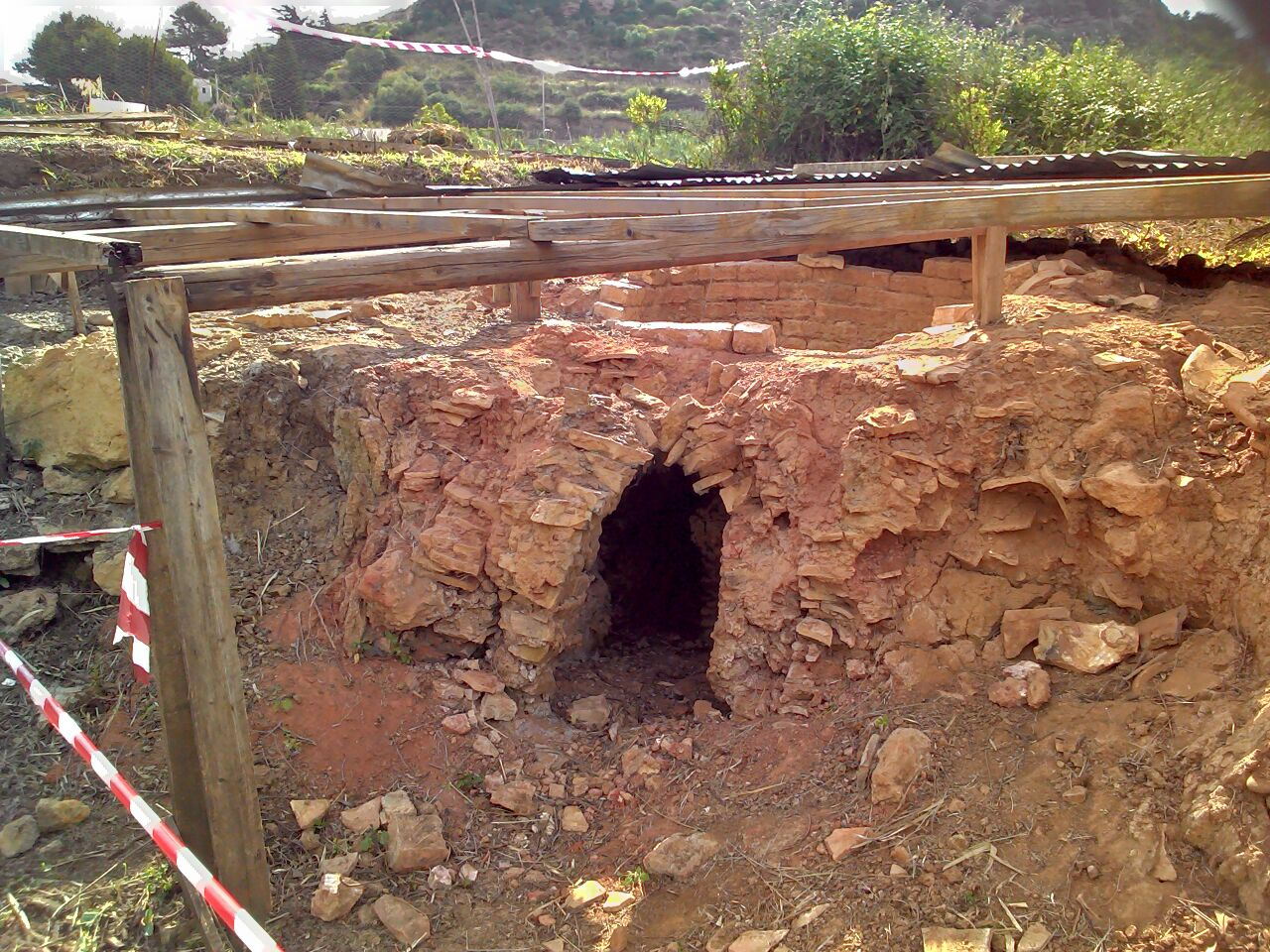
Le fornaci romane di Alcamo
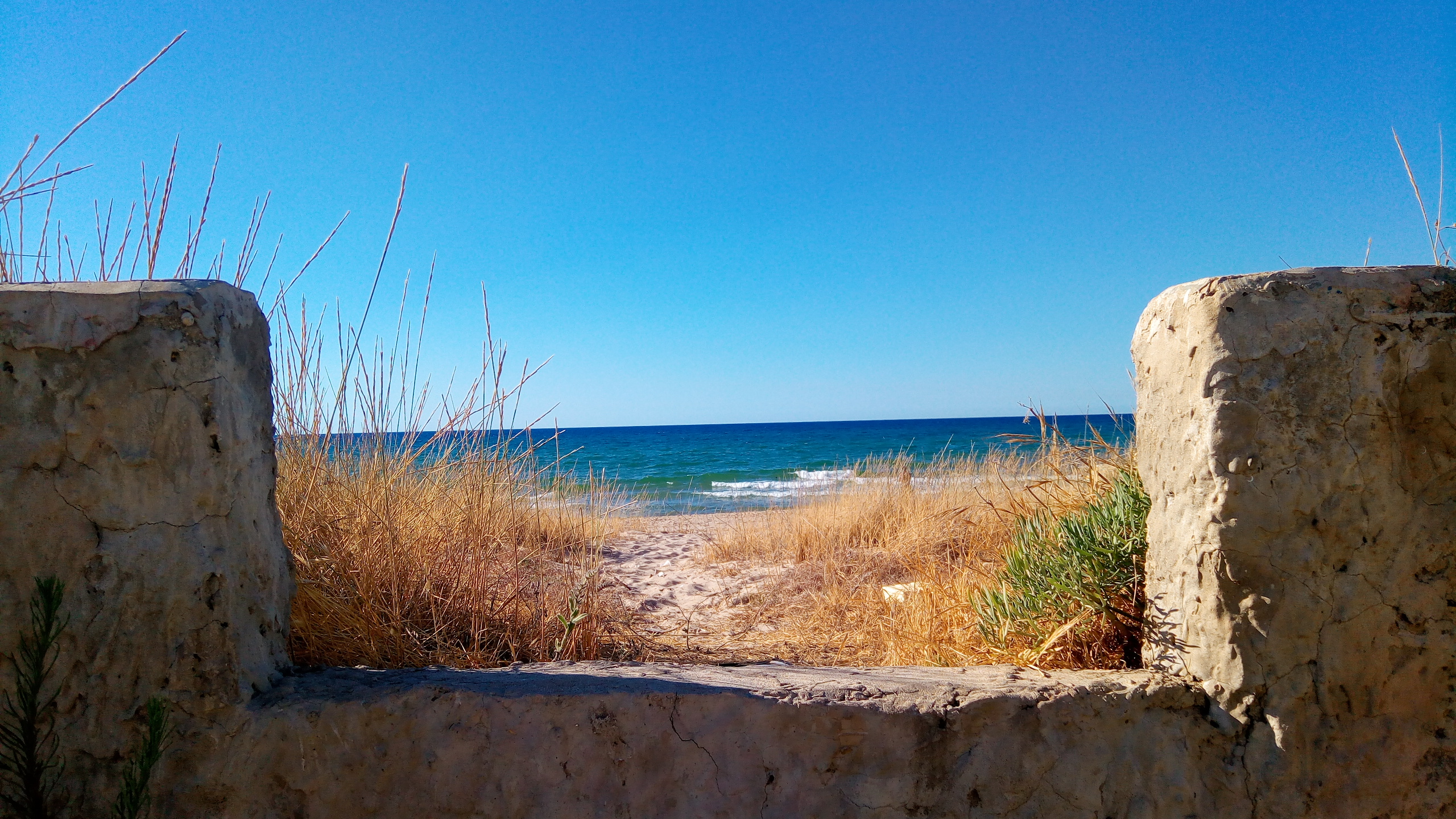
Veduta delle dune di Alcamo Marina, con la caratteristica vegetazione

## Economia
Alcamo è uno dei centri principali in Sicilia per la produzione del vino, specialmente il Bianco Alcamo DOC, prodotto soprattutto in vigneti con geometria "a spalliera" o "a tendone" a partire da vitigno di tipo catarratto bianco comune e/o lucido, al quale viene eventualmente associato damaschino, grecanico e trebbiano. Tale vino è uno dei primi vini siciliani ad avere ricevuto la denominazione di origine controllata (nel 1972). A tale proposito, sul territorio alcamese sorgono complessivamente circa 3.700 aziende vinicole e circa 6.000 ettari di terreno agricolo sono dedicati alla coltivazione dei vigneti. Circa il 90% dell'uva raccolta da tali coltivazioni viene destinata appunto alla produzione del Bianco Alcamo.
Nel territorio alcamese sorgono inoltre numerosi bagli, un tempo utilizzati per la produzione del marsala.
All'attività vinicola si affiancano l'allevamento bovino e ovino, la coltivazione dell'olivo (dal quale viene estratto olio extravergine di oliva), dei cereali (in particolare il frumento) e del tipico melone locale dalla forma ovale, con buccia verde e rugosa, chiamato localmente miluni purceddu, che oltre all'aspetto esteriore ha la particolarità di potere essere conservato più a lungo rispetto ad altre varietà di melone.
Nel settore primario è significativa anche l'attività estrattiva (in particolare del marmo, ma anche travertino), sebbene il terziario (più o meno avanzato) rimane comunque il settore con più occupati.
Nell'ambito dell'artigianato alcamese, rivestono inoltre particolare importanza la lavorazione del legno, del ferro battuto, della ceramica e il ricamo.
Assieme ad altri comuni, è parte dell'Associazione Città del Vino, del movimento Patto dei Sindaci, del Progetto Città dei Bambini, della Rete dei Comuni Solidali, della strategia Rifiuti Zero, del distretto turistico territoriale Golfo di Castellammare e di quello tematico Terre del mito e del Patto Territoriale Golfo di Castellammare.

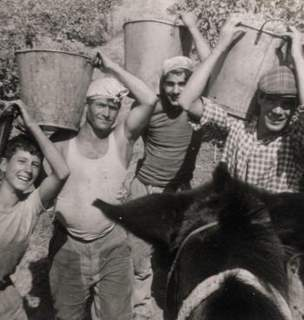
Raccolta dell'uva: Vinnignaturi cu li carteddi.
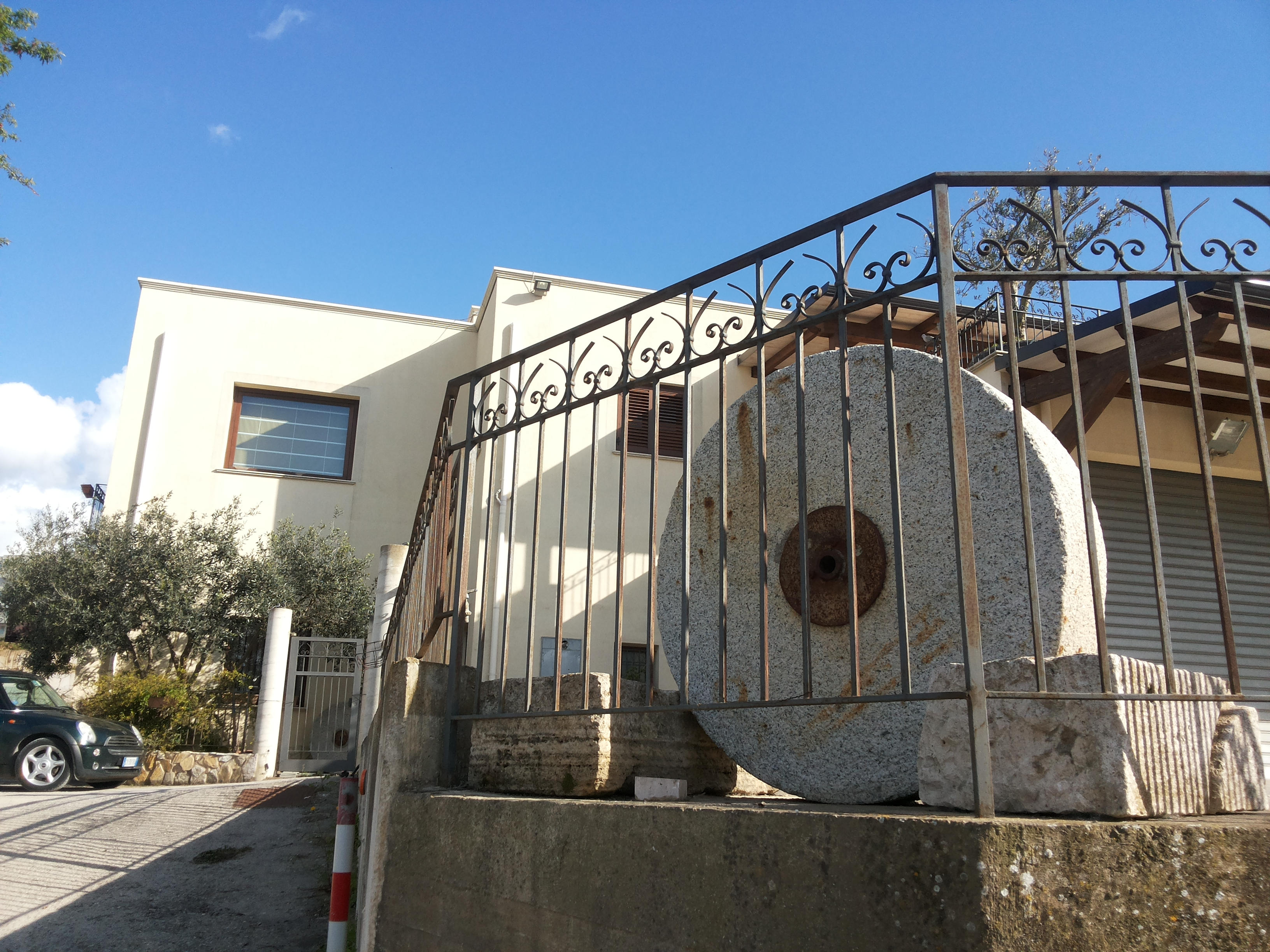
Frantoio ad Alcamo (Antico Frantoio Vallone).
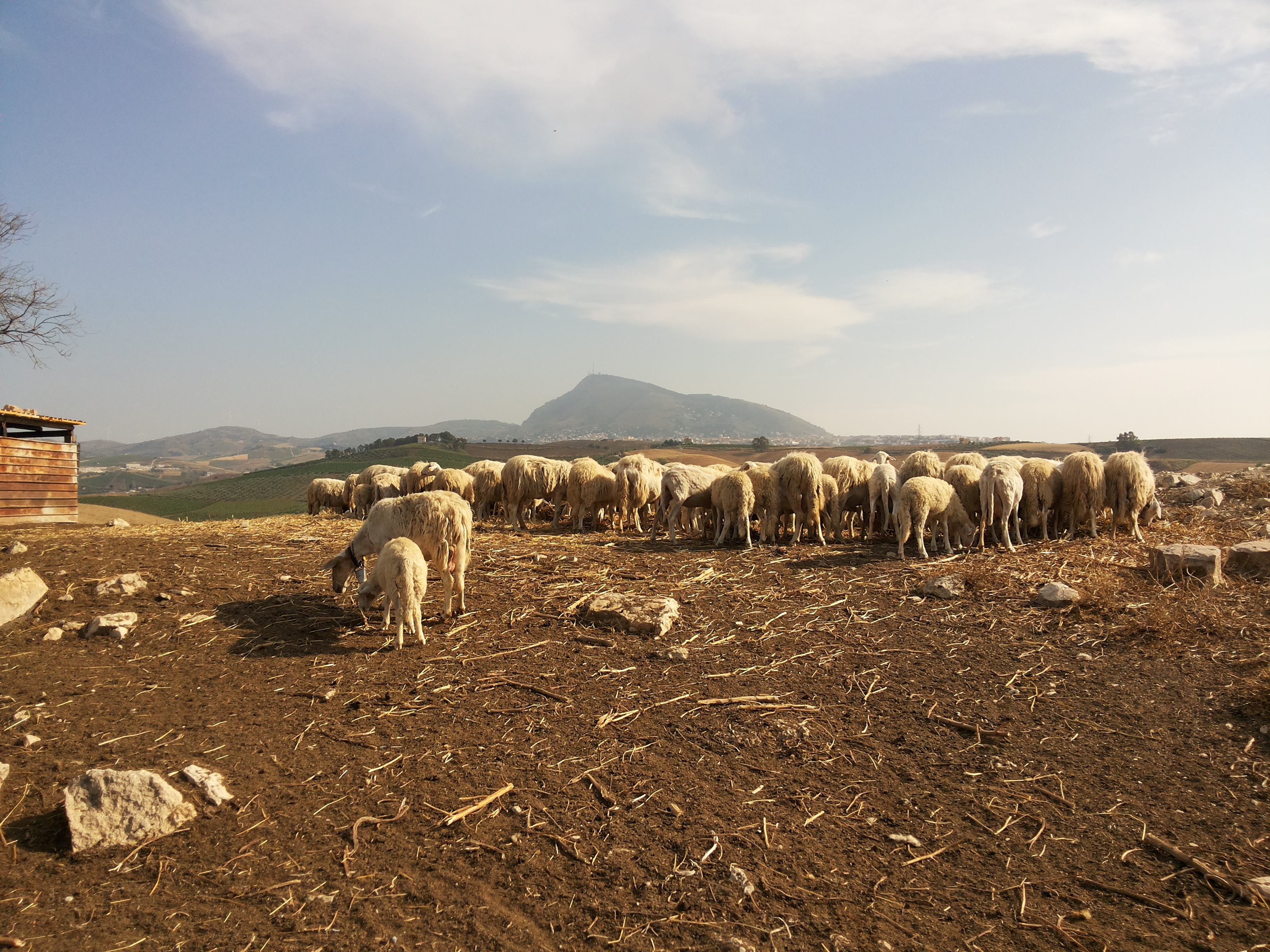
Allevamento ovino in contrada Calatubo.
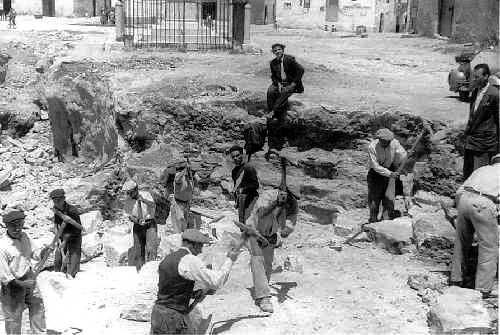
Cava di pietra in Piano Santa Maria (1953).
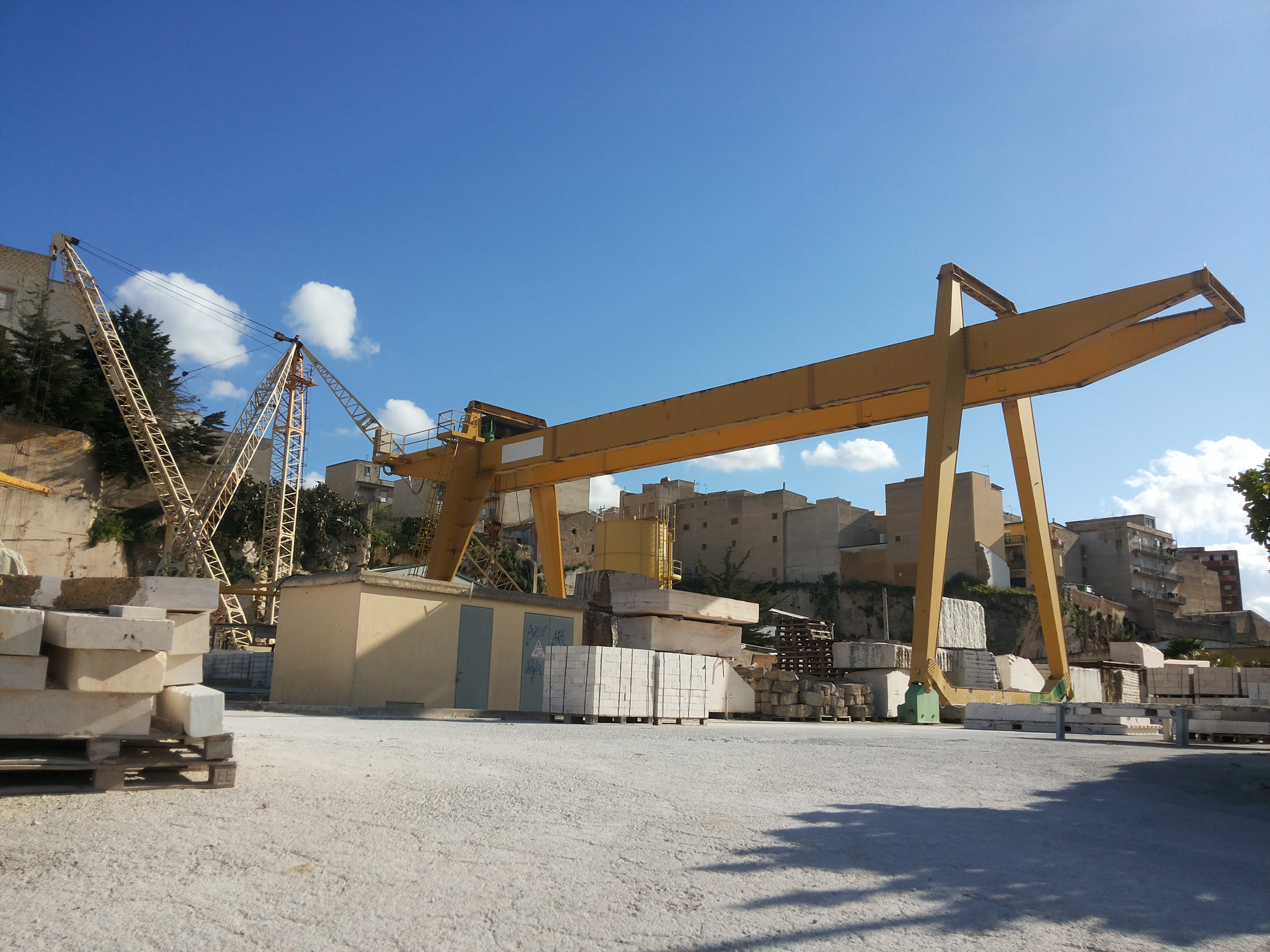
Cava di marmo ad Alcamo (presso zona Gammara).

## Infrastrutture e trasporti

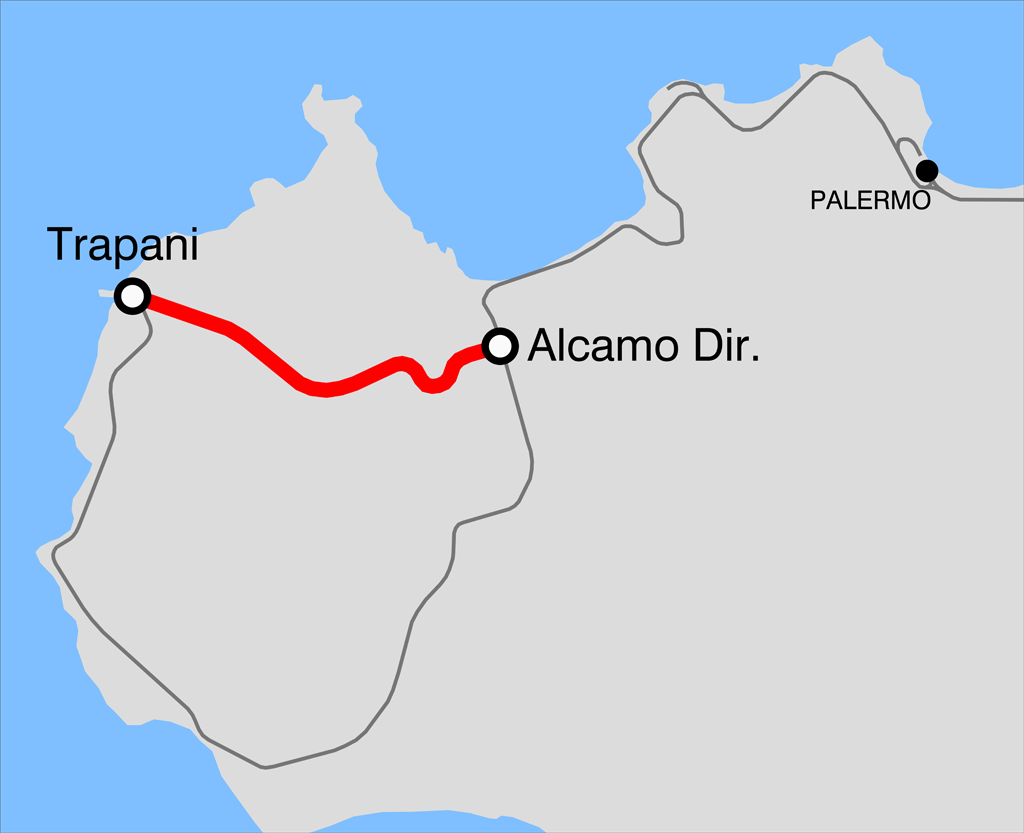
Tracciato della ferrovia che collega le città di Alcamo e Trapani.

La città è servita con due svincoli dall'autostrada A29 Palermo-Mazara del Vallo (Alcamo Est ed Alcamo Ovest), oltre allo svincolo di Castellammare del Golfo che si collega all'entrata nord di Alcamo. Dallo svincolo di Alcamo Ovest si dirama l'autostrada A29 diramazione Alcamo-Trapani. Alcamo è attraversata da due strade statali: la strada statale 113 che collega Trapani con Messina e la strada statale 119 che collega Alcamo con Castelvetrano
La ferrovia Palermo-Trapani non passa per il centro cittadino, bensì lungo la costa e poi all'interno sul versante ovest. La stazione di Alcamo Diramazione si trova in prossimità dello svincolo autostradale Alcamo ovest, inoltre la stazione di Castellammare del Golfo è ubicata nel territorio di Alcamo, precisamente ad Alcamo Marina.
Passano per il territorio di Alcamo le strade statali:
- SS 113 Settentrionale Sicula;[5]
- SS 119 di Gibellina;
- SS 187 di Castellammare del Golfo;[5]
- SS 731 Bretella di Castellammare del Golfo;
- SS 732 Bretella di Alcamo Est;
- SS 733 Bretella di Alcamo Ovest.

Passano per il territorio di Alcamo le strade regionali della Sicilia:
- SR 2 Parti Piccolo-Quaranta Salme-Croce di Fratacchia;
- SR 3 Alcamo-Giardinaccio-Rocche Cadute-San Nicola;
- SR 5 Bivio Quaranta Salme-Bivio Sant'Anna;
- SR 6 di Calatubo;
- SR 8 Amburgio-Morfino-Rincione-Coda di Volpe.

Passano per il territorio di Alcamo le strade provinciali della provincia di Trapani:
- SP 10 di Camporeale;
- SP 33 del Fiumefreddo;
- SP 47 Alcamo-Stazione di Castellammare del Golfo;
- SP 49 di Passofondo;
- SP 55 Alcamo-Alcamo Marina;[5]
- SP 64 Quattrovie.

Passano per il territorio di Alcamo le strade di bonifica della provincia di Trapani:
- SB 21 Bisurdo-Stracciabisacce;
- SB 22 Case di Piraino;
- SB 23 Maruggi-Montelongo.

Sulla SS 624 Palermo-Sciacca è presente l'uscita "Alcamo" in entrambe le direzioni che dista circa 30 km dal versante Sud-Ovest del centro abitato di Alcamo. Tale uscita, ubicata interamente nel territorio di Poggioreale, si collega, tramite la SP 9 (di serie n.182 Macchia-Sella-Bonfalco) e la SB0 (Strada intercomunale di Gibellina), al confine tra i territori di Poggioreale e di Monreale, alla SS 119 (di Gibellina) nei pressi dell'ex stazione ferroviaria e uscita autostradale di Gallitello.

## Amministrazione
| Periodo          | Periodo         | Primo cittadino      | Partito                         | Carica      | Note |
| ---------------- | --------------- | -------------------- | ------------------------------- | ----------- | ---- |
| 22 novembre 1993 | 23 marzo 2001   | Massimo Ferrara      | L'Ulivo                         | Sindaco     |      |
| 10 dicembre 2001 | 22 maggio 2012  | Giacomo Scala        | L'Ulivo                         | Sindaco     |      |
| 22 maggio 2012   | 6 giugno 2015   | Sebastiano Bonventre | lista civica di centro-sinistra | Sindaco     |      |
| 19 giugno 2015   | 21 giugno 2016  | Giovanni Arnone      |                                 | Commissario |      |
| 21 giugno 2016   | 10 ottobre 2021 | Domenico Surdi       | M5S                             | Sindaco     |      |
| 10 ottobre 2021  | in carica       | Domenico Surdi       | M5S                             | Sindaco     |      |

### Gemellaggi
- Jelgava
- Aqaba
- Khouribga
- Modica[168]

## Sport

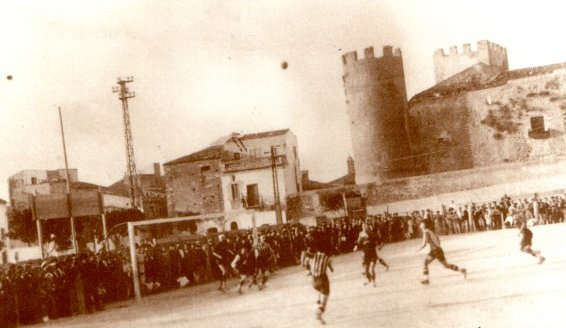
La squadra di calcio alcamese durante una partita nel 1928.

Lo sport più seguito e praticato ad Alcamo, come nella gran parte dei comuni italiani, è sempre stato il calcio. La principale squadra cittadina, l'Alcamo, è stata in passato protagonista di alcuni campionati di Serie C e Serie C2. Tra gli allenatori della squadra alcamese si ricordano: Gino Colaussi, Natale Casisa, Carlo Matteucci e Roberto Boscaglia. Attualmente la formazione alcamese milita nel campionato di promozione.
L'Alcamo può vantare nel suo palmares la conquista della Coppa Italia Dilettanti nel 1996 e la seguente Supercoppa Italiana Dilettanti. Inoltre vanta, insieme al Vittoria, il record di vittorie della Coppa Italia Dilettanti Sicilia (vinta nel 1994, 2003 e 2007).
Molto attiva è inoltre l'attività di calcio giovanile, tra le varie squadre giovanili, la scuola calcio Adelkam si contraddistingue per aver lanciato numerosi calciatori ed aver vinto molte competizioni nazionali ed internazionali.
Alcamo è la sede principale del Trofeo Internazionale Costa Gaia, kermesse giovanile a cui partecipano molte squadre blasonate e che ha visto tra i protagonisti molti interpreti dei campionati maggiori.

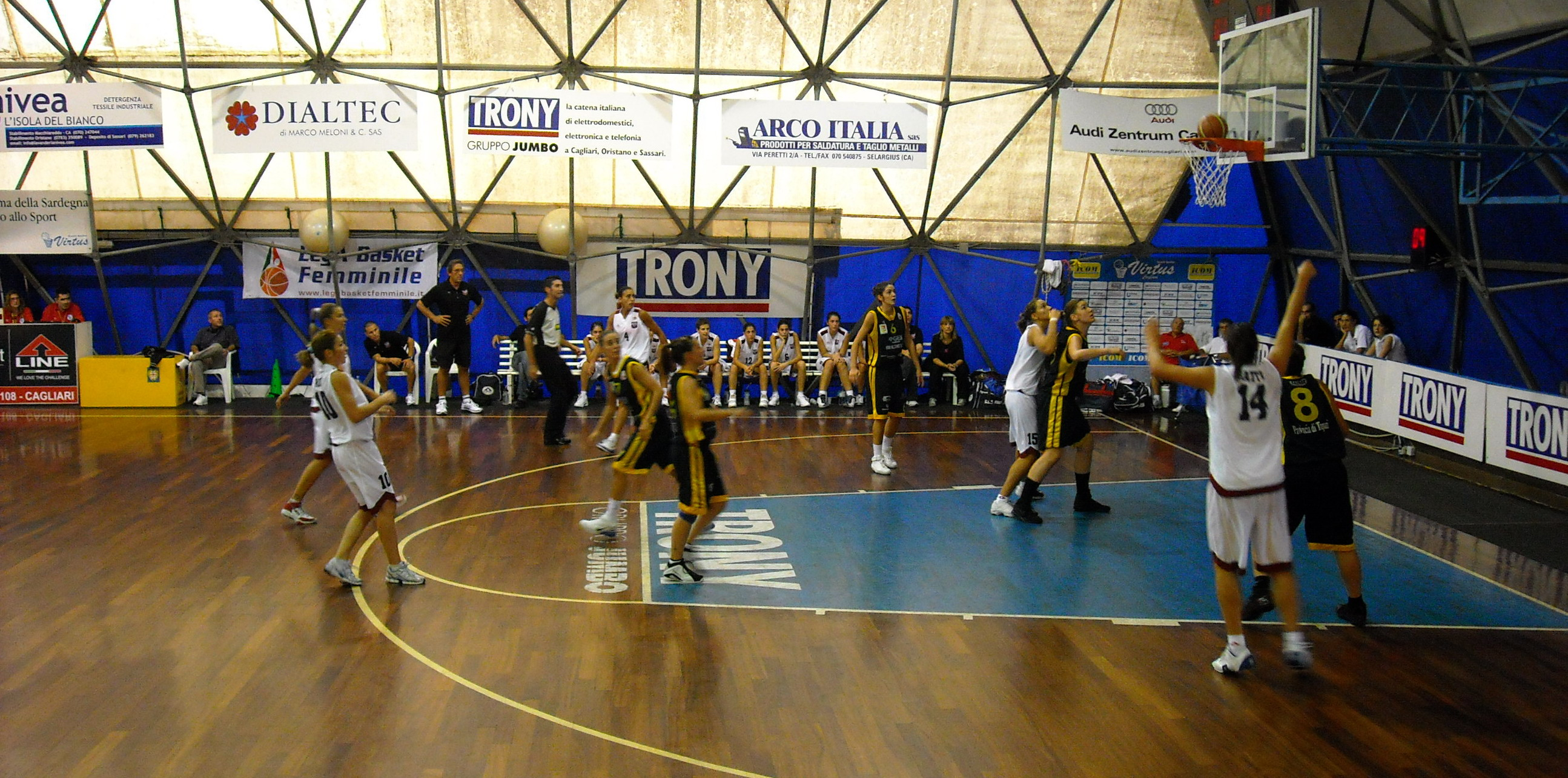
Incontro della Basket Alcamo contro la CUS Cagliari Pallacanestro.

Anche il Basket è molto seguito e praticato, sicuramente oggi con risultati migliori del calcio. La compagine femminile, il Basket Alcamo, Gea Magazzini,(che ha preso il posto dello Sport Club Alcamo) ha ottenuto nella sua storia risultati notevoli (lunga militanza in Serie A1 e finale di Coppa Ronchetti), militando per 11 anni nel campionato di Serie A2, riconquistando la massima serie dalla stagione 2011-2012.
Fra le più note cestiste che ci hanno giocato ricordiamo: Cynthia Cooper, Lisa Leslie, Francesca Zara, Susanna Stabile, Diāna Skrastiņa e Adalgisa Impastato. Gli allenatori più in vista sono stati: Vito Pollari, Massimo Romano e Andrea Petitpierre.
Anche la formazione maschile si è sempre ben contraddistinta, anche se non agli stessi livelli.
La squadra cittadina di pallamano, il Pallamano Alcamo, che milita in serie A1, disputa le sue partite interne nel nuovo palasport Enzo D'Angelo, ove di recente ha anche giocato la Nazionale di pallamano dell'Italia.

### Impianti sportivi
La città dispone di numerosi impianti sportivi, i più importanti sono lo stadio comunale Lelio Catella (capienza di circa 10.000 posti) per il calcio e l'atletica, il Palazzetto Tre Santi per il basket e il Palasport Enzo D'Angelo per la pallamano. Una piscina privata ad uso pubblico (La Fenice) dove si allenano ragazzi che hanno vinto anche premi nazionali. Lo stesso impianto ospitava una pista per il pattinaggio sul ghiaccio, sostituita con una palestra di arti marziali.
Quando militava in Serie C, l'Alcamo disputava le partite interne allo stadio Don Rizzo, impianto che viene oggi utilizzato, come lo stadio S. Ippolito, dalle squadre giovanili e minori.